# Israël
Pour les articles homonymes, voir Israël (homonymie).
Cette page contient des caractères spéciaux ou non latins. S’ils s’affichent mal (▯, ?, etc.), consultez la page d’aide Unicode.
État d'Israël
(he) מְדִינַת יִשְׂרָאֵל / Medīnat Yisra'el 
- Israël
- Plateau du Golan (région syrienne) et Cisjordanie (région palestinienne aujourd'hui administrée à 60 % par Israël, à 18 % par la Palestine et à 22 % conjointement), occupés par Israël depuis la guerre des Six Jours en 1967, et bande de Gaza (région palestinienne administrée de facto par le Hamas depuis 2007).

Israël  (/is.ʁa.ɛl/), en forme longue l'État d'Israël (en hébreu יִשְׂרָאֵל (Yisrā'el) et מְדִינַת יִשְׂרָאֵל (Medīnat Yisra'el) /mediˈnat jisʁaˈʔel/), est un pays situé sur la côte orientale de la mer Méditerranée au Proche-Orient, en Asie de l'Ouest. Le pays fait géographiquement partie du Levant et borde le Liban, la Syrie, la Jordanie, l'Égypte ainsi que la bande de Gaza et la Cisjordanie.
Malgré l'exiguïté de son territoire national, Israël offre une géographie étonnamment variée, les régions naturelles qui la composent étant toutes différentes. La capitale de l'État est Jérusalem (situation à la reconnaissance limitée : Tel Aviv est la capitale internationalement reconnue). La langue officielle du pays est l'hébreu, quand l'arabe y revêt un « statut spécial ». En avril 2025, la population d'Israël s'élève à plus de 10 millions d'habitants.
Israël est une démocratie parlementaire. Le Premier ministre, désigné par le président et confirmé par le Parlement (la Knesset), est le chef de l'exécutif. La Knesset, où siègent cent vingt députés élus au scrutin proportionnel intégral à un tour, représente le pouvoir législatif. La Cour suprême, composée de quinze juges, sert à la fois de pouvoir judiciaire et de cour d'appel.
Tel Aviv est le centre diplomatique, technologique, économique et financier du pays. Le pays se classe au 25e rang mondial quant au PIB, au 15e rang mondial quant au PIB par habitant et il est le troisième pays le plus riche d'Asie en ce qui concerne le PIB nominal par habitant et la richesse moyenne par adulte,. Depuis 2010, Israël est membre de l'OCDE : il est le pays le plus développé du Moyen-Orient et le troisième d'Asie. En 2024, Israël occupe la 15e position dans le classement de l'indice mondial de l'innovation. D'un point de vue technologique, Israël est l’un des pays les plus avancés au monde. Il se classe au premier rang du Moyen-Orient pour la richesse moyenne par adulte, la compétitivité économique et l'espérance de vie. Il est également le pays du Moyen-Orient où le niveau de vie est le plus élevé.
Israël est le seul État au monde où la population est majoritairement juive, avec une proportion de 75 %, et l'un des deux territoires officiellement juifs dans le monde avec l'oblast autonome juif en Russie. En 2018, la Knesset adopte une nouvelle loi fondamentale de l'État d'Israël qui fait d'Israël l'État-nation du peuple juif. La population non juive comprend principalement des Arabes israéliens descendant pour la plupart des habitants de l'époque de la Palestine mandataire ; ils représentent 21 % de la population. D'un point de vue religieux, les Arabes israéliens sont en 2022 à 85,6 % musulmans (incluant les Bédouins), 7,4 % druzes et 6,9 % chrétiens.
Israël résulte de l'accomplissement de la vision du mouvement sioniste, dont les premières bases politiques ont été posées à la fin du XIXe siècle sous l'impulsion de Theodor Herzl et ont visé à la création d’un État juif. Lors du démantèlement de l'Empire ottoman à la fin de la Première Guerre mondiale, l’établissement du Foyer national juif est facilité par le Royaume-Uni par la déclaration Balfour de 1917 dans l'ancienne partie méridionale de la Grande Syrie, dénommée dès 1920 par les Britanniques « Palestine mandataire ». Ce petit territoire a toujours été considéré par les Juifs comme leur terre ancestrale, Eretz Israël.
Après le vote du plan de partage de la Palestine mandataire le 29 novembre 1947 par l'Organisation des Nations unies (ONU) qui entérine la fin du mandat britannique sur la Palestine mandataire et prévoit le partage de son territoire entre deux États, juif et arabe, l'indépendance d'Israël est proclamée le 14 mai 1948 à Tel Aviv par David Ben Gourion, qui devient son premier Premier ministre.
Depuis sa création, l'État d'Israël s'est confronté à plusieurs reprises avec des pays arabes voisins. L'Égypte et la Jordanie ont signé un traité de paix avec lui et, en 2020, sont établies des relations diplomatiques entre Israël et les Émirats arabes unis, Bahreïn et le Maroc. Israël reste en conflit avec la Syrie, le Hezbollah au Liban et le Hamas dans la bande de Gaza. En outre, plusieurs pays de la région et autres opposants ne reconnaissent pas son existence : ils utilisent d'ailleurs le terme « entité sioniste » pour le désigner.

## Étymologie

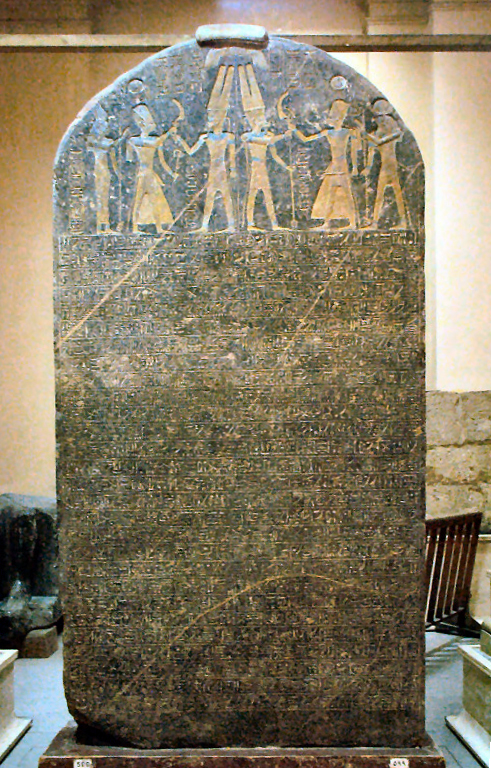
La stèle de Mérenptah (Musée égyptien du Caire).

Dans la déclaration d’indépendance de 1948, l'État juif proclamé par le conseil national représentant la communauté juive de Palestine et les mouvements sionistes prend pour nom Israël, rejetant les possibles autres noms de Sion, Judée ou Eretz Israel (« Terre d'Israël »). Ses citoyens sont dénommés « Israéliens ». Ce nom se réfère historiquement au royaume d'Israël et plus généralement aux Israélites qui ont établi des royaumes dans la région pendant l'Antiquité. La tradition biblique rapporte l’origine de ce nom dans le livre de la Genèse, quand le troisième des patriarches hébreux, Jacob, est renommé Israël (« Celui qui lutte avec Dieu » ou « Dieu est fort, Dieu triomphe »), après avoir combattu avec un ange. Jacob étant considéré comme le père des douze tribus qui sortirent d’Égypte, la nation biblique constituée est connue sous le nom des « enfants d’Israël ». Après l'exil à Babylone, « Israël » sert à désigner la communauté juive qui s'inscrit dans la continuité avec l'Israël biblique.
La première mention non biblique du nom « Israël » apparaît vers 1200 av. J.-C., sur la stèle de Mérenptah. Celle-ci comporte un hymne célébrant la paix entre l’Égypte du pharaon Mérenptah et Canaan. Le mot « Israël » n'y désigne pas une région ou une localité, mais une population du pays de Canaan, laquelle vivait alors sur les hauteurs de la Judée.
Israël est un nom masculin, utilisé sans article défini,.

## Géographie

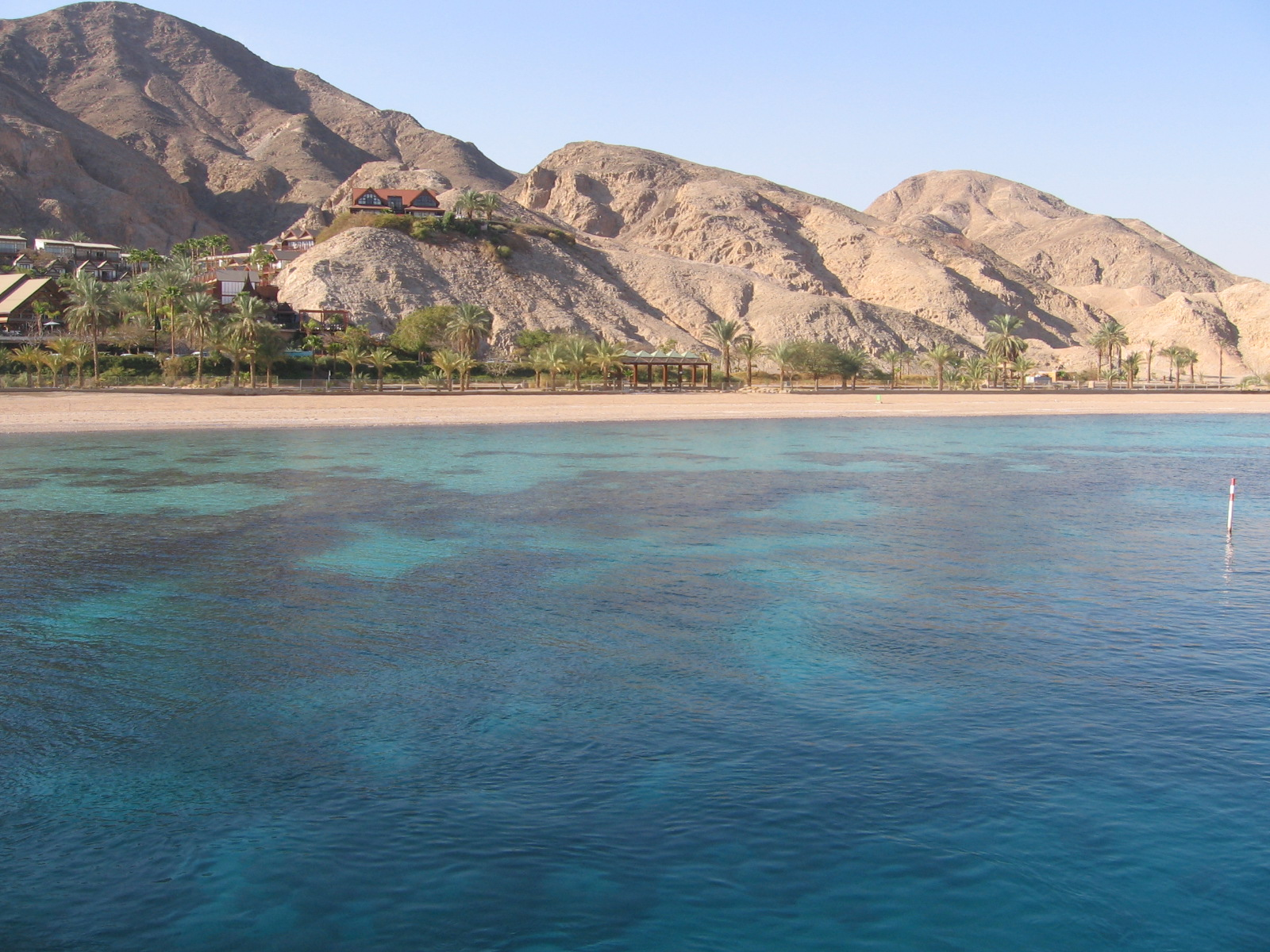
Golfe d’Eilat.
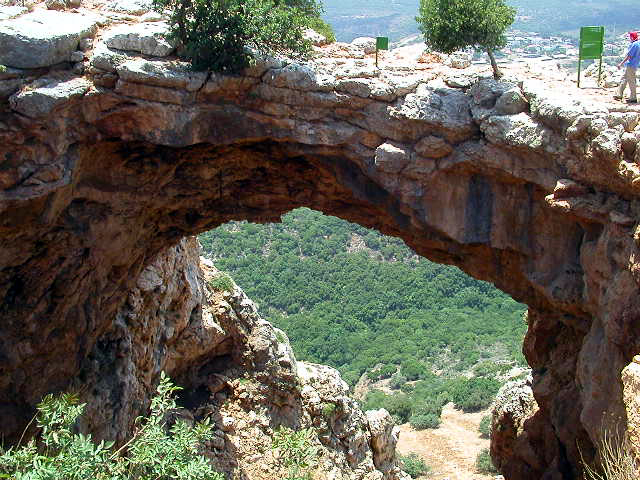
Arche naturelle en Galilée.
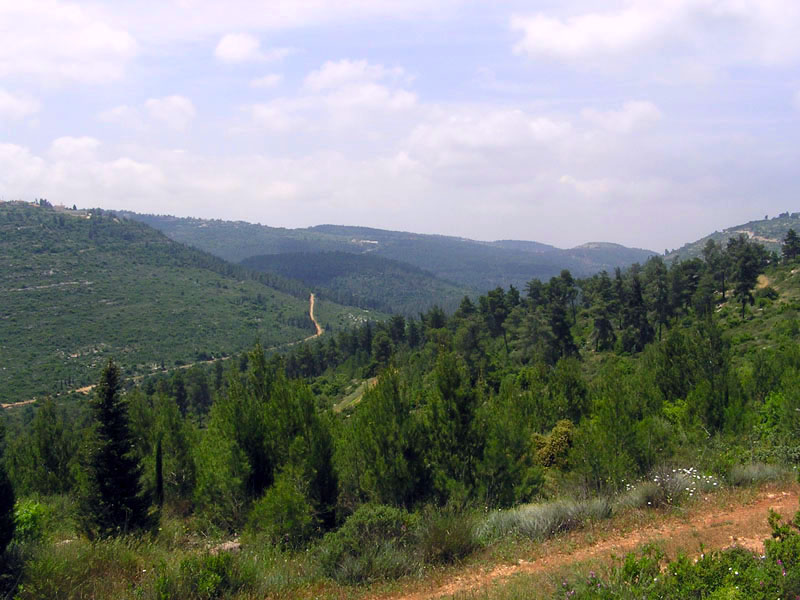
Les collines de Judée aux environs de Jérusalem.
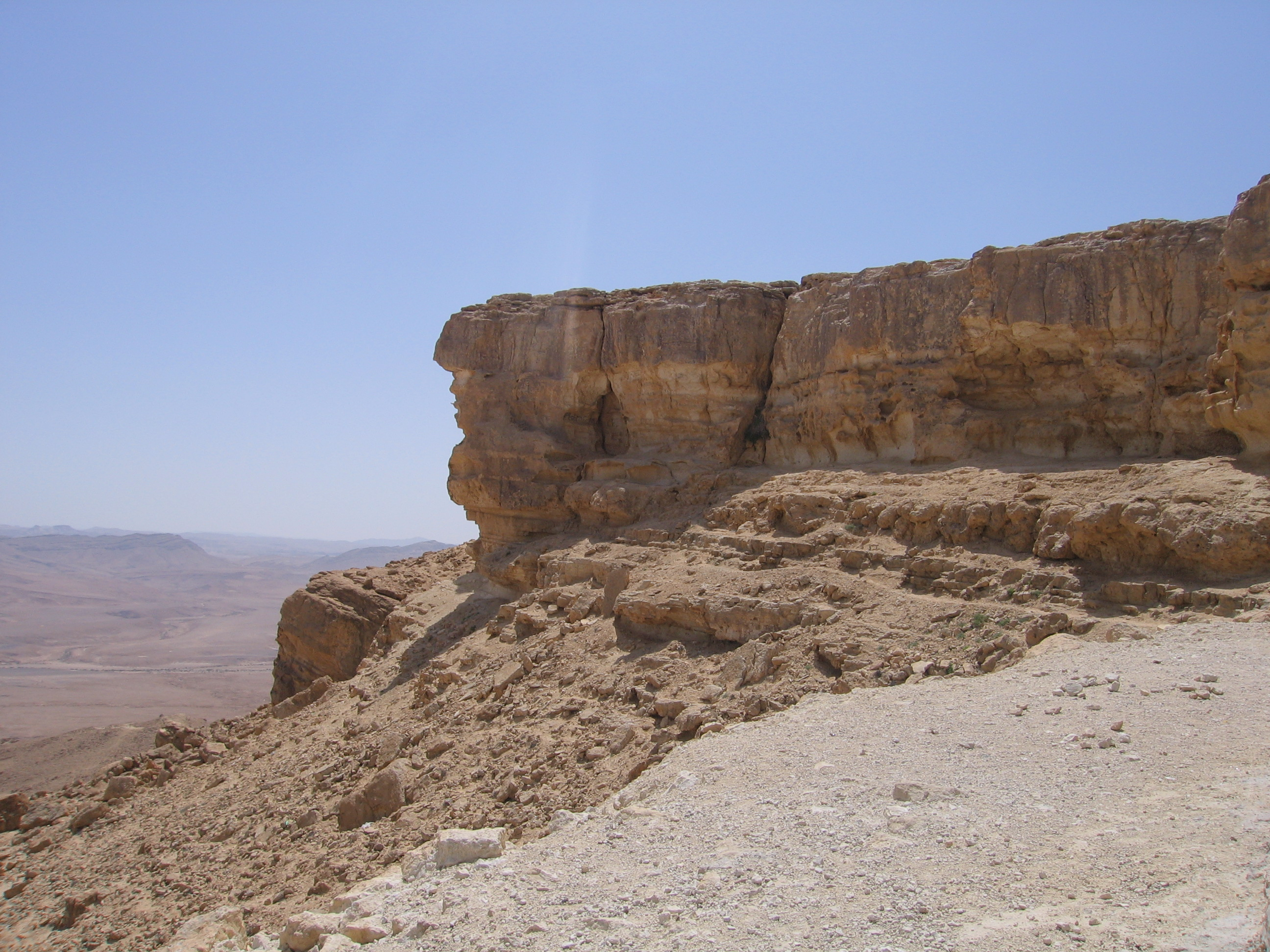
Le cratère Ramon dans le désert du Néguev.
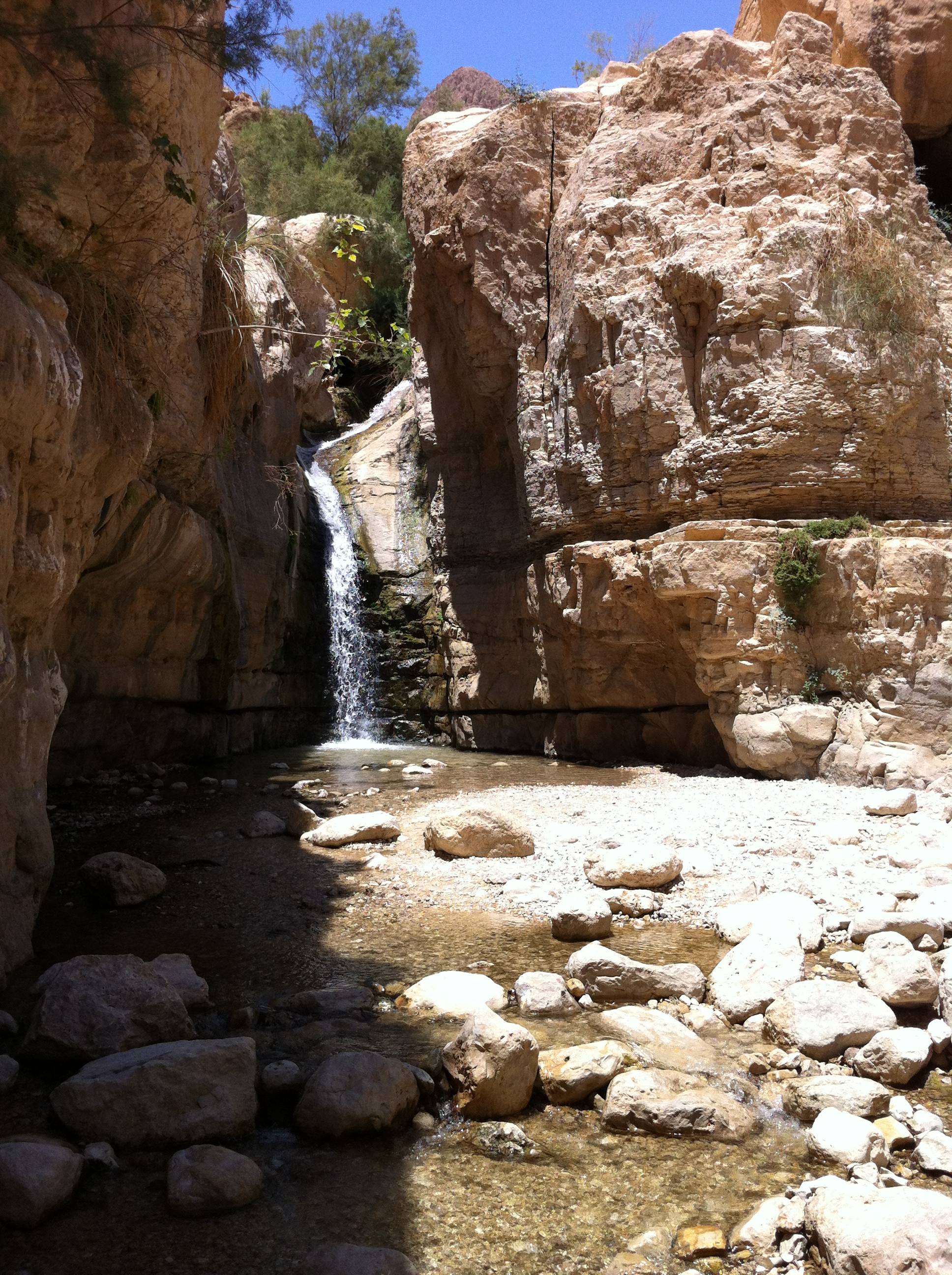
Nahal Arougot près de Ein Gedi.

### Localisation
Israël partage ses frontières avec le Liban au nord, avec la Syrie au nord-est, la Jordanie et la Cisjordanie à l’est, et avec l’Égypte et la bande de Gaza au sud-ouest. Il possède un littoral sur la mer Méditerranée à l’ouest et sur la mer Rouge (golfe d’Aqaba) au sud.
Israël se trouve entre les latitudes 29° et 34° N, et les longitudes 34° et 36° E.

### Territoire
| \| 42.2 km1:1 609 000 Capitale nationale Population > 100 000 hab. Population > 50 000 hab. Population < 50 000 hab. \| ÉGYPTE JORDANIE SYRIE LIBAN Lac de Tibériade Méditerranée Mer Morte Mer Rouge Mont Hermon Néguev Sinaï Golan Bande de Gaza Cisjordanie Ashdod Beer-Sheva Ashkelon Eilat Haïfa Acre Netanya Rishon LeZion Nazareth Jérusalem Tel Aviv-Jaffa Petah Tikva |
| 42.2 km1:1 609 000 Capitale nationale Population > 100 000 hab. Population > 50 000 hab. Population < 50 000 hab. |

| 42.2 km1:1 609 000 Capitale nationale Population > 100 000 hab. Population > 50 000 hab. Population < 50 000 hab. |

Placé au centre des routes qui relient la vallée du Nil à la Mésopotamie et la péninsule Arabique à l'Asie Mineure, le territoire d’Israël est au cœur des échanges entre l'Asie, l'Afrique et l'Europe.
Ce territoire (en dehors des zones occupées depuis juin 1967 de Cisjordanie, de Jérusalem-Est et du plateau du Golan), couvre environ 20 770 km2, dont 2,4 % sont couverts par des lacs, notamment le lac de Tibériade (164 km2) et la mer Morte (265 km2), appelés en Israël littéralement pour l'un, « mer de Galilée » et pour l'autre « mer de sel ». Le territoire sous juridiction israélienne, qui inclut la totalité de Jérusalem et les hauteurs du Golan atteint 22 072 km2. La superficie d’ensemble sous contrôle israélien direct ou partiel, qui comprend également les territoires palestiniens de Cisjordanie et exclut Gaza, est au total de 27 799 km2.
En dépit de sa taille relativement réduite, Israël regroupe des spécificités géographiques variées allant du désert du Néguev au sud jusqu’aux pentes et monts de Galilée et du Golan tout au nord. D'ouest en est, le pays est formé de quatre bandes méridiennes : la plaine côtière, les hautes collines du centre (chaîne montagneuse centrale formée, du nord au sud, par les monts de Guelboe, les monts de Samarie, la montagne d'Ephraïm, les monts de Judée, puis les collines de la Shéphéla vers l'ouest), le fossé de la vallée du Jourdain et le plateau transjordanien (avec au nord le plateau du Golan surmonté du mont Hermon, le point culminant du pays à 2 224 mètres). La plaine côtière israélienne sur les rives de la Méditerranée qui s'étendent sur 194 kilomètres, accueille environ 70 % de la population totale du pays. À l’est des collines centrales de Samarie, coule sur 360 kilomètres le Jourdain qui prend sa source au nord d'Israël, au mont Hermon, traverse le lac de Tibériade pour se jeter plus au sud dans la mer Morte, le point le plus bas sur Terre (429 mètres sous le niveau de la mer), situé au sud-est de Jérusalem. Plus au sud de cette mer saturée en sel, la vallée de l’Arabah ou Haarava au climat sec et aride, se prolonge jusqu’au golfe d’Eilat en mer Rouge (dont la côte s'étend sur 12 kilomètres), refuge d’une importante vie aquatique due à la présence de nombreux récifs et coraux.
Il existe des particularités uniques à Israël et à la péninsule du Sinaï, ce sont les « makhteshim » ou cratères créés par l’érosion. Le plus grand makhtesh du monde est le cratère de Ramon dans le Néguev qui mesure 40 km de long sur 8 km de large.

### Climat

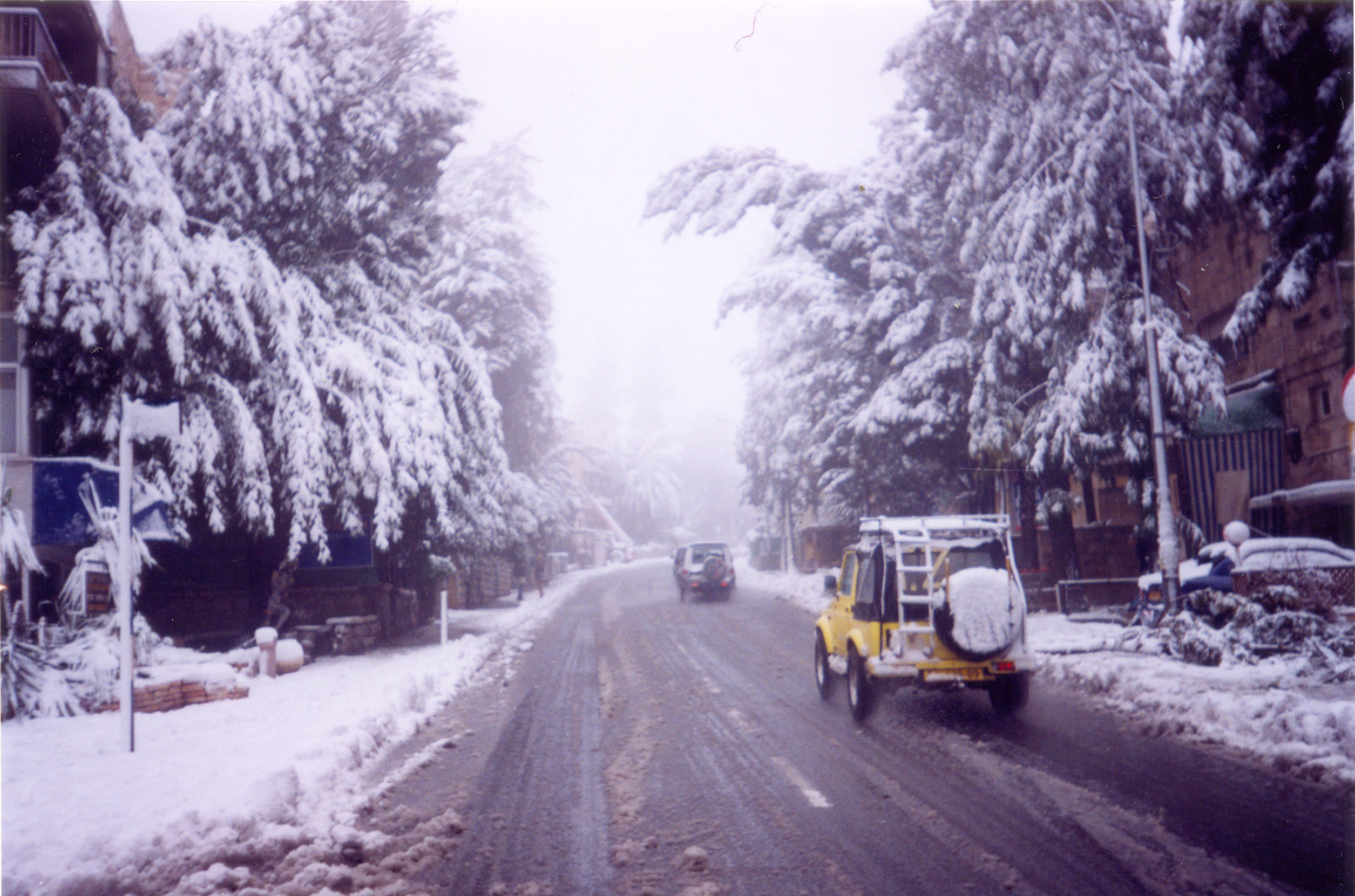
Rue Gaza à Rehavia (Jérusalem), sous la neige en hiver, 2002.

Le climat des zones côtières peut être très différent de celui des zones montagneuses du pays, particulièrement pendant les mois d’hiver. Les régions de Tel Aviv et Haïfa ont un climat typiquement méditerranéen avec des hivers doux et pluvieux et des étés chauds et secs. Les montagnes au nord sont par contre souvent enneigées l’hiver, et Jérusalem peut aussi connaître des chutes de neige.
| Classification                           | Lieu                                                     | Température moyenne °C      | Écart température moyenne °C                                   | Précipitations moyennes annuelles mm | Variation précipitations mensuelles mm |
| ---------------------------------------- | -------------------------------------------------------- | --------------------------- | -------------------------------------------------------------- | ------------------------------------ | -------------------------------------- |
| Climat méditerranéen tempéré (été chaud) | Jérusalem Tel Aviv-Jaffa Haïfa Rishon LeZion Petah Tikva | 17,2° 20,2° 21° 19,5° 19,9° | 4,9° à 30,5° 8,7° à 32° 9,3° à 32,2° 7,6° à 30,9° 8,1° à 31,7° | 477 562 525 571 564                  | 0 à 109 0 à 154 0 à 137 0 à 144        |
| Climat chaud semi-aride (steppe)         | Beer-Sheva Tabgha Ginosar                                | 19,3° 21,9° 21,8°           | 6,5° à 32,5° 9,1° à 35,8° 9° à 35,7°                           | 229 413 417                          | 0 à 53 0 à 106 0 à 107                 |
| Climat chaud désertique                  | Eilat Ein Gedi Tamar (région de la mer Morte)            | 24,2° 23,9° 24°             | 9,7° à 39,1° 9,8° à 38,3° 9,7° à 38,6°                         | 30 107 67,6                          | 0 à 7 0 à 26 0 à 18                    |
| Climat froid semi-aride (steppe)         | Localités du district sud Mitspe Ramon                   | 17,5° 16,9°                 | 5° à 31,2° 4,6° à 30,3°                                        | 307 183                              | 0 à 78 0 à 40                          |

La température la plus élevée du continent asiatique (53,7 °C) est atteinte en 1942 au kibboutz (village associatif) de Tirat-Zvi au nord du Jourdain,. La température la plus basse du pays (−13,7 °C) est enregistrée à Tel Hatanim dans la vallée de Beit Netofa en Basse Galilée en 1950, puis au kibboutz de (en) Meron Golan (en) (−14,2 °C) en 2015,.
De mai à septembre, les journées de pluies sont relativement rares. Les faibles ressources hydriques de l’État d’Israël l’ont contraint très tôt à prendre des mesures visant à favoriser les techniques limitant la consommation d’eau. Israël produit donc une partie croissante de son eau par des procédés de désalinisation. Le fort ensoleillement a également favorisé l’implantation d’incubateurs technologiques sur les énergies solaires, ce qui place Israël parmi les nations les plus avancées dans ce domaine, tant par la consommation par habitant que par le développement technologique dans ce domaine,. Un projet de très grande centrale solaire est actuellement envisagé dans le désert du Néguev.
Israël est touché par une vague de chaleur record en mai 2019.

### Environnement
Depuis son indépendance, Israël a planté au total plus de 240 millions d’arbres et continue de planter quelque trois millions d'arbres par an ; ainsi, 4 % de sa surface est dorénavant boisée,.

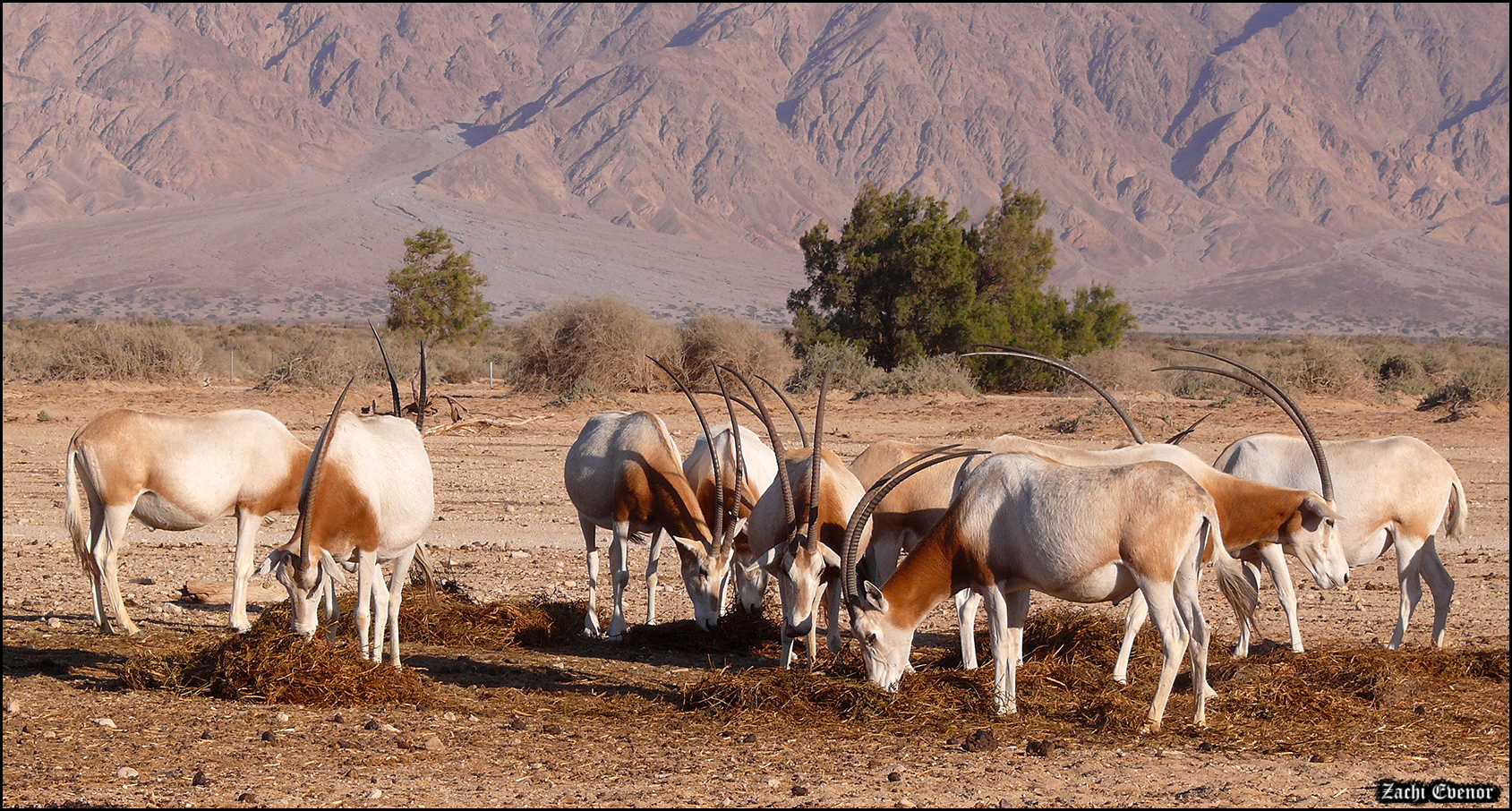
Oryx dans la réserve de Hai-Bar, Yotvata.
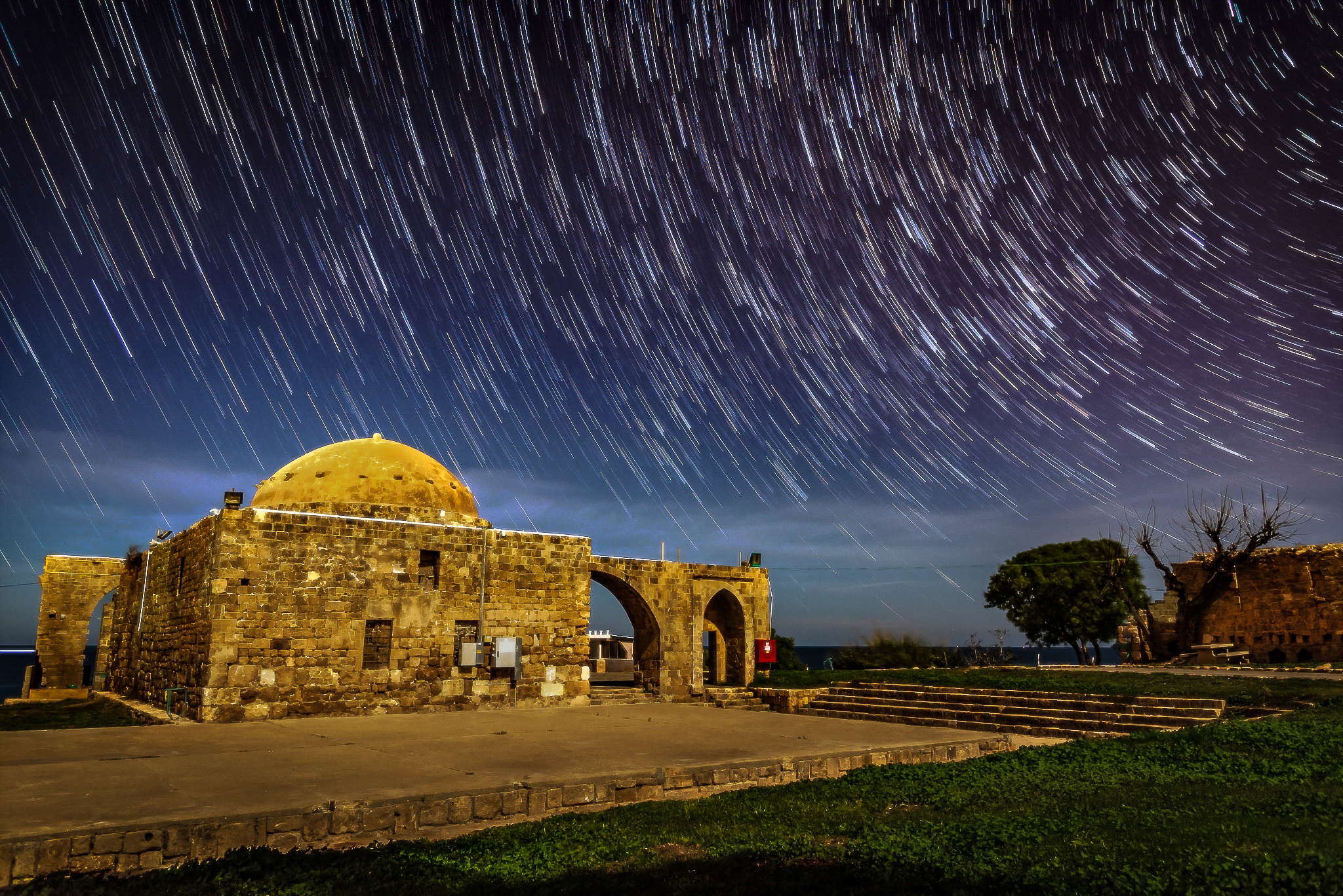
Dans le parc national d'Achziv, en Israël. Novembre 2018.
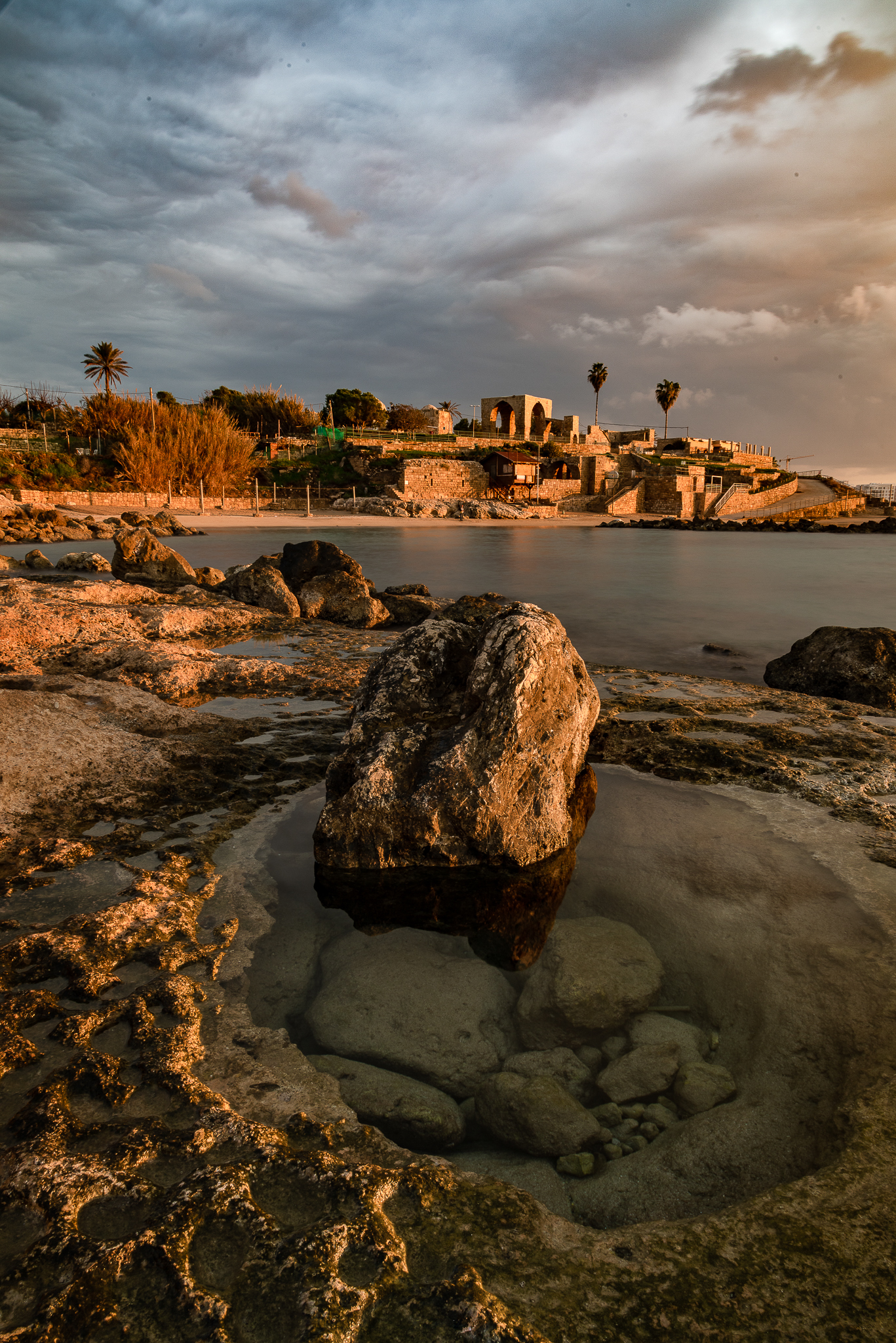
Dans le parc national d'Achziv, en Israël. Novembre 2018.

Israël compte 66 parcs nationaux et 190 réserve naturelles, couvrant près d'un quart du territoire national en 2015. Ils se répartissent sur une multitude de milieux différents : montagne, désert, savane herbeuse, savane boisée, forêt, lac et cours d'eau ou zone corallienne en mer Rouge (golfe d'Aqaba). Dans ces réserves et selon les milieux, ont été réintroduites de nombreuses espèces disparues de la région ou en voie d'extinction : oryx, élans, addax, onagres, bouquetins ou autruches. On trouve un grand nombre de ces animaux, notamment dans la réserve de Hai Bar, fondée en 1968 dans le sud du pays, dont le but est de créer un environnement naturel protégé et contrôlé, permettant d'augmenter ces populations animales rares et les protéger jusqu'à leur retour à la nature.
Dans le golfe d'Aqaba, où le corail a souffert de la pression touristique le long du littoral israélien, des scientifiques réimplantent des coraux par bouturage selon une technique inédite.

## Histoire
Voir pour les périodes antérieures à la création de l'État d'Israël :
- Israël antique, Histoire de l'Israël antique, royaume de Juda et royaume d'Israël ;
- la chronologie des différentes dominations sur le territoire de la Palestine (pour les Juifs Erets Israel) traitée dans Histoire de la Palestine et dans Palestine mandataire. Quant à l'histoire plus particulière des Juifs, elle est abordée dans Histoire des Juifs en terre d'Israël ;
- l'histoire des hommes et des idées amenant à la création de l'État d'Israël abordée dans Histoire du sionisme ;
- Histoire du peuple juif pour l'histoire des Juifs en général.

### Terre d’Israël dans l’Antiquité

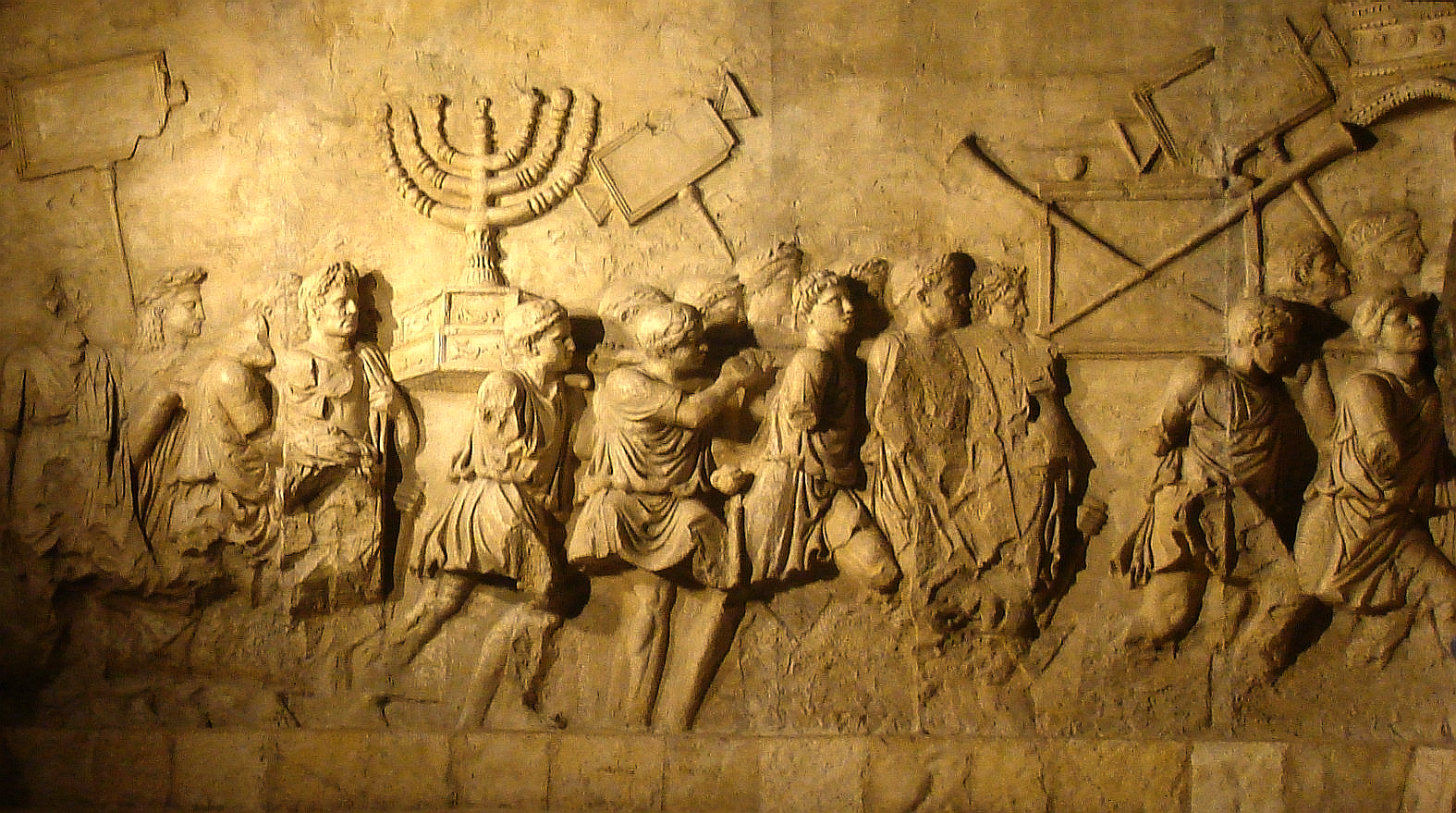
Copie de la prise du second temple de Jérusalem représentée sur l’arc de Titus à Rome lors de la première guerre judéo-romaine.

La Terre d'Israël, appelée « Eretz Yisrael » en hébreu est considérée comme étant la « terre » du peuple juif. D’après les religions abrahamiques, la Terre d’Israël fut promise par Dieu, aux enfants d'Israël.
Les historiens constatent l'émergence des premiers royaumes israélites aux alentours du début du Ier millénaire av. J.-C. Ces royaumes gouvernent tout ou partie de la région pendant un millénaire, quand ils ne sont pas supplantés par des envahisseurs, tels les Assyriens, les Perses, les Grecs ou les Romains.

### De la fin de la province de Judée à la fin de la domination mamelouke
Entre la période des royaumes israélites et la conquête musulmane au VIIe siècle apr. J.-C., la Terre d’Israël tombe successivement aux mains des Assyriens, des Babyloniens, des Perses, des Grecs, des Romains, des Sassanides et des Byzantins. Cependant, la population, majoritairement juive, ne commence à décliner qu’après la guerre contre l’Empire romain — lors de la première guerre judéo-romaine, entre 66 et 73 apr. J.-C., puis de la seconde guerre judéo-romaine (guerre de Kitos) et de la révolte de Bar Kokhba, en 132 apr. J.-C. —, guerre qui provoque, d'une part l’exil forcé d’une majorité d’entre eux, d'autre part la nouvelle appellation romaine de la région en province de « Syrie-Palestine », et, plus tard, « Palestine », qui constitue une tentative d'effacement du lien entre le peuple juif et la Terre d’Israël[à vérifier]. En 628-629 apr. J.-C., une révolte juive contre l’empereur byzantin Héraclius conduit au massacre et à l’expulsion de la plupart des Juifs de la région. La population juive de la région se réduit considérablement et atteint probablement son point le plus bas,,,,. Toutefois, une présence juive se maintient continuellement[réf. nécessaire], tout comme celle des chrétiens.
Dès le Ier siècle, à la suite de l’occupation romaine de Jérusalem, le centre de la population juive se déplace de Judée (Jérusalem et région au sud de Jérusalem) en Galilée (région de Tibériade). La Mishna, certaines parties du Talmud et le Talmud de Jérusalem — qui sont, hormis la Torah, parmi les textes les plus importants du judaïsme — sont composés en Israël durant cette période.
En 636 apr. J.-C., la Terre d’Israël est prise par les Arabes musulmans. Le contrôle de la région échoit aux Omeyyades, puis aux Abbassides. La région est un temps gouvernée par les croisés, principalement francs, de 1099 à 1260, date à laquelle la région tombe aux mains des Mamelouks.

### Période ottomane et régionale
En 1516, sous le règne de Selim Ier, la Palestine (appelée à cette époque Filistin Sancağı, sandjak de Palestine) fait partie intégrante de l’Empire ottoman, qui gouverne la région jusqu’au début du XXe siècle — à l'exception toutefois de la courte période d'invasion des troupes françaises menées par Bonaparte, dont certains disent qu’il envisagea la création d’un État juif sous protection française en Palestine.
La fin de l'Empire ottoman, après la Première Guerre mondiale, place la région sous administration (1917) puis mandat britanniques (1922) après accord de la Société des Nations.
À partir du XXe siècle, la région est le théâtre principal des conflits israélo-arabes : la guerre de 1948-1949, la crise du canal de Suez (1956), la guerre des Six Jours (1967), la guerre du Kippour (1973), la guerre du Liban (1982), la première intifada (1988), la seconde intifada (2000-2005), le conflit israélo-libanais de 2006, la guerre de Gaza de 2008-2009, celle de 2012, celle de juillet-août 2014 et la crise de 2021, puis celle de 2023, suivie du conflit ouvert a partir du 7 octobre 2023.

### Développement du sionisme: congrès de Bâle

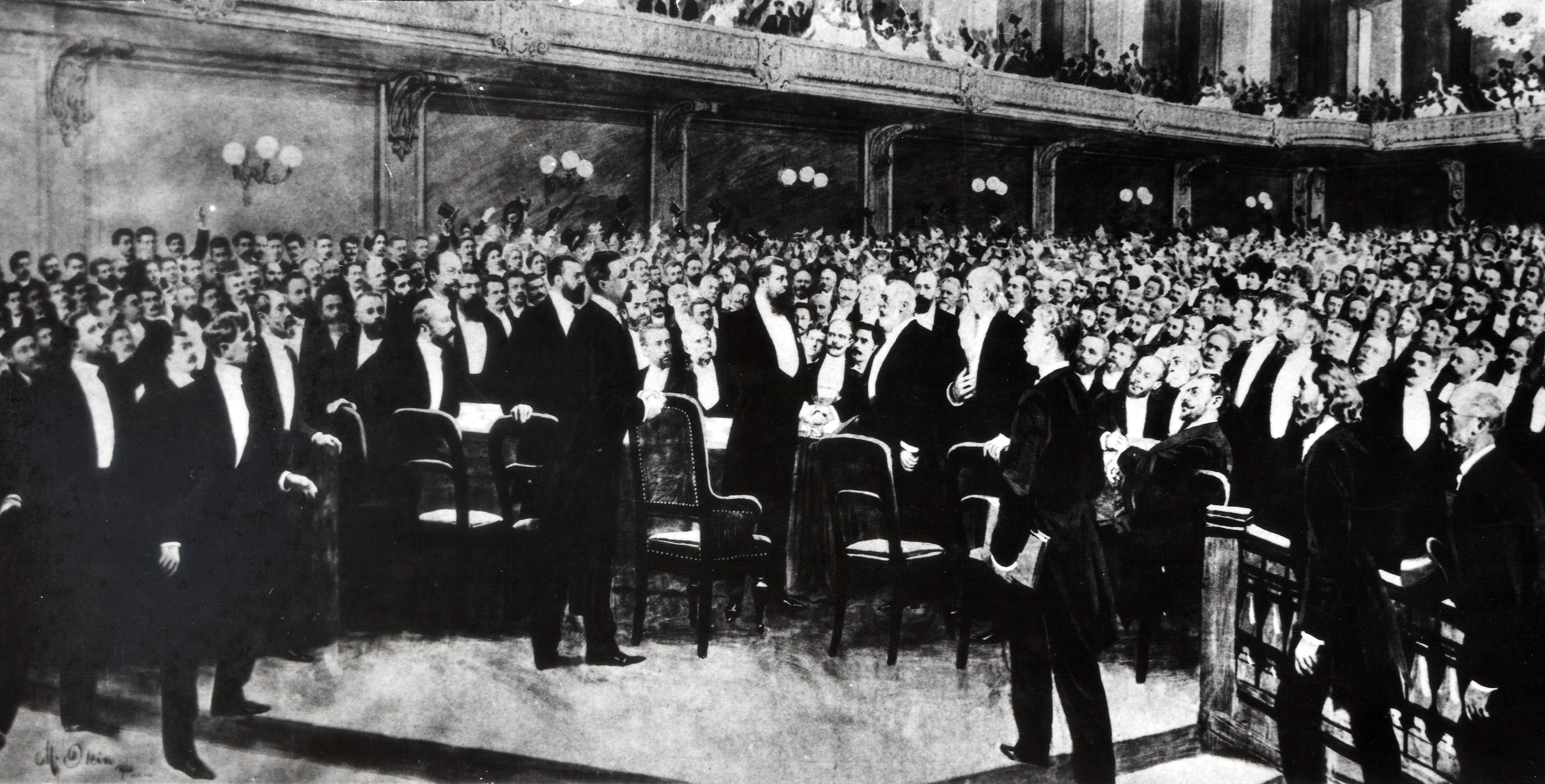
Premier congrès sioniste mondial à Bâle (Suisse) en 1897.

Le premier congrès sioniste se réunit à Bâle en Suisse, du 29 au 31 août 1897, et marque le tournant décisif dans l'histoire du mouvement des Amants de Sion, qui devient officiellement mouvement « sioniste-politique ». Herzl y propose son programme, qu'il qualifie de « plan de réunification nationale juive ». Dans son journal, Herzl écrit : « Si je devais résumer le congrès de Bâle en un mot, ce serait celui-ci : à Bâle j'ai fondé l'État juif. Peut-être dans cinq ans et certainement dans cinquante ans, chacun le saura ». Le congrès se déroule à dix reprises dans la ville helvétique jusqu’à la fondation d’Israël en 1948. .

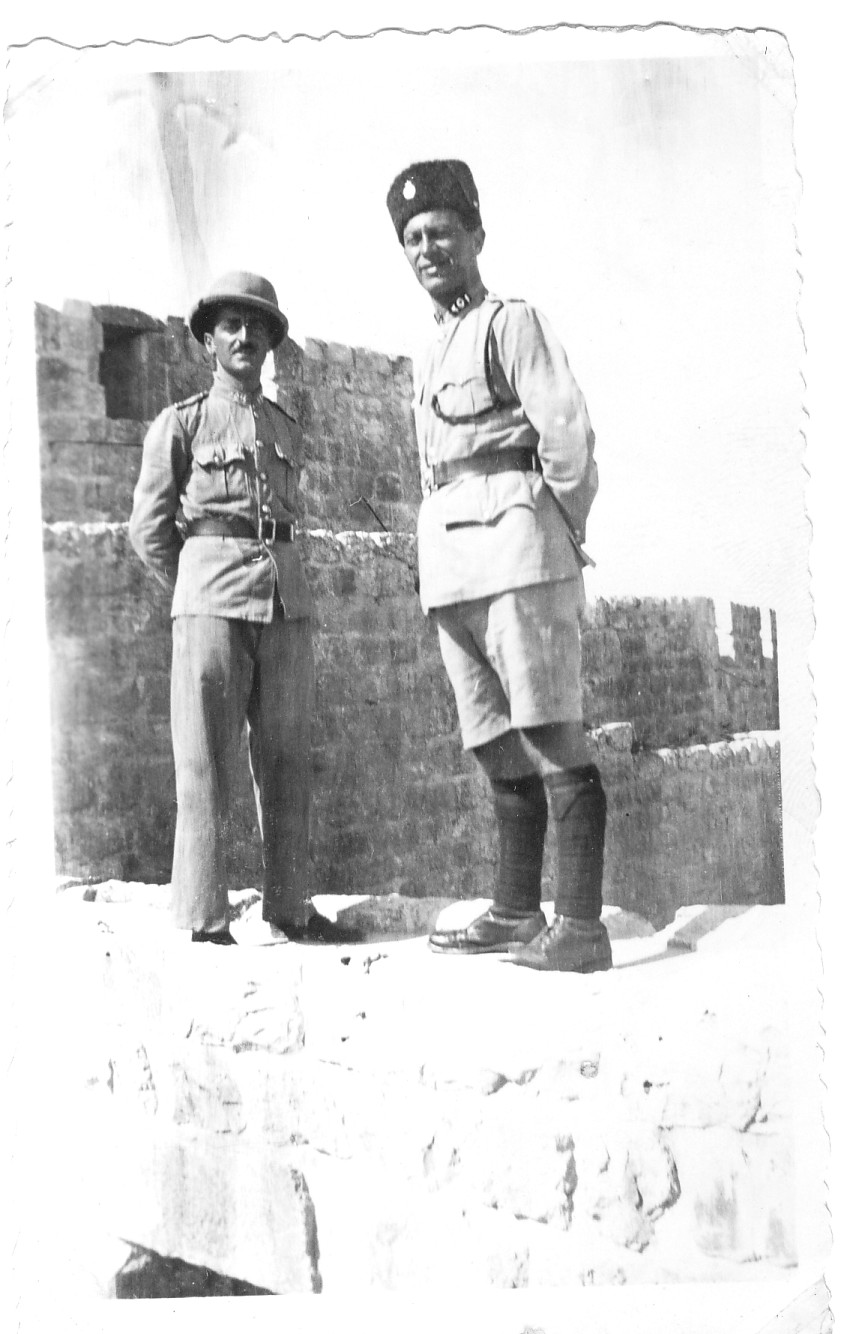
Police auxiliaire juive durant le mandat britannique.

### Mandat britannique

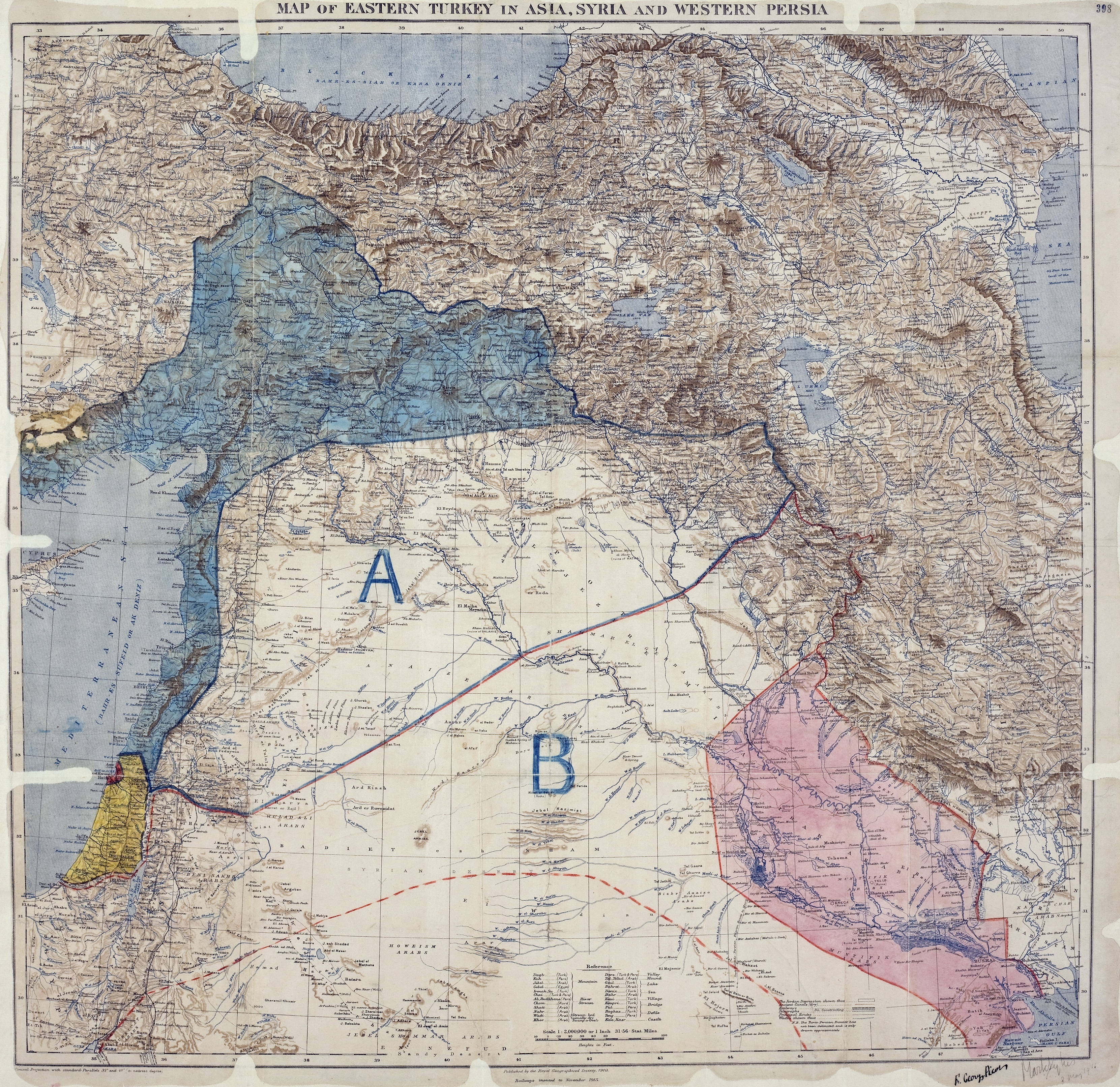
Carte des accords Sykes-Picot de 1916.

À la suite de la défaite de l’Empire ottoman lors de la Première Guerre mondiale, le plan secret des accords Sykes-Picot de 1916 fut appliqué par le Royaume-Uni et la France. En 1917, les Britanniques prennent le contrôle de la partie méridionale du territoire appelé alors Grande Syrie qu'ils dénommèrent dès 1920 Palestine mandataire. En effet, la région ne portait pas encore l'appellation de Palestine, nom qui avait été donné anciennement sous l'Empire Romain, au second siècle à la suite de seconde révolte juive, et qui tomba complètement dans l'oubli après la conquête musulmane du VIIè siècle.
En accord avec la promesse faite par Lord Balfour à Chaim Weizmann, ils obtiennent de la conférence de San Remo l’établissement d’un mandat britannique sur la région qui aura pour but, notamment, l’établissement d’un « foyer national juif » en Palestine selon les aspirations du mouvement sioniste.
En 1945, une étude montre que la population se monte à 1 845 560 habitants, dont 1 076 780 musulmans, 608 230 juifs, 145 060 chrétiens et 15 490 personnes d’autres groupes.
| Année | Total     | Musulmans        | Juifs          | Chrétiens     | Autres       |
| ----- | --------- | ---------------- | -------------- | ------------- | ------------ |
| 1922  | 752 048   | 589 177 (78 %)   | 83 790 (11 %)  | 71 464 (10 %) | 7 617 (1 %)  |
| 1931  | 1 033 314 | 759 700 (74 %)   | 174 606 (17 %) | 88 907 (9 %)  | 10 101 (1 %) |
| 1945  | 1 845 960 | 1 076 780 (58 %) | 608 230 (33 %) | 145 060 (8 %) | 15 490 (1 %) |

Outre l'accroissement naturel, une immigration de 100 000 à 200 000 personnes explique l'accroissement de la population arabe.

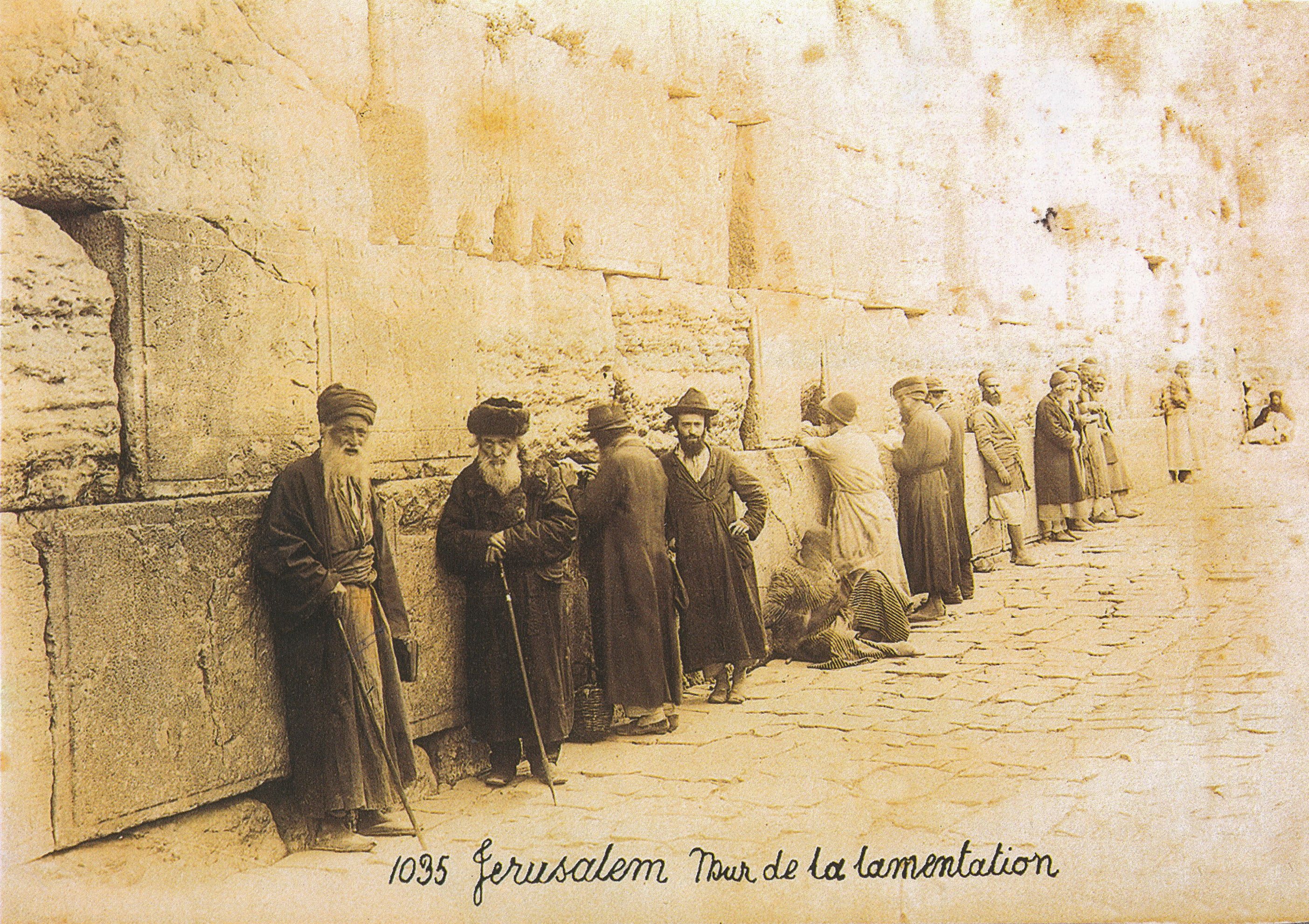
Prières au mur des Lamentations (début du XXe siècle)
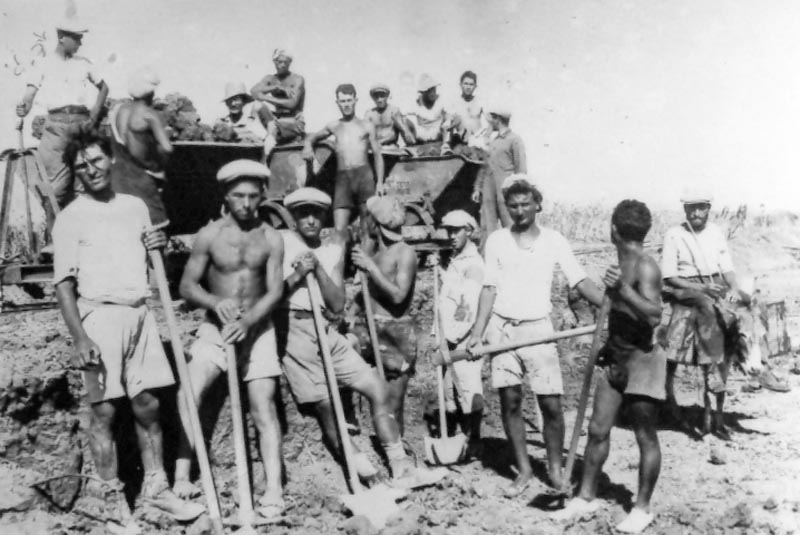
Travailleurs juifs (1915-1920)
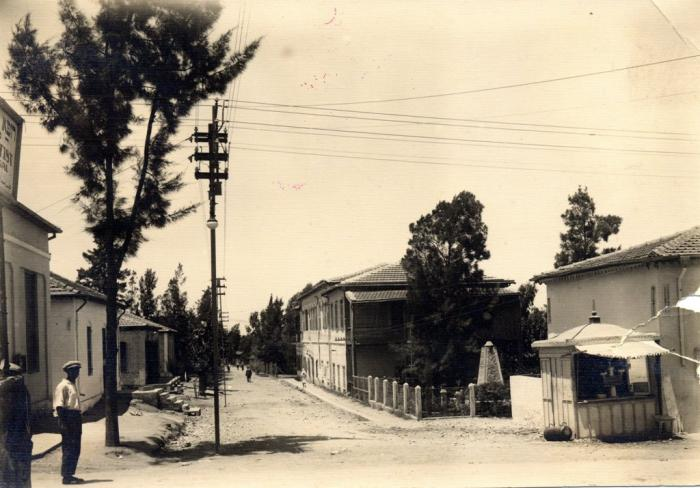
Rue de Petah Tikva (1920-1925)
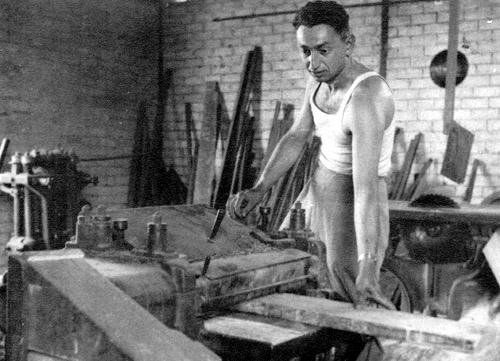
Ouvrier juif (1925-1930)
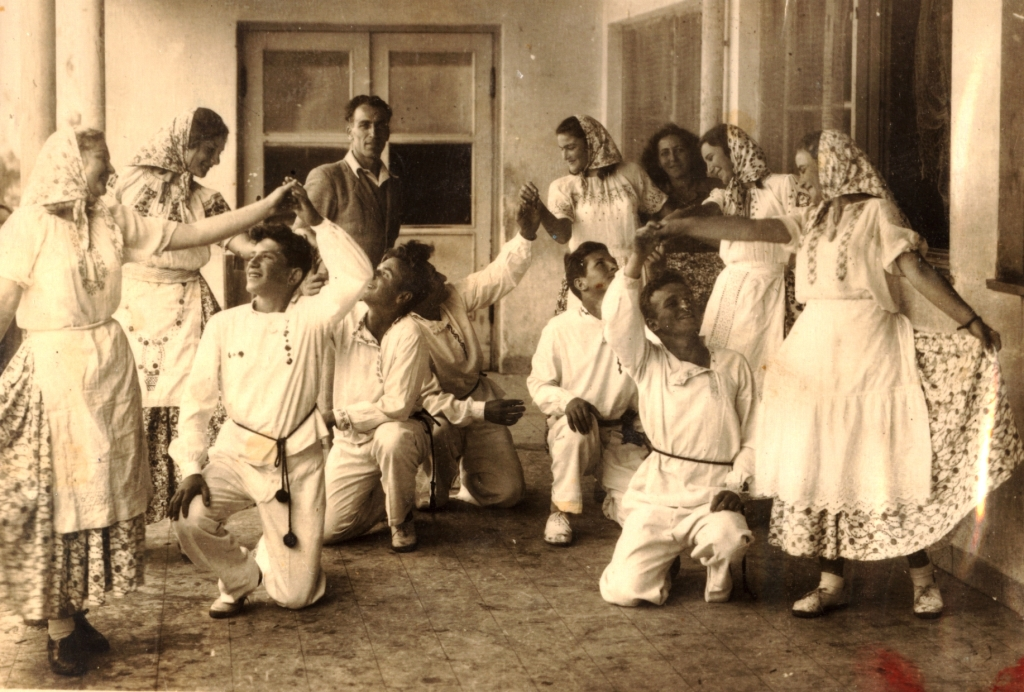
Spectacle dans le kibboutz Givat Hashlosha (années 1930)
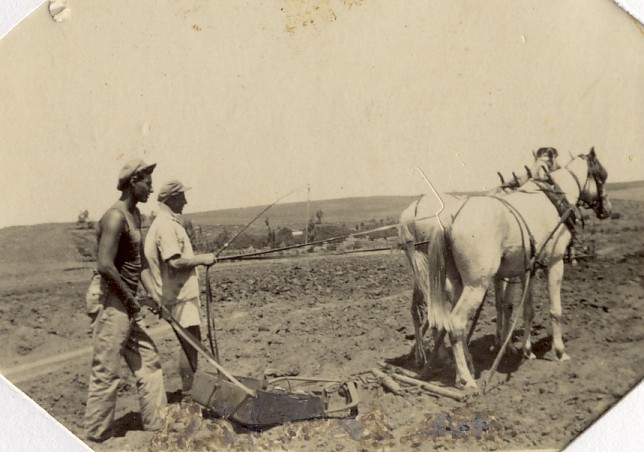
Agriculteurs à Ramat-Hacovesh (1937)
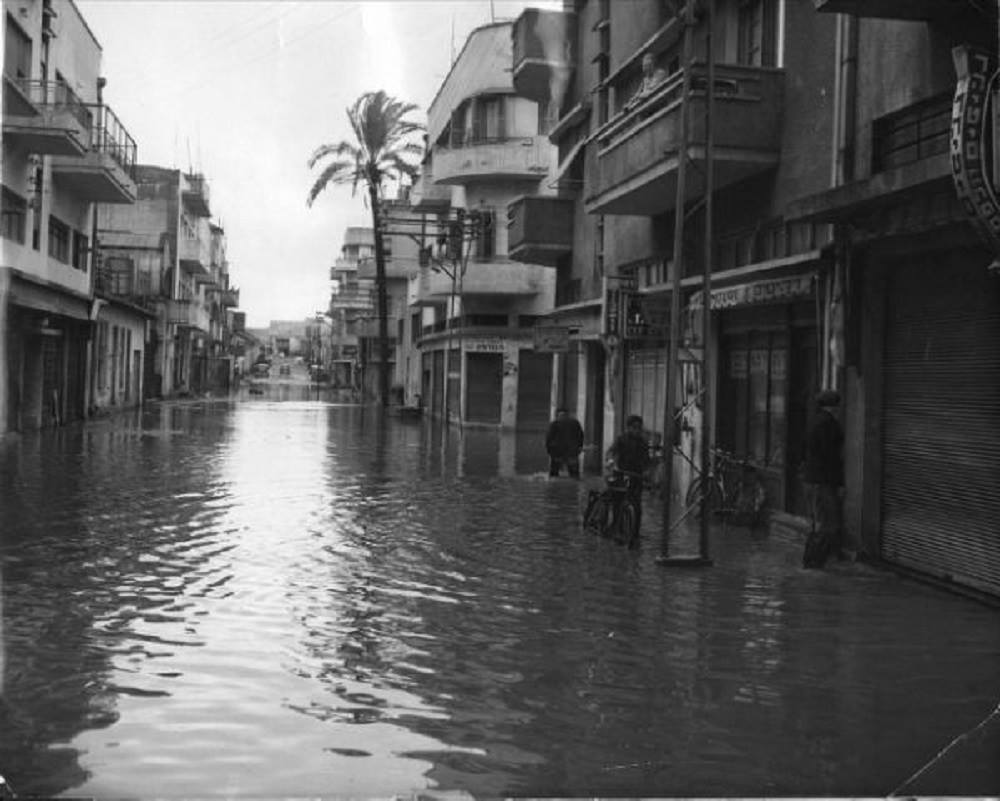
Inondation en hiver à Tel Aviv (années 1940)
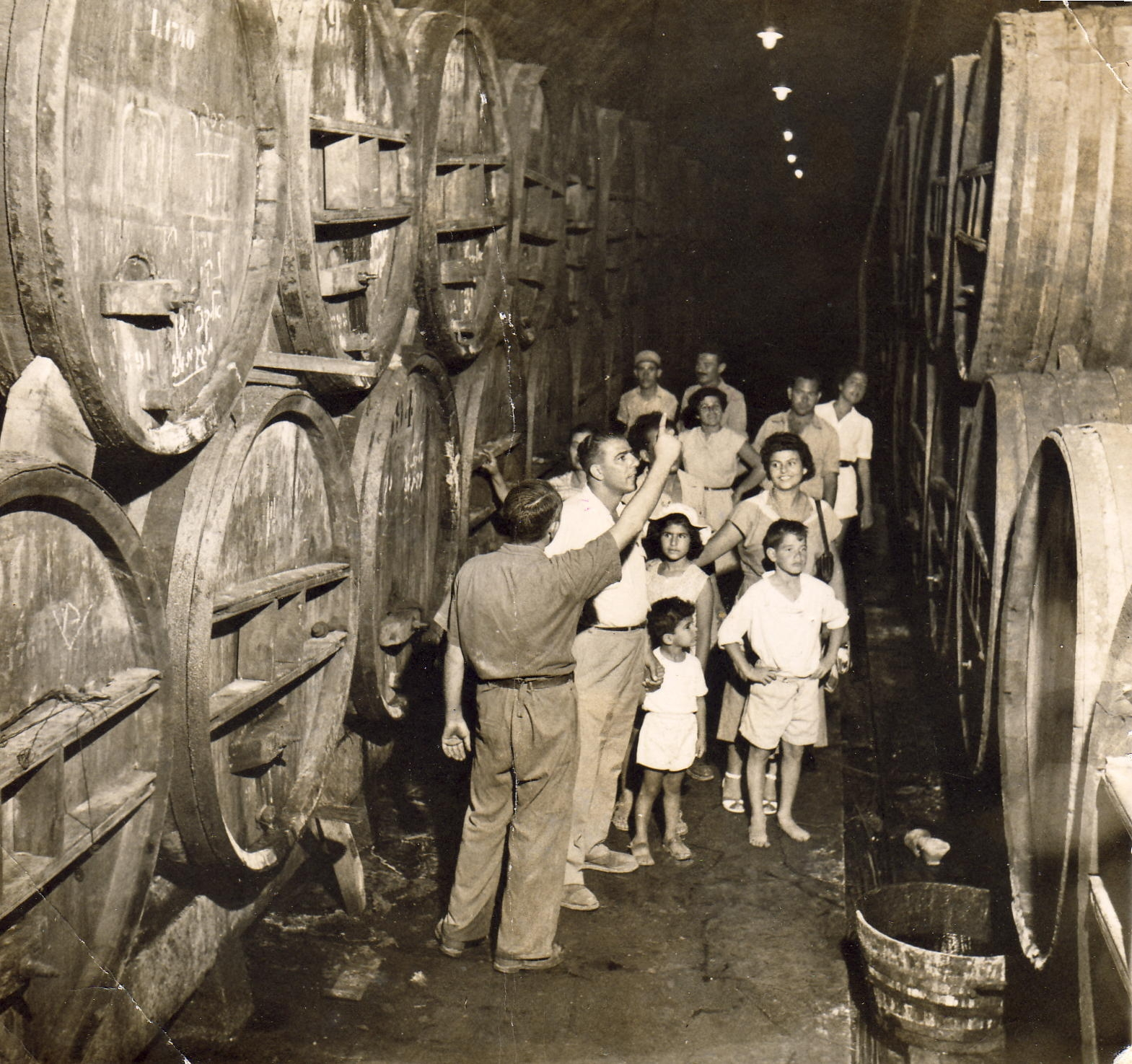
Visite d'un domaine viticole à Zichron Yaakov (1945)

### Vote du Plan de partage de la Palestine par l'ONU
Le 29 novembre 1947, l’ONU vote le Plan de partage de la Palestine en un État juif et un État arabe tout en faisant de Jérusalem un corpus separatum sous administration internationale. Trente-trois pays votent « pour », treize « contre », et dix s’abstiennent.
Le lendemain, la guerre civile éclate entre les populations juives et arabes de Palestine tandis que les Britanniques organisent leur retrait.

### Indépendance de l’État d’Israël

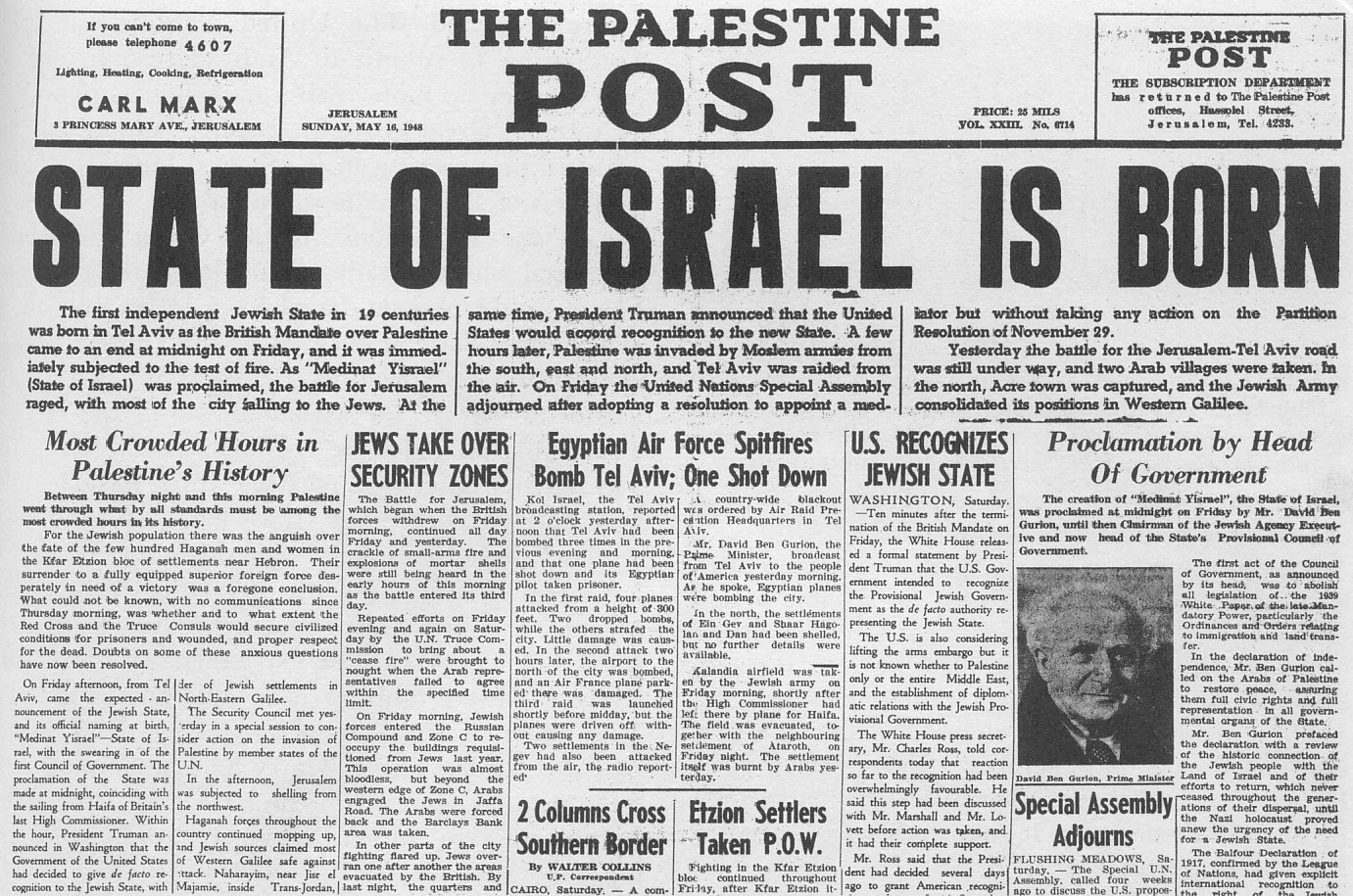
Titre du Palestine Post: « L'État d'Israël est né »

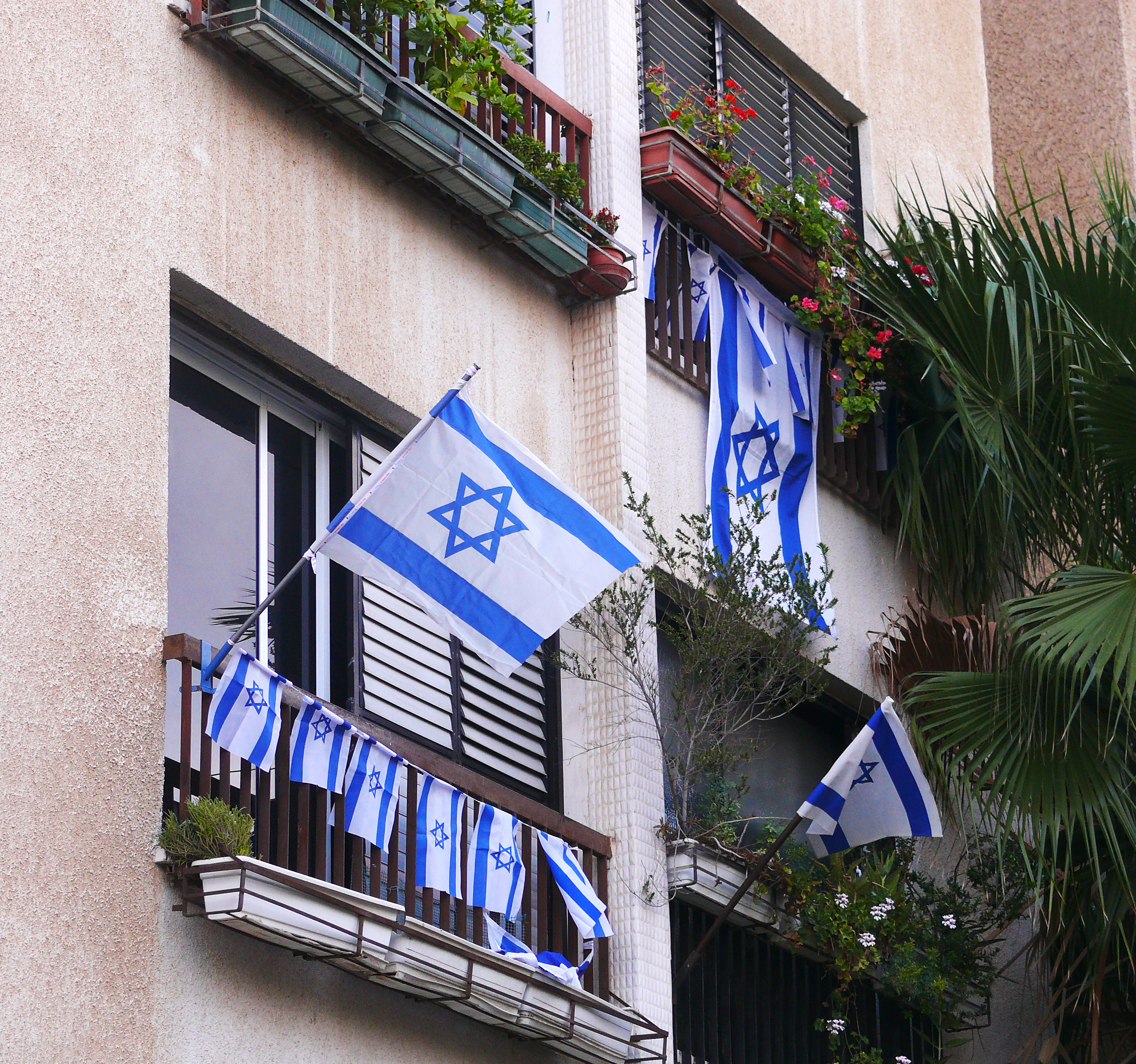
Drapeaux israéliens aux fenêtres pour la fête du Jour de l'indépendance d'Israël (Yom Ha'atzmaout), 2010.

Le 14 mai 1948, dernier jour du Mandat britannique, le président de l’Agence juive, David Ben Gourion, proclame l’indépendance de l'État d'Israël dont il devient le premier Premier Ministre.
Les pays arabes voisins soutenus par la Ligue arabe lui déclarent immédiatement la guerre. Israël affronte les armées de Transjordanie, d’Égypte, de Syrie et d’Irak et l'Armée de libération arabe mise sur pied par la Ligue arabe lors de la guerre israélo-arabe de 1948-1949.
Au cours de courtes périodes de combats entrecoupées de trêves, Israël agrandit les territoires sous son contrôle. En 1949, plusieurs armistices sont signés entre Israël et ses voisins. Tout d’abord avec l’Égypte, le 12 février 1949 qui occupe la bande de Gaza, le Liban le 23 mars 1949 sur la ligne bleue, la Jordanie le 3 avril 1949 qui annexe la Cisjordanie et la partie est de Jérusalem et qui procède à un échange de territoires avec Israël pour aboutir aux frontières actuelles délimitées par la ligne verte et enfin la Syrie, le 20 juillet 1949. Cependant, ces armistices n'ouvrent qu'une trêve des conflits israélo-palestinien et israélo-arabe qui durent jusqu'à aujourd'hui.

### Débuts de l'État d'Israël: réfugiés arabes et réfugiés juifs

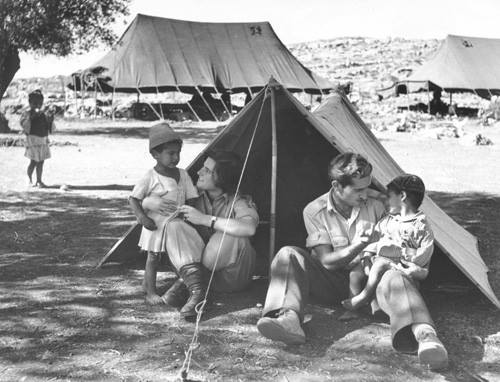
Deux soldats s'occupent d'enfants dans un camp de réfugiés de Juifs du monde arabe (1951)

Les premières années du pays sont marquées par l’arrivée des rescapés de la Shoah puis des réfugiés des pays arabes puis à partir des années 1970, des Juifs d’Union soviétique.

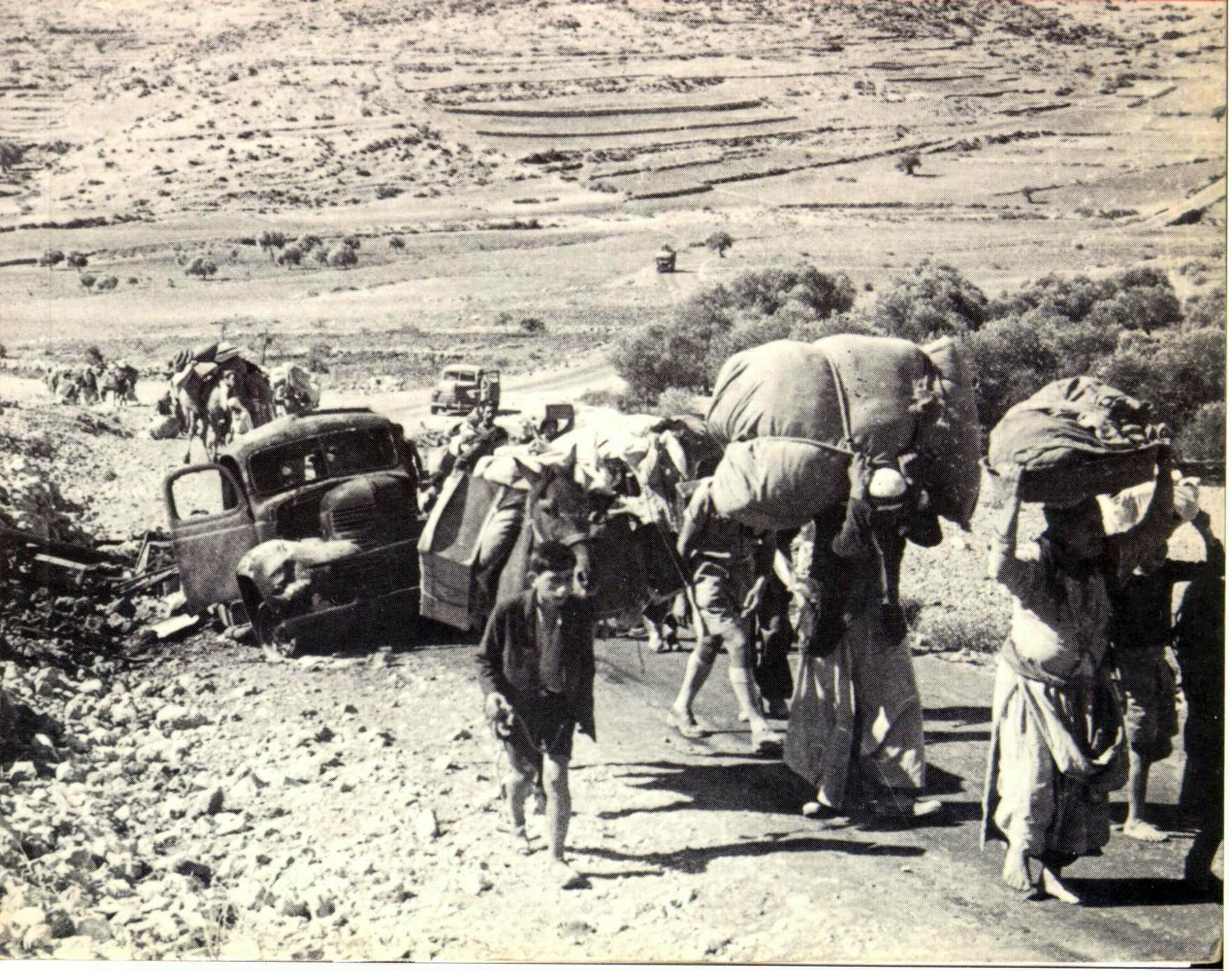
Réfugiés arabes en 1948.

Lors de la guerre israélo-arabe de 1948-1949 près de 750 000 Arabes palestiniens sur les 900 000 qui vivaient dans les territoires fuient vers la Cisjordanie, la bande de Gaza, en Jordanie, au Liban et en Syrie. Après une longue controverse historique, les raisons de l'Exode palestinien de 1948 sont maintenant attribuées au plan de nettoyage ethnique dit plan Daleth (voir Le Nettoyage ethnique de la Palestine.) Leurs descendants vivent aujourd'hui pour la plupart en Cisjordanie, en Jordanie, en Syrie et au Liban.
Dans les années qui suivent la création d’Israël, s'intensifie l'exode des Juifs des pays arabes et musulmans, 900 000 Juifs fuient les pays arabes, sont chassés et spoliés de leurs biens. Parmi eux, 600 000 se réfugient en Israël. Les Juifs du monde arabe constituent aujourd'hui la majeure partie des Juifs de France et de la société israélienne.

### Frontières du pays
Les frontières du pays ont beaucoup évolué depuis la déclaration d'indépendance, au cours des guerres israélo-arabes et selon les traités de paix.
Certaines résolutions de l’ONU ont revêtu une importance significative pour Israël, entre autres la résolution 181 de l'Assemblée générale des Nations unies qui soutient la constitution d’un État juif et celle d'un État arabe, puis la Résolution 242 du Conseil de sécurité des Nations unies en date du 22 novembre 1967, à la suite de la guerre des Six Jours et de la Résolution 338 du Conseil de sécurité des Nations unies en date du 22 octobre 1973, qui proposent un cadre pour le règlement du conflit israélo-arabe.
Les frontières internationalement reconnues sont celles avec l'Égypte et la Jordanie avec lesquelles Israël a signé des traités de paix, respectivement en 1979 et en 1994. Celles avec le Liban et la bande de Gaza sont des lignes de cessez-le-feu de la guerre de 1948 qu’on appelle également « frontières de 1967 », c’est-à-dire d’avant la guerre des Six Jours. La plupart des pays reconnaissent Israël dans ces délimitations. Toutefois après la guerre des Six-Jours, Israël a aussi pris le contrôle du plateau du Golan à la Syrie, la Cisjordanie à la Jordanie et la péninsule du Sinaï à l'Égypte. La partie orientale de Jérusalem est quant à elle annexée sans une reconnaissance internationale. Depuis l’évacuation du Sinaï en 1981 et de la bande de Gaza en 2005, Israël occupe encore la Cisjordanie, revendiquée pour la création d’un État palestinien et a annexé en 1981 le plateau du Golan revendiqué par la Syrie (et les fermes de Chebaa revendiquées depuis 2000 par le Liban bien que faisant partie du plateau du Golan).

## Population

### Démographie

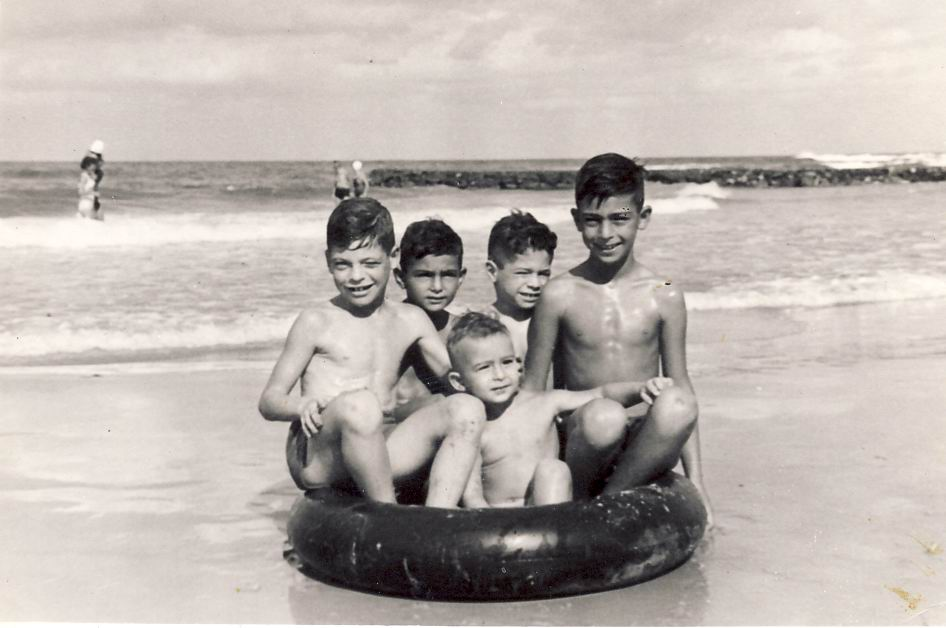
Enfants israéliens à la mer en 1953

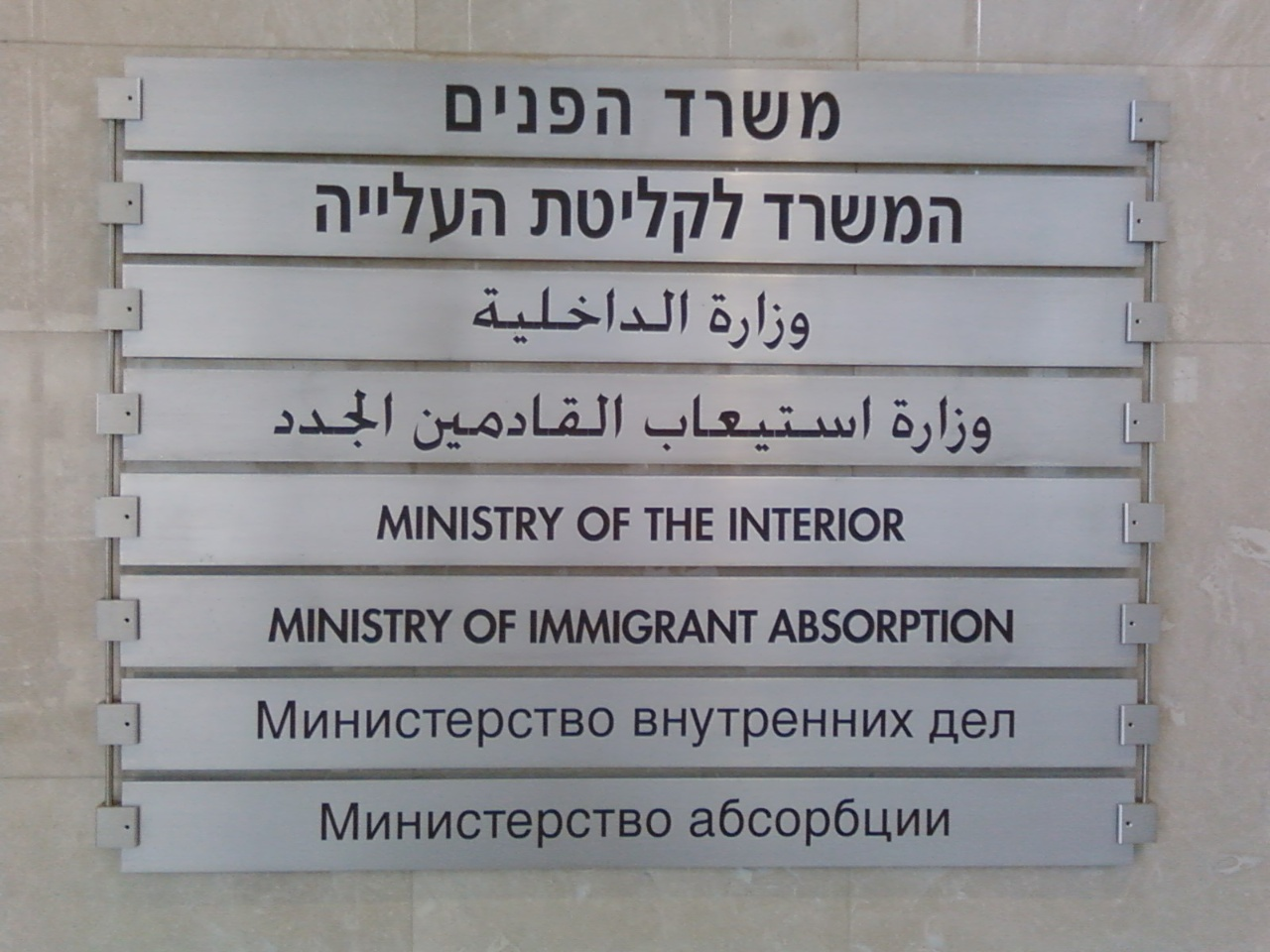
Plaque au ministère de l'Intérieur et de l'Intégration à Haïfa : langues en hébreu, arabe, anglais, russe.

Selon le Bureau central des statistiques israélien, Israël compte 9 506 000 habitants au 1er mai 2022, parmi lesquels 73,9 % de « Juifs » (soit 7 020 000 habitants), un peu plus de 20 % d'« Arabes israéliens » (soit 2 000 000 habitants) et 5 % d'« autres groupes », principalement « chrétiens non arabes » ou d'autres ethnies (soit 478 000 habitants). Les travailleurs étrangers vivant en Israël ne sont pas inclus dans ces statistiques, mais sont estimés à environ 203 000 à la fin de 2011,. Enfin, il faut ajouter environ 38 000 immigrants illégaux, principalement venus d'Afrique via la frontière entre l'Égypte et Israël.
Dans une étude de 2019, dans un échantillon censé être représentatif de la population juive israélienne, environ 44,9 % de la population juive d'Israël était classée comme Mizrahim (définie comme ayant des grands-parents nés en Afrique du Nord ou en Asie), 31,8 % comme Ashkénazes (définis comme ayant des grands-parents nés en Europe, dans les Amériques, en Océanie et en Afrique du Sud), 12,4 % comme « Soviétiques » (définis comme ayant des ancêtres venus de l'ex-URSS en 1989 ou après), environ 3 % comme Beta Israël (Éthiopie) et 7,9 % comme un mélange de ceux-ci ou d'autres groupes juifs.
Israël est le seul pays majoritairement juif au monde  : en mai 2024, environ 45% des Juifs dans le monde vivait en Israël, 80% des Juifs israéliens sont des Sabras. Les Juifs israéliens qu'on appelle « sabras » (figues de barbarie) ceux qui sont nés en Israël et qui constituent la majorité, soit 80 % environ en 2024 (quand ils n'étaient que 35 % en 1948). Les Israéliens nés à l'étranger et ayant fait leur alya (ou leur « montée »), c’est-à-dire leur « retour », constituent environ 30 % de la population juive du pays, leur origine étant le plus souvent la Russie, le Maroc, la France, les États-Unis, le Royaume-Uni, l'Éthiopie ou l’Argentine.
Chaque année, le taux de croissance naturel de la population israélienne se situe à environ 1,8 %, ce qui en fait l'un des taux les plus élevés parmi les pays de l'OCDE. Cette forte croissance s'explique en grande partie par un taux de natalité élevé de la population. Le taux de fécondité des femmes israéliennes (toutes religions confondues) s'élève à 3,1 en 2018.

#### Juifs et Arabes
Selon un rapport du Bureau central des statistiques israélien publié en mai 2017, le pourcentage d'Arabes dans la population israélienne devrait rester constant aux alentours de 21 % jusqu'en 2065, puis commencer à diminuer.
En 2018, le démographe Sergio DellaPergola affirme que le nombre d’Arabes et de Juifs est « à peu près égal » quand on prend en compte la population de la Cisjordanie, de la bande de Gaza et de Jérusalem-Est : il compte alors 6,9 millions de Juifs en Terre sainte et 6,5 millions d’Arabes. Cette différence pourrait être comblée d'ici 15 à 20 ans.

### Immigration

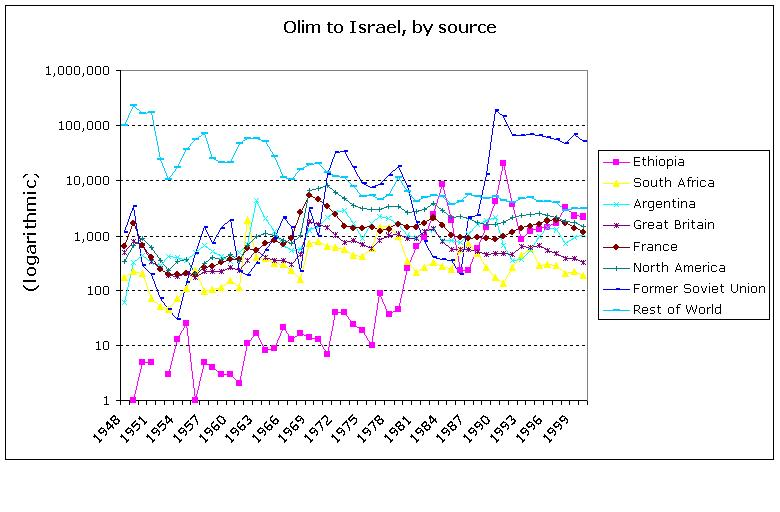
Immigration juive en Israël entre 1948 et 1999.

L'immigration tient également une place de premier plan dans la société et dans l'histoire d'Israël, en particulier au moment de son indépendance. À diverses époques, d'importantes vagues d’immigration ont transformé et façonné l'image du pays. L'une de ces dernières vagues est l'immigration des Juifs des pays de l'ex-URSS dans les années 1990, qui en quelques années, a apporté plus d'un million d'habitants à une population qui dépassait à peine 5 millions à l'époque.
Cette dernière décennie, Israël accueille aux alentours de 25 000 immigrants chaque année. En 2016, par exemple, 25 977 immigrants sont arrivés sur le territoire israélien. Parmi eux, 14 200 provenaient des ex-pays de l’Union soviétique, 3 300 de France, et 2 300 des États-Unis.
L'État d'Israël a admis, en 2013, avoir contrôlé les naissances données par les femmes juives d'Éthiopie, au prétexte que les immigrants africains illégaux « menacent notre existence en tant qu'État juif et démocratique », selon Benjamin Netanyahu, alors titulaire du portefeuille de la Santé[pertinence contestée]. Il est établi que certaines de ces femmes ont été forcées de prendre du Depo-Provera, un contraceptif puissant agissant à long terme,.

### Émigration
Depuis quelques années, la société israélienne est touchée par un mouvement d’émigration inverse, amplifiée par la guerre à Gaza.
Mi 2023, un tiers des Israéliens envisageaient de quitter leur pays, à cause de difficultés économiques, de l’extrême-droitisation du pays depuis le début du XXIe siècle et des guerres perpétuelles. En 2019, pour la première fois, le nombre d’émigrants est supérieur à celui des immigrants ; en 2020, la balance est négative de 11 000 personnes. En 2024, le solde migratoire s’établit à -59 000 personnes. Les perspectives économiques se dégradent, car les Israéliens qui partent font partie des élites économiques.

### Religiosité

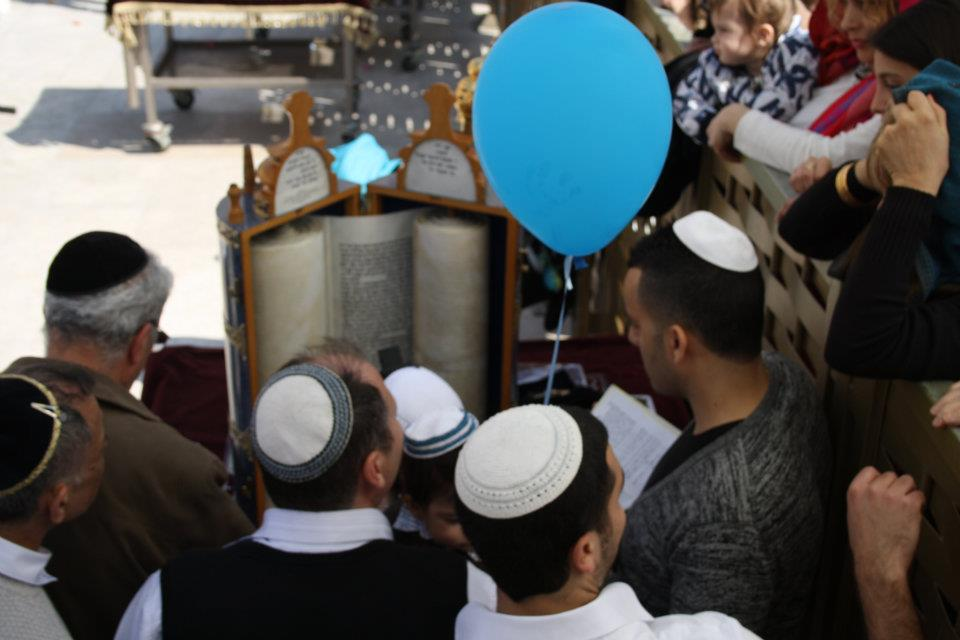
Bar Mitzvah à Jérusalem.

Mosaïque religieuse et identitaire unique au monde, la société israélienne bénéficie de la liberté totale de religion et de croyance ; le gouvernement « défend la liberté de religion et de croyance pour toutes les religions, ainsi que la liberté d'accès aux lieux saints ».
Le degré de religiosité des Juifs israéliens est très divers : on y retrouve en 2017 une majorité de juifs laïques (44 %) ou traditionalistes (36 %) et une minorité de juifs orthodoxes (10 %) ou ultra-orthodoxes (9 %) lesquels se concentrent principalement dans les villes de Jérusalem, Bnei Brak et Bet Shemesh. Parmi les Israéliens non-juifs, 52 % se disent religieux, 23 % peu religieux, 21 % non-religieux et 4 % très religieux. D'autres Juifs israéliens, vivant à l'étranger, ne sont pas pris en compte dans ces statistiques car ils habitent le plus souvent aux États-Unis, au Royaume-Uni ou en Allemagne. Leur nombre est estimé à environ 500 000.

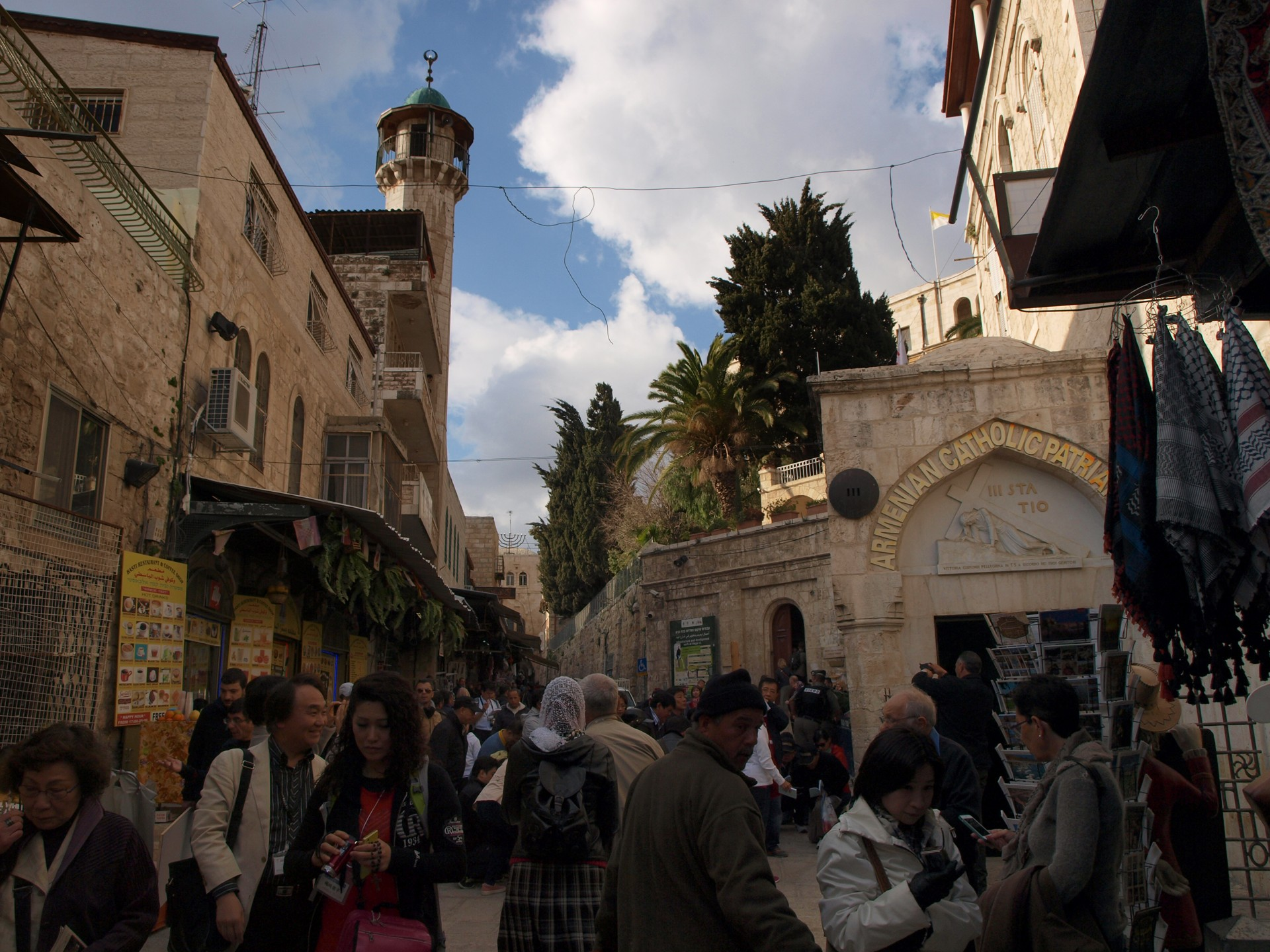
Via Dolorosa, une mosquée, une église arménienne et une synagogue se côtoient dans un quartier à Jérusalem.

Loin d'être uniforme, la minorité arabe en Israël se distingue par sa diversité culturelle et religieuse. Par ordre d'importance, on y regroupe principalement les Arabes israéliens de confession musulmane sunnite (environ 1 100 000), les Arabes chrétiens israéliens (150 000 environ) habitant en majorité les régions de Haïfa et de Nazareth, les Druzes (150 000 en 2022) qu'on retrouve principalement au nord, en Galilée, dans la région de Haïfa et du mont Carmel, les Bédouins semi-nomades vivant au sud dans la région de Beer-Sheva (130 000 environ) ainsi qu'une communauté circassienne (5 000 environ) et arménienne. Des Maronites, chrétiens d'origine libanaise, sont établis en Haute Galilée et environ 20 000 Druzes d'origine syrienne vivent sur le plateau du Golan. Quelques Samaritains habitent la ville de Holon dans la banlieue de Tel-Aviv-Jaffa.
En 2021, tous groupes confondus, 182 000 chrétiens habitent en Israël, soit une population en augmentation constante.

### Minorités

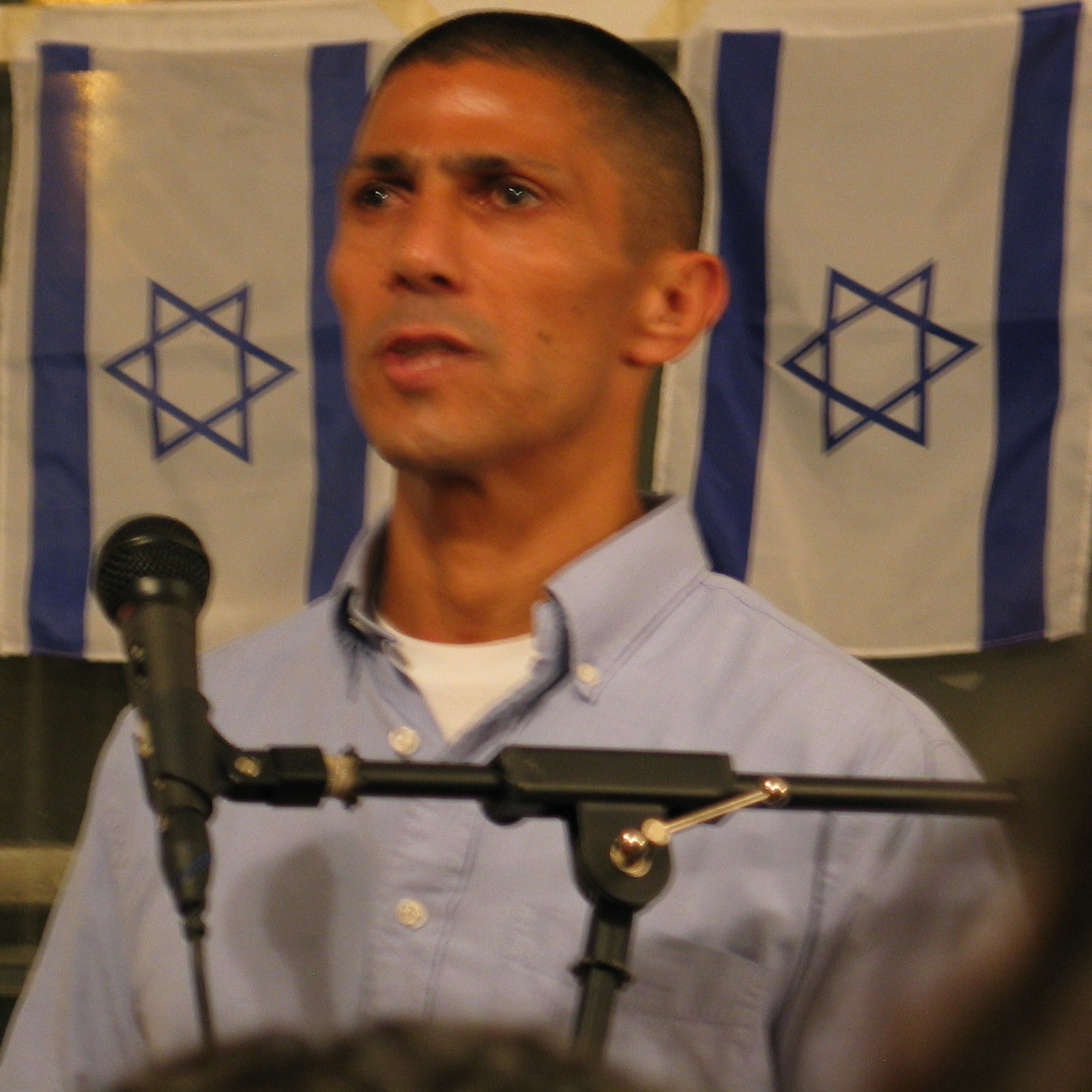
Le diplomate Ishmael Khaldi, Bédouin israélien au ministère des Affaires étrangères d'Israël, s'exprimant à l'université Rutgers, 2010.

Les notions de « citoyenneté » (he. ezrahout) et de « nationalité » (he. le’oum) sont différentes en Israël et en France. C'est ainsi qu'on est « citoyen israélien », mais « de nationalité » juive, arabe, druze ou circassienne. Dans sa Déclaration d'indépendance de 1948, le pays déclare « assurer une complète égalité de droits sociaux et politiques à tous ses citoyens, sans distinction de croyance, de race ou de sexe »,. En Israël, entre les groupes ethniques et religieux, les minorités non-juives constituent environ 25 % de la population nationale en 2017 et présentent une grande diversité.
Aux Arabes israéliens, qui forment la minorité la plus importante en nombre, s'ajoutent celles des Tcherkesses (appelés aussi Circassiens, ou Adyguéens), des Doms et des Turkmènes qui sont musulmans, des Maronites, des Abyssiniens et des Coptes chrétiens, tout comme le sont les grecs orthodoxes, les catholiques grecs, les catholiques latins, les Arméniens ou les protestants. À côté de ces minorités, comptent aussi celles des Bahaistes (d'inspiration musulmane) ou des Soubbotniks, des sabbatariens et des Samaritains (d'inspiration juive). Enfin, d'autres petites communautés existent, comme celle des Vietnamiens israéliens, qui comprennent des juifs, des chrétiens et des bouddhistes.

#### Arabes israéliens
Les Arabes israéliens sont les Arabes détenteurs de la citoyenneté israélienne vivant en Israël, qu'ils soient musulmans ou chrétiens. Ils s’identifient comme « Palestiniens » mais sont désignés officiellement par l’État comme « Arabes israéliens ». Ils sont aussi parfois désignés par les Arabes des autres pays comme « Arabes de 48. » Les réfugiés juifs des pays arabes ne sont pas comptés parmi les Arabes israéliens.
Lors de la guerre israélo-arabe de 1948, environ 150 000 des 900 000 Arabes de la population de la Palestine mandataire restèrent chez eux ou furent déplacés à l'intérieur du futur État israélien, tandis que les autres furent expulsés lors de la Nakba. Ils reçurent la citoyenneté israélienne mais furent immédiatement placés sous un régime militaire, distinct de celui des citoyens juifs. Ce régime limitait drastiquement leur liberté de mouvement, d’expression, d’association, ainsi que leur accès à l’emploi. Il fut aboli en 1966 au terme d’une mobilisation politique.
Les Arabes israéliens représentent en mai 2024 environ 20,8 % de la population d’Israël, soit environ 2 089 000 personnes. Selon les principes fondamentaux de l’État israélien, ces citoyens ont depuis 1966 les mêmes droits que les autres Israéliens. En pratique, des distinctions s'opèrent comme l'impossibilité pour eux d'être élus au poste suprême. Aussi, la majorité des Arabes israéliens n'effectue-t-elle pas de service militaire au sein de l'armée israélienne : le service armé fait suite pour eux à un acte de volontariat. Par ailleurs, les Arabes israéliens habitant dans les zones sous contrôle militaire sont restreints dans leurs libertés (en particulier celle de circulation).
Un ensemble de lois et de réglementations institutionnelles accorde des droits spécifiques aux Juifs au détriment des citoyens non juifs. Par exemple, une loi adoptée en 2003 interdit aux citoyens israéliens mariés à des Palestiniens ou Palestiniennes des territoires occupés de vivre en Israël, entraînant la fragmentation des familles. En pratique, cette mesure ne vise que les citoyens palestiniens d’Israël. En outre, les lois foncières en Israël favorisent l’accès à la propriété pour les Juifs et renforcent la ségrégation territoriale. Environ 13 % des terres de l’État sont gérées par le Fonds national juif, qui interdit leur vente ou leur location à des non-Juifs. Parallèlement, des politiques sont mises en œuvre pour « judaïser » certaines régions à forte population arabe, comme le Néguev et la Galilée. Plusieurs lois facilitent la création de localités purement juives.
Ils font aussi l’objet d'un racisme très répandu et sont souvent perçus comme une menace intérieure. Dans le débat public, toute contestation de l’action des autorités par les citoyens palestiniens d’Israël est aussitôt interprétée comme la preuve de leur déloyauté envers l’État. En 2025, 56 % des juifs israéliens se prononcent pour la déportation hors d’Israël de leurs compatriotes arabes selon un sondage de l'institut de sondage israélien Geocartography réalisé pour l'Université d'État de Pennsylvanie.
L'organisation israélienne de défense des droits de l'homme B'Tselem considère que les discriminations dont ils sont victimes par rapport aux juif fait d’Israël un régime d'apartheid. Human Rights Watch dénonce aussi une « discrimination institutionnelle » des citoyens arabes d'Israël.

#### Druzes

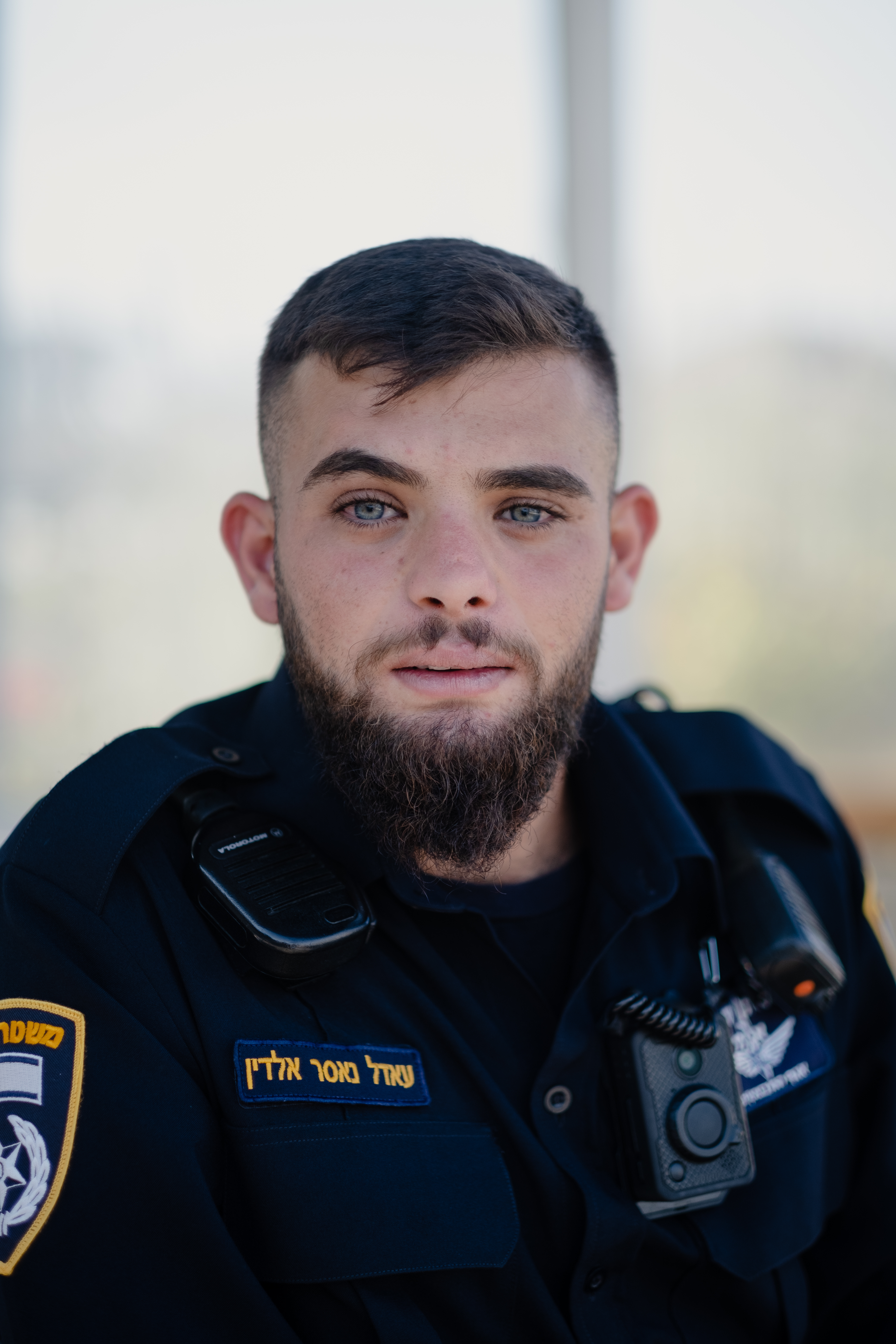
Jeune policier druze israélien, au Mur occidental (2021)

Les Druzes (en arabe درزي (durzī), pluriel دروز (durūz)), population arabe du Proche-Orient professant une religion issue de l'islam, sont principalement établis dans le sud du Liban et dans la partie centrale du Mont-Liban, dans le sud de la Syrie (où ils occupent notamment la zone montagneuse du Hawran, connue sous le nom de djebel Druze), dans le nord de l'État d'Israël en Galilée, dans la région de Haïfa et sur le plateau du Golan.
Leur religion est une doctrine philosophique fondée sur l'initiation et centrée sur la seule recherche du côté ésotérique de la religion musulmane. Elle est aussi considérée comme ayant été initialement une école de la branche ismaélienne du courant musulman du chiisme.
« Depuis 1948, l’État d’Israël et les Druzes israéliens sont liés par un soutien mutuel, appelé « Pacte de sang ». Historiquement distants vis-à-vis de la communauté sunnite, les Druzes sont partagés entre une volonté d’autonomie et une allégeance traditionnelle à l’État dans lequel ils vivent ». Après 1948, l’État israélien décide de diviser la population palestinienne demeurée sur ses terres en distinguant les chrétiens des musulmans, puis en traitant différemment les Druzes des autres musulmans. Ils sont considérés comme des « arabophones » plutôt que comme des Arabes et sont soumis, au même titre que les juifs, à la conscription obligatoire. Ils sont bien intégrés dans la société et les institutions israéliennes :  30 % des hommes druzes israéliens travaillent dans la défense nationale, des emplois leur sont réservés dans la police et dans l’administration pénitentiaire et sur les cent vingt députés élus à la Knesset, quatre sont druzes. Salah Tarif devient en 2001 le premier ministre non juif de l’histoire du pays ; Ayoub Kara est vice-ministre du développement du Negev et de Galilée ; Majalli Wahabi, vice porte-parole de la Knesset et brièvement président en 2007 ; Naïm Araidi est ambassadeur d’Israël en Norvège.
Cependant, la « Loi Israël, État-nation du peuple juif », votée en 2018, suscite une vive émotion au sein de la communauté druze, inquiète d’être reléguée à un statut de « citoyens de seconde zone » dans un État ne reconnaissant plus officiellement que l’identité juive.
Leur nombre en Israël et au Golan occupé est estimé à environ 100 000 personnes en 2017 et 150 000 en 2022, où ils représentent 7,4 % de la population israélienne,. Les 30 000 Druzes du Golan, territoire syrien occupé par Israël depuis 1967 et annexé en 1980, n'ont pas pour la plupart la nationalité israélienne et sont seulement titulaires d’une carte de « résidents permanents » en Israël.

#### Circassiens

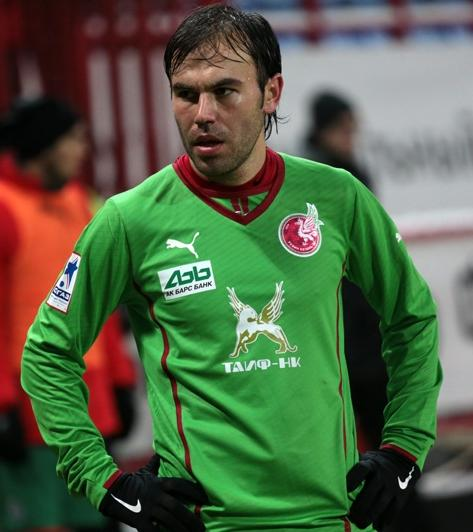
Le Tcherkesse Bibras Natkho, joueur israélien international et entraîneur de l'équipe nationale de football d'Israël, en tenue du Rubin Kazan FC en 2013.

Les Circassiens (en hébreu צ'רקסים) — ou Adyguéens ou Tcherkesses (qui signifie « gens nobles ») — israéliens sont aujourd'hui des musulmans sunnites et représentent 0,06 % de la population israélienne, soit environ 5 000 personnes. Ils sont originaires du Caucase du Nord (où Sotchi était leur capitale) en Russie, de Turquie et d'autres régions du Moyen-Orient, et sont arrivés en Palestine vers 1880, en même temps que les premiers émigrants juifs du XIXe siècle. Cette petite communauté issue de différentes tribus est principalement installée dans les villages de Kfar Kama (3 300 habitants) en Basse Galilée et de Rehaniya (1 500 habitants) en Haute Galilée (près du moshav religieux d'Alma) ; les deux villages entretiennent des relations fraternelles.
Ils parlent l'hébreu, l'arabe et l'anglais (enseigné tôt dans leurs écoles), mais aussi l'adyguéen, une langue appartenant à celles du Nord-ouest du Caucase, enseignée en cinquième année scolaire. Les villageois s'inscrivent dans tous les secteurs de l'économie israélienne : agriculture, industrie, services publics, etc.

#### Doms

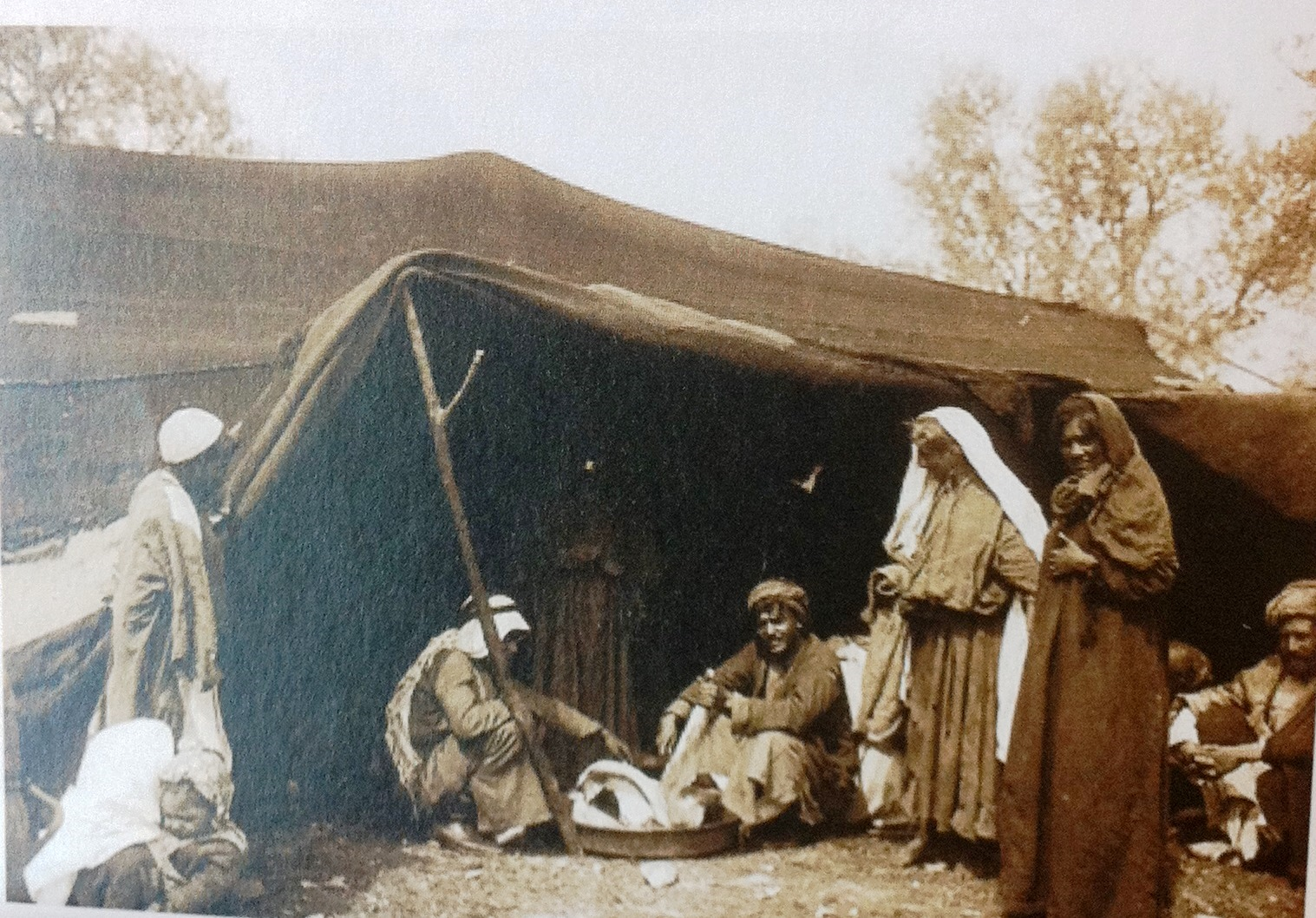
Tente gitane près de la porte de Damas, Jérusalem, années 1920.

Les Doms ou Domaris (ar. دومي) forment la branche orientale des Roms. Leur langue est le domari. La migration des Doms d'Inde vers le Moyen-Orient daterait du IIIe au Ve siècle. Des voyageurs européens témoignent de leur présence en Palestine depuis le XVIIIe siècle,. En Israël et dans les territoires palestiniens, il y aurait entre 7 000 et 12 000 Doms selon les sources,.
Au Moyen-Orient, comme en Israël ou dans les territoires palestiniens (notamment Gaza), les Doms - bien que convertis de longue date à l'islam - semblent « exclus à la fois par la société israélienne et par la communauté arabe ». « Les Domaris ne sont pas reconnus par le ministère de l’Intérieur (israélien) comme un groupe culturel ou religieux à part entière au même titre que les Druzes ou les Bédouins, mais sont répertoriés sous la catégorie « Arabes ». Les Arabes eux-mêmes considèrent pourtant les Tsiganes comme des étrangers, qu'ils méprisent ». D'ailleurs, le mot arabe nawar signifiant « gitan » est couramment utilisé comme une insulte. En hébreu, ce mot se dit tso'anim.

### Langues

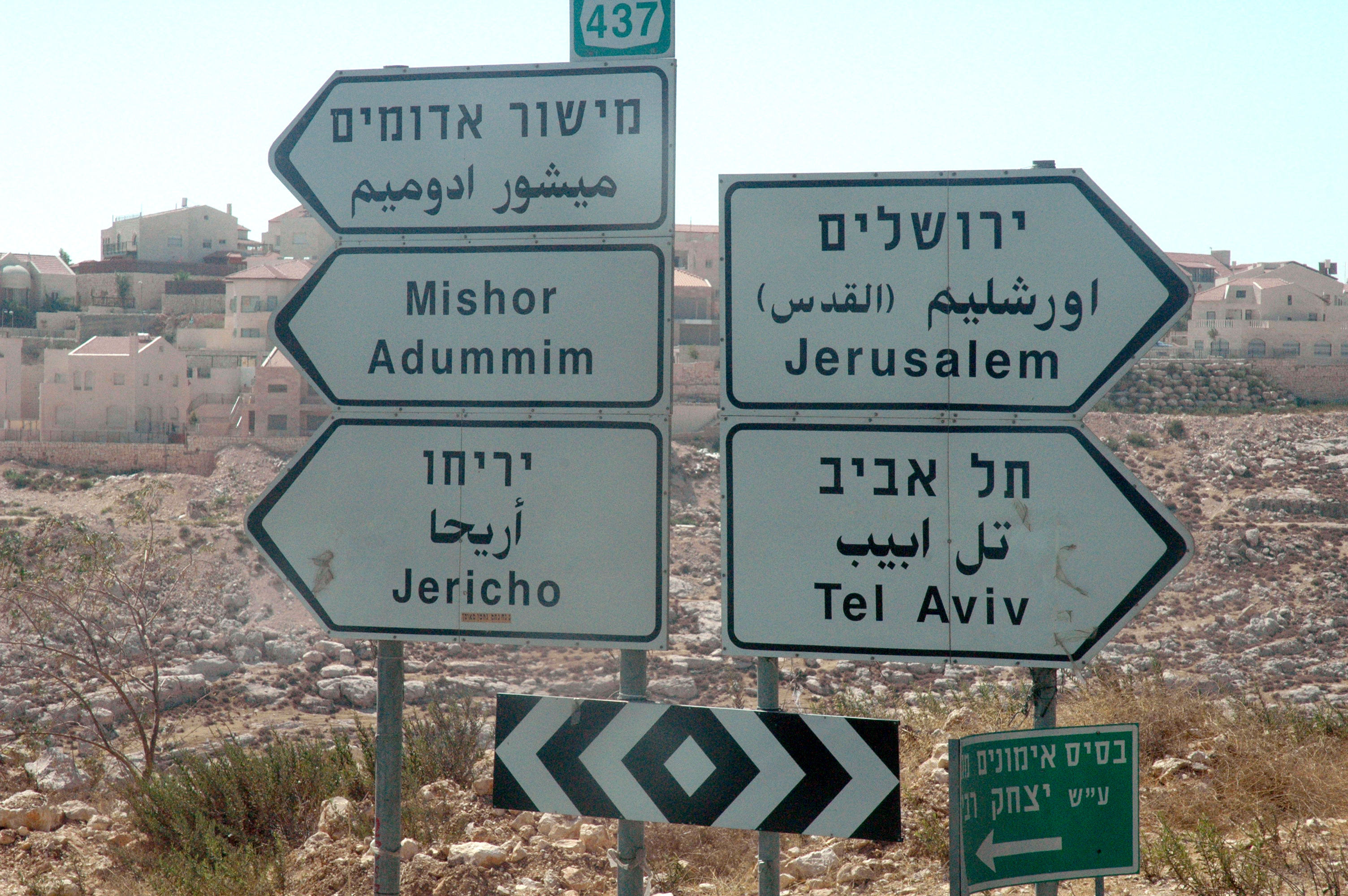
Signalisation routière multilingue en hébreu, arabe et anglais.

La Knesset adopte le 9 juillet 2018 une « loi fondamentale » définissant le pays comme « l’État-nation du peuple juif » où l'hébreu devient la seule langue officielle, l’arabe, devenant une langue à « statut spécial »,.
L'arabe sera néanmoins toujours utilisé dans l’administration israélienne. D'ailleurs, la nouvelle « loi fondamentale » de l'État-nation ajoute en alinéa que cette clause n'altère pas l'ancien statut qui prévalait pour la langue arabe : « 4. (c) Nothing in this article shall affect the status given to the Arabic language before this law came into force  » À la Knesset, les langues utilisées sont l’hébreu et l’arabe classique (dans ce dernier cas, traduit en hébreu). Il en va de même pour les langues des tribunaux de justice du pays, auxquelles s'ajoute l'anglais.
On remarque que les Arabes d'Israël parlent la variété palestinienne de l’arabe tandis qu’on enseigne à l’école l’arabe classique, à l'instar de tous les pays où l'arabe est langue officielle.
Bien que le dialecte palestinien soit parlé par près de 20 % d'Israéliens, la nouvelle loi fondamentale semble entériner un processus enclenché il y a plus de vingt ans qui a réduit progressivement la présence de la langue arabe dans l’espace public. Ainsi, l’arabe ne figurait déjà plus dans les programmes fondamentaux du second degré, sauf en option, même si Israël a voulu le rendre obligatoire en 2011.
D’autres signes attestent la déperdition lente et progressive de la langue arabe. Ainsi, la signalisation routière est purement en hébreu dans les nouveaux tronçons et des opérateurs téléphoniques ont supprimé les messages vocaux en arabe au profit du russe. De la sorte, l’arabe s'efface progressivement pour n'être utilisé que par l'administration israélienne, au village ou à la maison,.

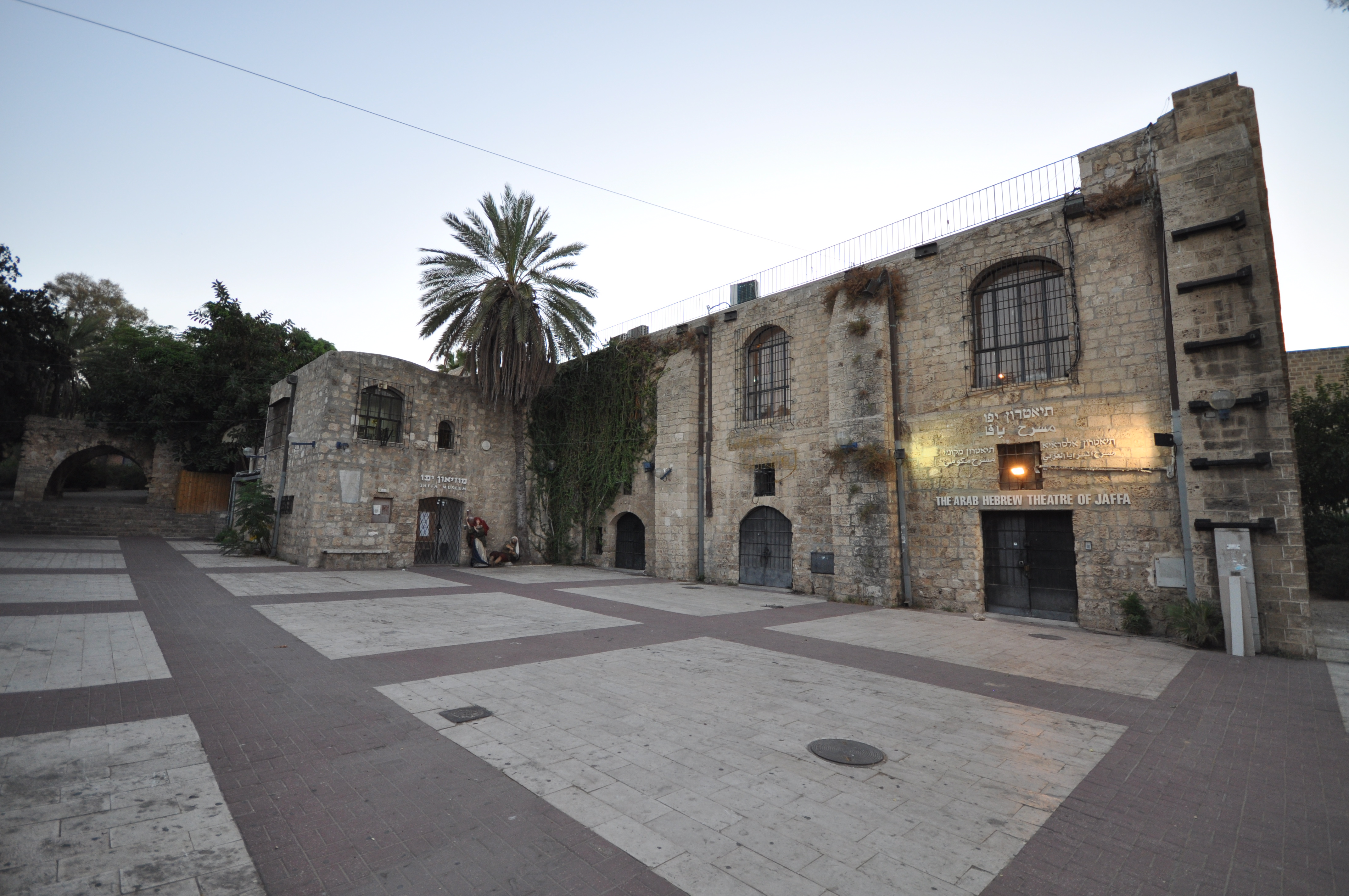
Théâtre arabe-hébreu à Jaffa, financé par la mairie de Tel-Aviv et le ministère israélien de la Culture.

Cet usage moins marqué dans la sphère publique fait écho au détachement des Arabes qui abandonnent l'arabe au profit de l'hébreu ou de l'anglais. Bien que des écoles arabes existent en Israël où l'enseignement se prodigue en arabe, des Arabes israéliens - particulièrement ceux des villes mixtes comme Haïfa ou Nazareth - préfèrent souvent inscrire leurs enfants dans une école laïque israélienne de qualité supérieure pour leur offrir un meilleur avenir. En effet, la maîtrise de l'hébreu et de l'anglais permet à l'ascenseur social de fonctionner, notamment grâce aux universités israéliennes de rang mondial, où l'enseignement se dispense dans ces deux langues, et participe à une meilleure intégration de la population arabe dans l'espace social et professionnel local et en relation à l'étranger. En ce qui concerne la presse, les journaux arabes restant militants, les Arabes devenus plus exigeants font un succès aux articles et journaux israéliens traduits en arabe, où ils trouvent une information libre et de qualité. Par ailleurs, les comédiens des théâtres arabes (Arab-Hebrew Theatre à Jaffa ou théâtre Al-Midan à Haïfa) trouvent des rôles en hébreu à la télévision et dans le cinéma israélien en plein essor où la mixité est aussi totale. D'ailleurs, la série télévisée Fauda où une bonne partie des dialogues est en arabe obtient un tel succès depuis 2016 qu'une nouvelle saison se projette en 2018 et qu'elle pousse nombre d'Israéliens juifs à apprendre l'arabe. L’anglais écrit est souvent employé pour faciliter la vie des touristes ou la vie professionnelle des Israéliens, tandis que le russe est encore très largement utilisé par les immigrants venus récemment de l’ex-URSS.
L'arabe marocain est aussi parlé en Israël, notamment par certains des 800 000 Israéliens d'origine marocaine, soit 12,9 % de la population israélienne.

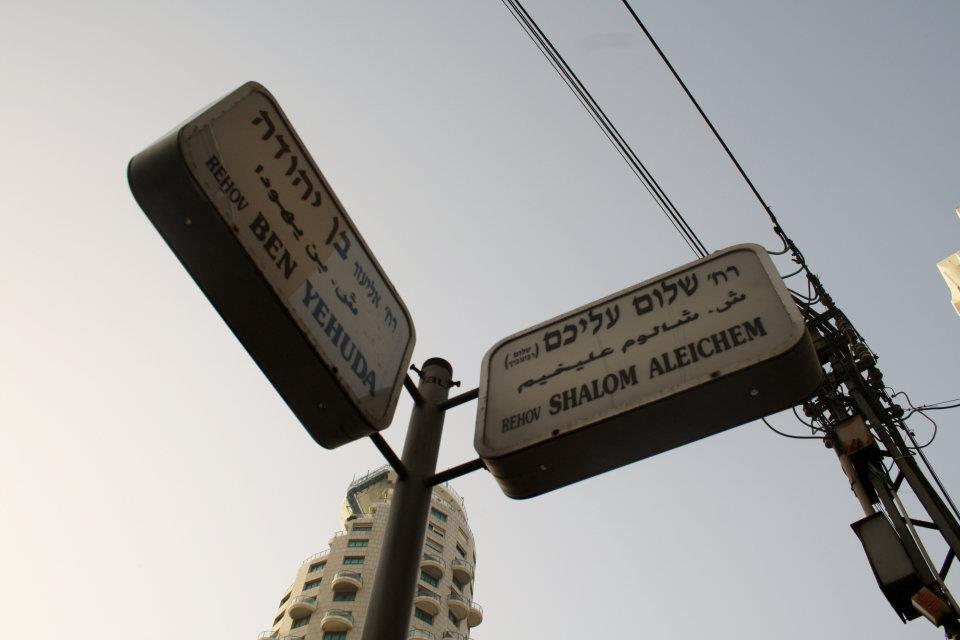
Rues aux noms de Ben-Yehoudah, considéré comme le père de l'hébreu moderne, et de Cholem Aleikhem, écrivain de langue yiddish (Tel Aviv).

Le yiddish, langue traditionnelle des Juifs ashkénazes, est parlé par des Israéliens descendants de migrants venus d'Europe de l'Est et est la langue vernaculaire des communautés hassidiques. Le yiddish est enseigné dans quelques écoles et environ 6 000 lycéens ont choisi de passer une épreuve de yiddish à l'examen du baccalauréat israélien en 2013. Cette langue est parlée par environ 1 000 000 de personnes, soit près de 20 % de la population en Israël, dont 200 000 l'employant quotidiennement.
Le ladino, langue littéraire des Juifs séfarades, et le judéo-espagnol, parlé par environ 100 000 Israéliens d'origine séfarade, sont enseignés dans quelques écoles.
Les mairies des grandes villes d'Israël offrent la possibilité de suivre des cours d'hébreu, d’arabe, d’espagnol, de yiddish ou d’italien à tous leurs concitoyens.

#### Cas de la francophonie
En 2010, selon l'Organisation internationale de la Francophonie (OIF) s'appuyant sur les travaux du chercheur Eliezer Ben-Raphael, 300 000 Israéliens, soit près de 4 % de la population (pourcentage en baisse), sont francophones parce que venus des anciens territoires français d’Afrique du Nord, de France ou de Belgique. Malgré cela, Israël n’a jamais été admis dans l’Organisation internationale de la Francophonie,, du fait d'une menace de veto des pays arabes dont le Liban, en cas de dépôt de candidature,, alors que le Qatar est entré dans l’OIF en 2012 bien qu'il ne soit pas francophone, comme les Émirats arabes unis avec 1 % de francophones ou l'Ukraine avec 0,1 %.

### Éducation

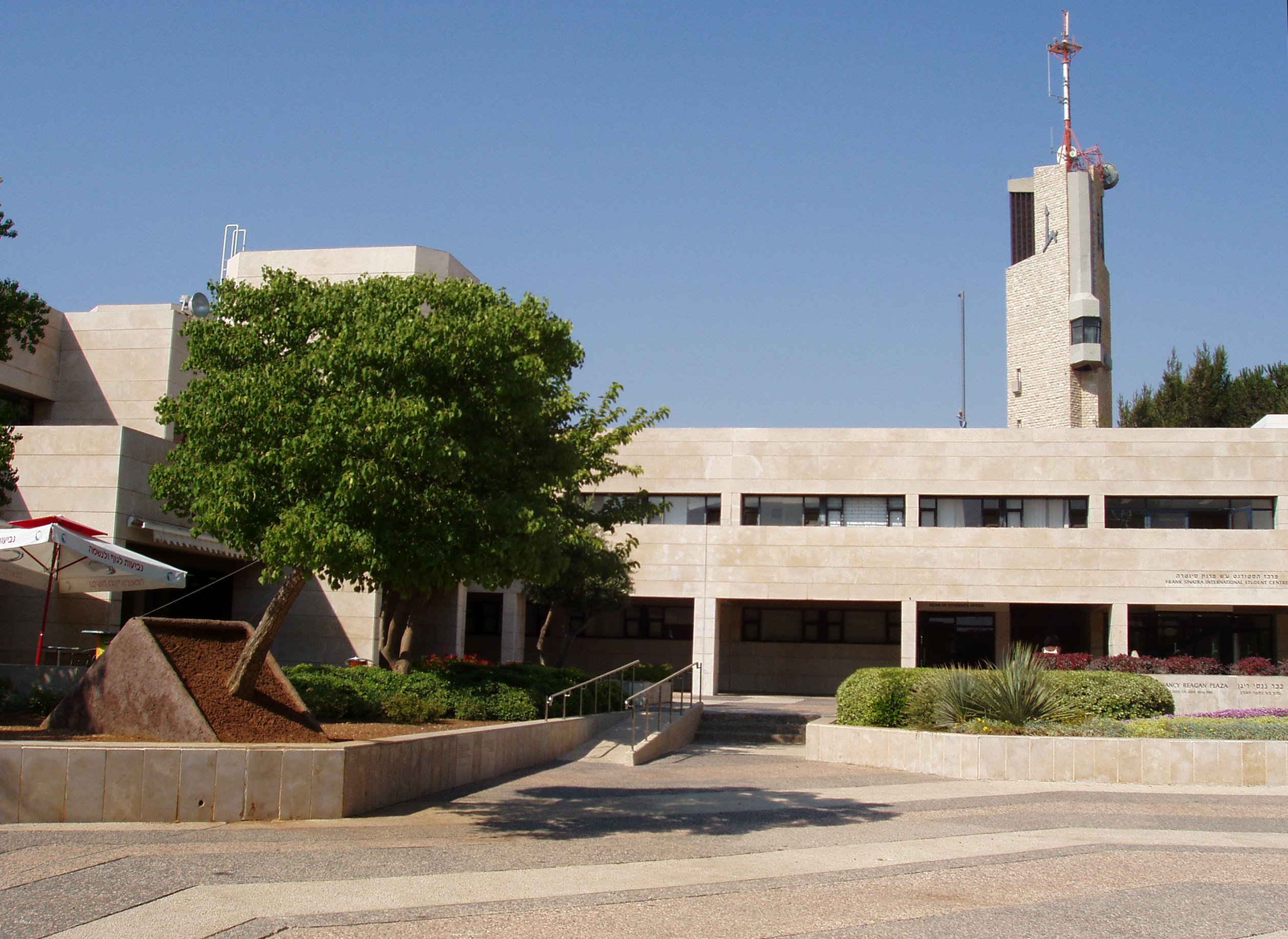
Le campus de l'université hébraïque de Jérusalem sur le mont Scopus.

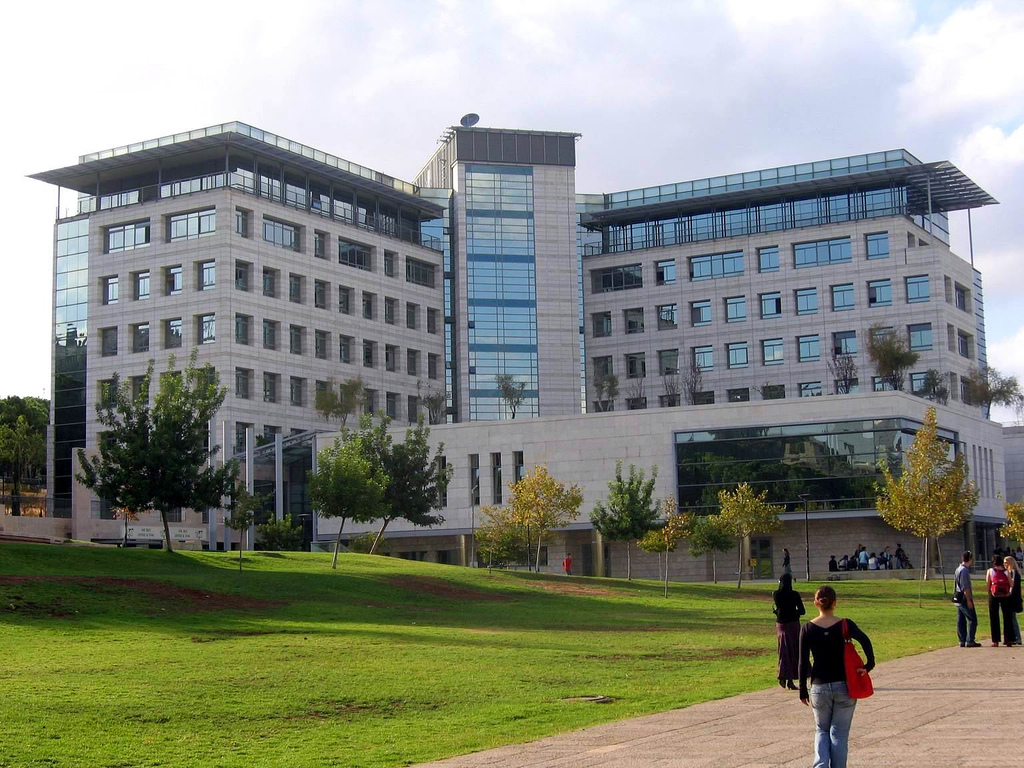
Le campus du Technion à Haïfa.

La durée moyenne de scolarité en Israël est de 15,5 années et le taux d'alphabétisation s'élève à 97,8 % (hommes 98,7 % et femmes 96,8 %) en 2011. La loi sur l'éducation votée en 1953 a établi cinq types d'écoles : les écoles publiques laïques, les écoles publiques religieuses, les écoles ultra-orthodoxes, les écoles communales et les écoles arabes. Le public laïc est le plus représenté, et il est constitué en majorité d'élèves juifs et d'élèves non arabes. La plupart des Arabes envoient leurs enfants dans des écoles où l'arabe est la langue d'enseignement.
Israël possède un système éducatif particulièrement développé. Selon une étude de l'OCDE, environ 46 % de la population adulte est en possession d'un diplôme universitaire ou équivalent, soit le second taux le plus élevé parmi les pays développés juste derrière le Canada.
Selon le classement de l'université de Shanghai de 2024, le pays possède trois établissements d'enseignement supérieur dans le classement des 100 meilleures universités au monde :
- le Technion (sciences et technologie)
- l'université Hébraique de Jérusalem, HUJI (sciences et religion)
- l'institut Weizmann (sciences)

D'autres universités de rang mondial sont également présentes :
- L'université de Tel Aviv
- L’université Bar-Ilan
- L'université Ben Gourion du Néguev

L'université de Haïfa (sciences humaines et sociales) doit y regagner sa précédente place. Une nouvelle université est fondée à Ariel plus récemment : l'université d'Ariel.
Depuis les années 1970, l'université ouverte d'Israël (avec le campus universitaire principal à Raanana) permet un enseignement à distance.

## Société

### Inégalités sociales

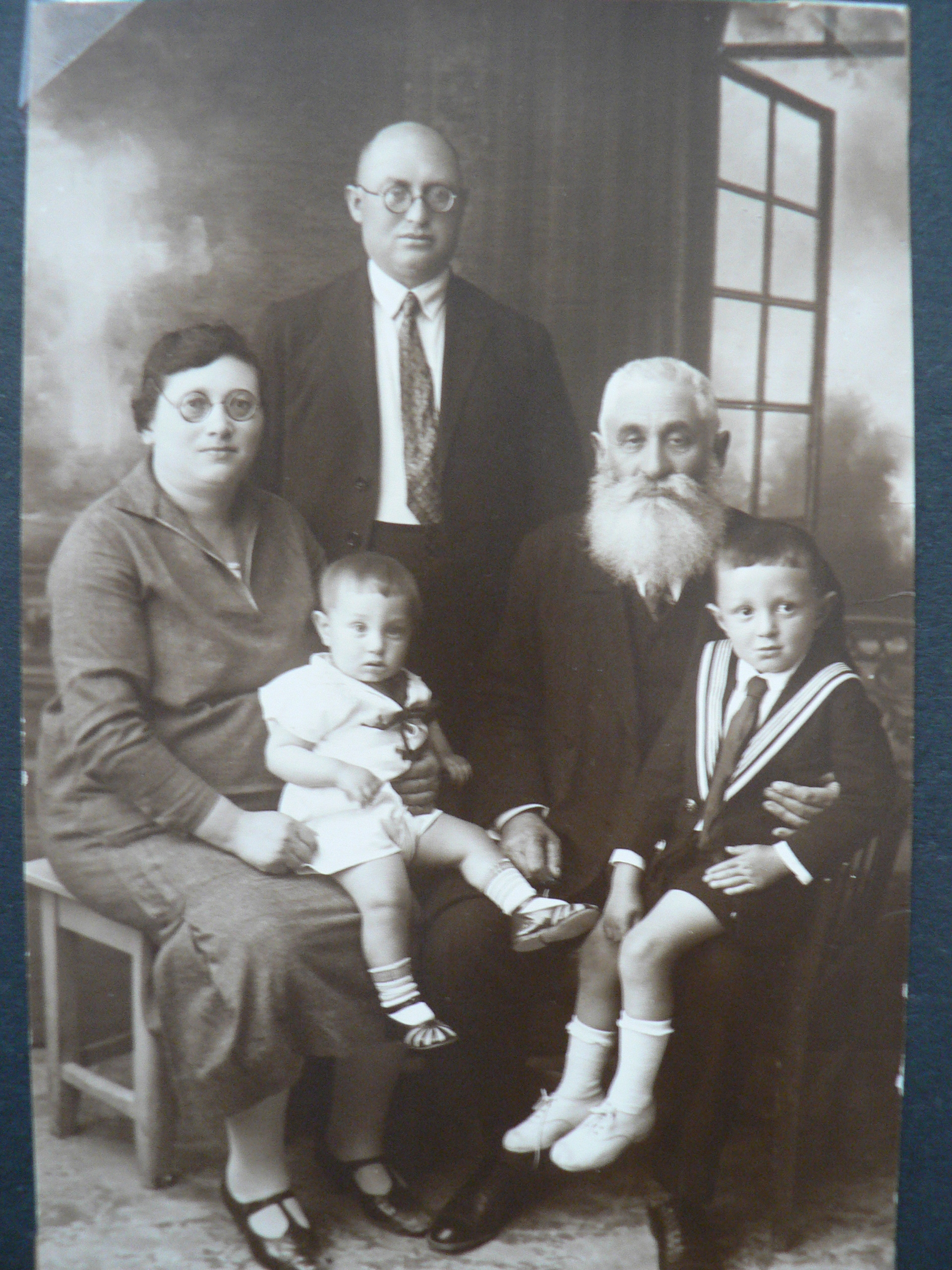
Famille ashkénaze, Rishon LeZion, v. 1930.

À ses débuts, « l'un des défis majeurs de la société israélienne » concerne les inégalités entre les juifs ashkénazes et les juifs séfarades (ou non-ashkénazes).
L'historien Alain Dieckhoff évoque des « pratiques discriminatoires en matière de logement et d'emploi » à l'égard des Juifs non-ashkénazes. Dès leur arrivée en Israël, les séfarades ont été relégués à la périphérie du territoire israélien, loin des villes et de leurs banlieues : ce fut le cas dans les années 1950, où ils formaient plus de 80 % de la population des camps de transit en Israël (ma'abarot), puis quand ils furent disséminés, dès 1955, dans les villes de développement, parfois situées dans des zones frontalières exposées aux infiltrations et attaques armées des Palestiniens. Ils ont séjourné là plus longtemps que les immigrants européens avant de se rapprocher du centre. Dans les années 1980 encore, les différences de traitement subsistent : « Tandis que les misrahim de deuxième génération croupissent dans des logements vétustes des quartiers pauvres, l'État concède aux nouveaux arrivants russes des appartements confortables dans les quartiers centraux. » Ella Shohat, dans sa critique du mouvement sioniste, parle d'une « oppression structurelle » des juifs orientaux en Israël.
Dans les années 1970 des militants séfarades créent un groupe nommé les Panthères noires israéliennes, fer de lance des revendications orientales. Le signal d'alarme n'a été que partiellement entendu : si politiquement les séfarades-orientaux sont aujourd'hui mieux représentés qu'auparavant, leur situation sociale reste à améliorer et leur présence dans les instances du pouvoir n'est toujours pas proportionnelle à leur poids démographique dans la population juive (en 2011).

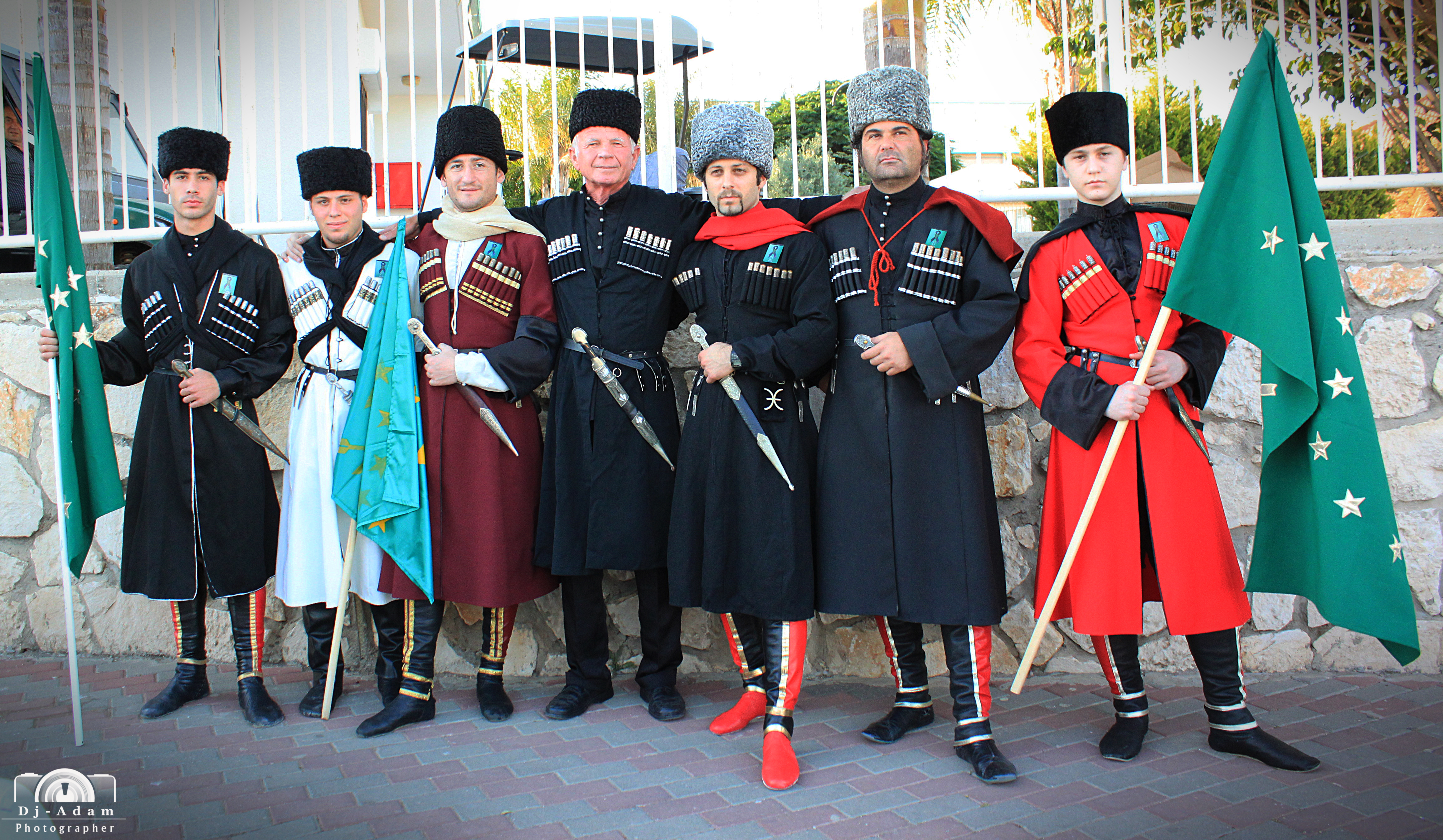
Adyguéens en tenue traditionnelle à Kfar Kama (Basse Galilée), dont la population est majoritairement circassienne, 2011.

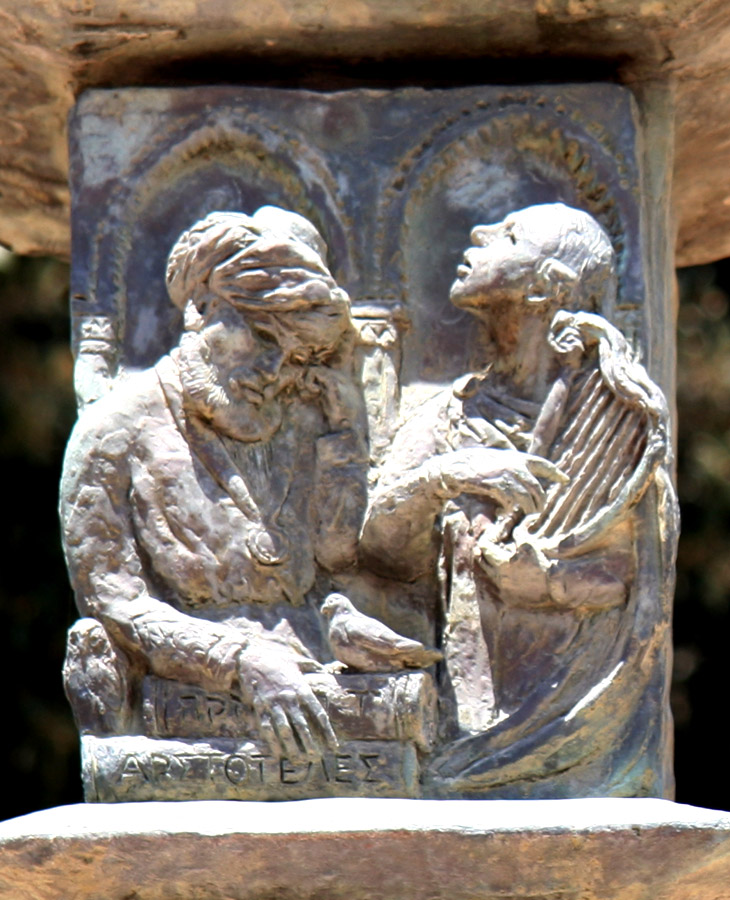
L'Âge d'or des Juifs espagnols, sculpture à la Knesset.

Cette relégation géographique diminue les chances d'insertion des juifs séfarades sur le marché de l'emploi, et les possibilités pour leurs enfants de recevoir une formation scolaire de qualité. « Ils connaissent une déqualification professionnelle, sont faiblement rémunérés et socialement dévalorisés », analyse Alain Dieckhoff. Si selon le discours dominant (ashkénaze), les « différences culturelles » expliquent l'échec scolaire d'une proportion importante d'élèves séfarades, des sociologues comme Shlomo Swirski ont montré que le système éducatif israélien serait fondé sur une ségrégation ethnique qui favorise la réussite des ashkénazes et exclut les séfarades des filières prestigieuses (dans Education in Israel : Schooling for Inequality, 1990).
Entre 1975 et 1995, « en termes de revenus, l'écart entre ashkénazes et séfarades s'est creusé, non réduit ».

### Droit du mariage et judaïté
En Israël, l'autorité exclusive concernant le mariage et le divorce est confiée aux quatre communautés ethno-religieuses à savoir les juifs, les musulmans, les chrétiens et les Druzes.
Le rabbinat orthodoxe a le monopole du mariage des Juifs et refuse de marier religieusement une personne non-juive ou qu'il ne considère pas comme juive. Les mariages passés à l'étranger sont acceptés par l'État mais cette situation contraint les intéressés à se marier à l'étranger ou à vivre en concubinage. Le partenariat enregistré est possible depuis 2010.

## Administration

### Administration territoriale
| Carte des districts d'Israël. |

Israël est divisé en six districts (en hébreu : mehoz מחוז, au pluriel : mehozot מחוזות) et un territoire occupé, la Judée-Samarie. Ces six districts sont divisés en 15 sous-districts, eux-mêmes divisés en villes, conseils locaux et conseils régionaux.
Au 31 décembre 2019, la population israélienne de 9,1 millions d'habitants se répartit ainsi:
| No | District         | Capitale       | Plus grande ville | Sous-district                         | Population |
| -- | ---------------- | -------------- | ----------------- | ------------------------------------- | ---------- |
| 1  | Nord             | Nof HaGalil    | Nazareth          | Kinneret, Safed, Acre, Golan, Jezréel | 1 469 400  |
| 2  | Haïfa            | Haïfa          | Haïfa             | Haïfa, Hadera                         | 1 053 400  |
| 3  | Tel Aviv         | Tel Aviv-Jaffa | Tel Aviv-Jaffa    | —                                     | 1 452 400  |
| 4  | Centre           | Ramla          | Rishon LeZion     | Sharon, Petah Tikva, Ramla, Rehovot   | 2 233 000  |
| 5  | Jérusalem        | Jérusalem      | Jérusalem         | —                                     | 1 159 900  |
| 6  | Sud              | Beer-Sheva     | Ashdod            | Ashkelon, Beer-Sheva                  | 1 330 600  |
| A  | Judée et Samarie | Ariel          | Modiin Illit      | —                                     | 441 600    |

### Agglomérations
Le taux d'urbanisation est particulièrement élevé et se situe au-dessus de 92 %. La population israélienne se retrouve principalement sur le littoral méditerranéen autour de deux grandes villes Tel-Aviv et Haïfa, ainsi qu'à Jérusalem.
Liste des principales agglomérations israéliennes au 31 décembre 2015 :
| Ville                                | Population dans les limites de la commune | Densité par km2 | Aire métropolitaine | Aire métropolitaine | Illustration |
| Ville                                | Population dans les limites de la commune | Densité par km2 | population          | rang                | Illustration |
| ------------------------------------ | ----------------------------------------- | --------------- | ------------------- | ------------------- | ------------ |
| Tel-Aviv-Jaffa, District de Tel Aviv | 432 900                                   | 8 354           | 3 785 000           | 1                   |              |
| Jérusalem, District de Jérusalem     | 865 700                                   | 6 916           | 1 223 800           | 2                   |              |
| Haïfa, District de Haïfa             | 278 900                                   | 4 045           | 913 700             | 3                   |              |
| Beer-Sheva, District Sud             | 203 600                                   | 1 733           | 369 200             | 4                   |              |

## Politique

### Politique intérieure

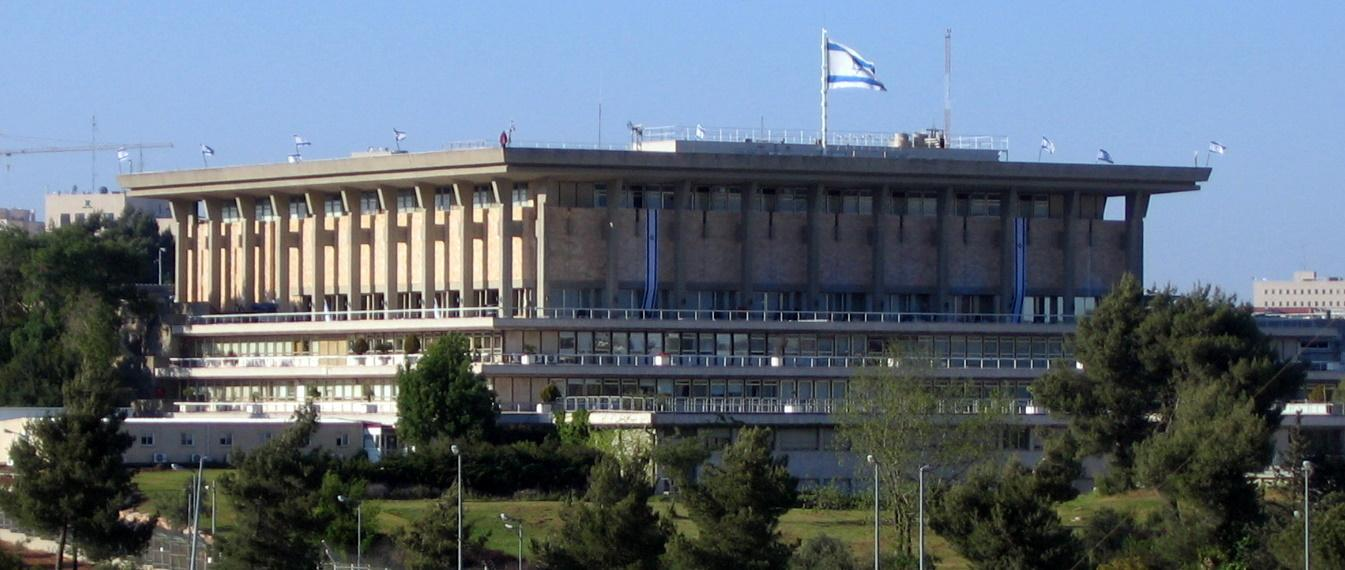
La Knesset est le Parlement israélien. Elle est située à Jérusalem.

Israël est une république parlementaire multipartite qui adopte le suffrage universel. The Economist Group classe le pays au 30e rang mondial sur 167 avec un indice de démocratie s'élevant à 7,93 sur 10 selon son rapport de 2022, se déployant ainsi : Processus électoral et pluralisme 9,58 / 10 ; fonctionnement du gouvernement 7,86 / 10 ; participation politique 9,44 / 10 ; culture politique 6,88 / 10 ; libertés civiles 5,88 / 10,.
La loi sur l’État-nation du peuple juif, instaurée en 2018, fait d’Israël une ethnocratie selon certains chercheurs. En donnant la priorité à la judéité, ce texte inscrit dans les lois fondamentales (équivalents d'une Constitution) une forme de suprémacisme juif. Ainsi, selon le sociologue Sammy Smooha, « en proclamant qu’il est à la fois une démocratie et un État juif, Israël admet qu’il est une démocratie ethnique », ce qui est aussi l’avis d’Alain Dieckhoff depuis 1999. L’État israélien est décrit par l’ONG israélienne B'Tselem et Human Rights Watch comme un régime d'apartheid au profit de la population juive, non seulement dans les Territoires palestiniens occupés, mais aussi en Israël. En 2024, la Cour internationale de justice établit que l’État israélien a instauré un régime d'apartheid.
Si pendant longtemps, Israël a été classé parmi les démocraties libérales, le régime est considéré comme une démocratie électorale, mais non plus libérale, par le V-Dem Institute (en) depuis 2023,. Les élections y sont considérées comme libres et justes comme dans toute démocratie électorale ; en revanche, une démocratie libérale remplit des critères supplémentaires comme la capacité des pouvoirs judiciaire et législatif de contraindre le pouvoir exécutif (c'est-à-dire la séparation des pouvoirs), ainsi que le respect des libertés civiques et de l'égalité devant la loi,. Parmi les éléments qui ont contribué à la dégradation du caractère démocratique de la politique israélienne selon l'Institut V-Dem figurent l'adoption par le parlement israélien en mars 2023 d'une mesure « permettant d'annuler à la majorité simple des décisions de la Cour Suprême », instance centrale du pouvoir judiciaire, ainsi que l'abrogation de la «clause de raisonnabilité» qui permettait à la Cour suprême de donner un avis sur les décisions («raisonnables» ou « déraisonnables ») du gouvernement ou du parlement. La pratique de la torture, « dans un contexte d'invasion militaire de Gaza au bilan humain effroyable », est un autre facteur de ce déclassement,.
Le parlement, appelé la Knesset, est monocaméral. Il compte 120 membres siégeant à Jérusalem et renouvelés tous les 4 ans.
Le chef de l’État est le président d’Israël, qui n'a essentiellement qu’une fonction honorifique. Il désigne le Premier ministre dans le parti ou la coalition majoritaire à la Knesset afin que celui-ci compose son gouvernement (en).
Israël n’a pas de constitution unifiée, puisque celle-ci est (actuellement) constituée de 14 lois fondamentales adoptées par la Knesset à l'issue d'une procédure spéciale. La Cour suprême est la plus haute instance judiciaire israélienne. Les jugements sont rendus par des juges professionnels laïcs. Des tribunaux religieux propres à chaque confession gèrent les questions matrimoniales.
Israël n’est pas membre de la Cour pénale internationale : le Statut de Rome, qui crée cette institution, a été signé par le gouvernement israélien le 31 décembre 2000, mais n’a pas été ratifié par la Knesset.

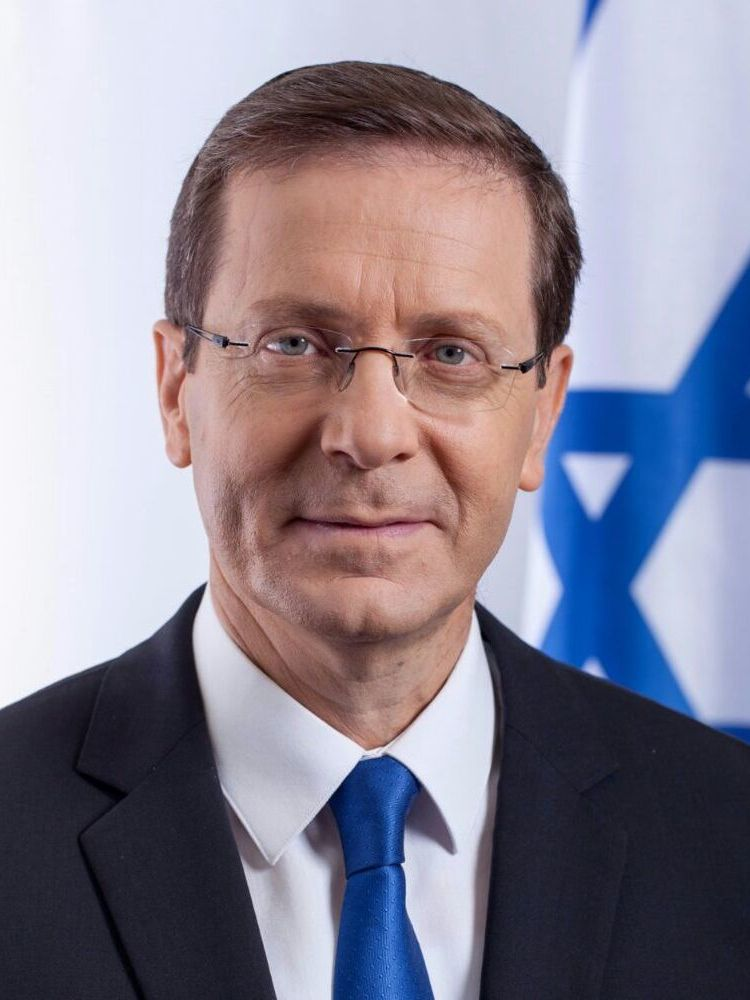
Isaac Herzog, président de l'État d'Israël depuis 2021.
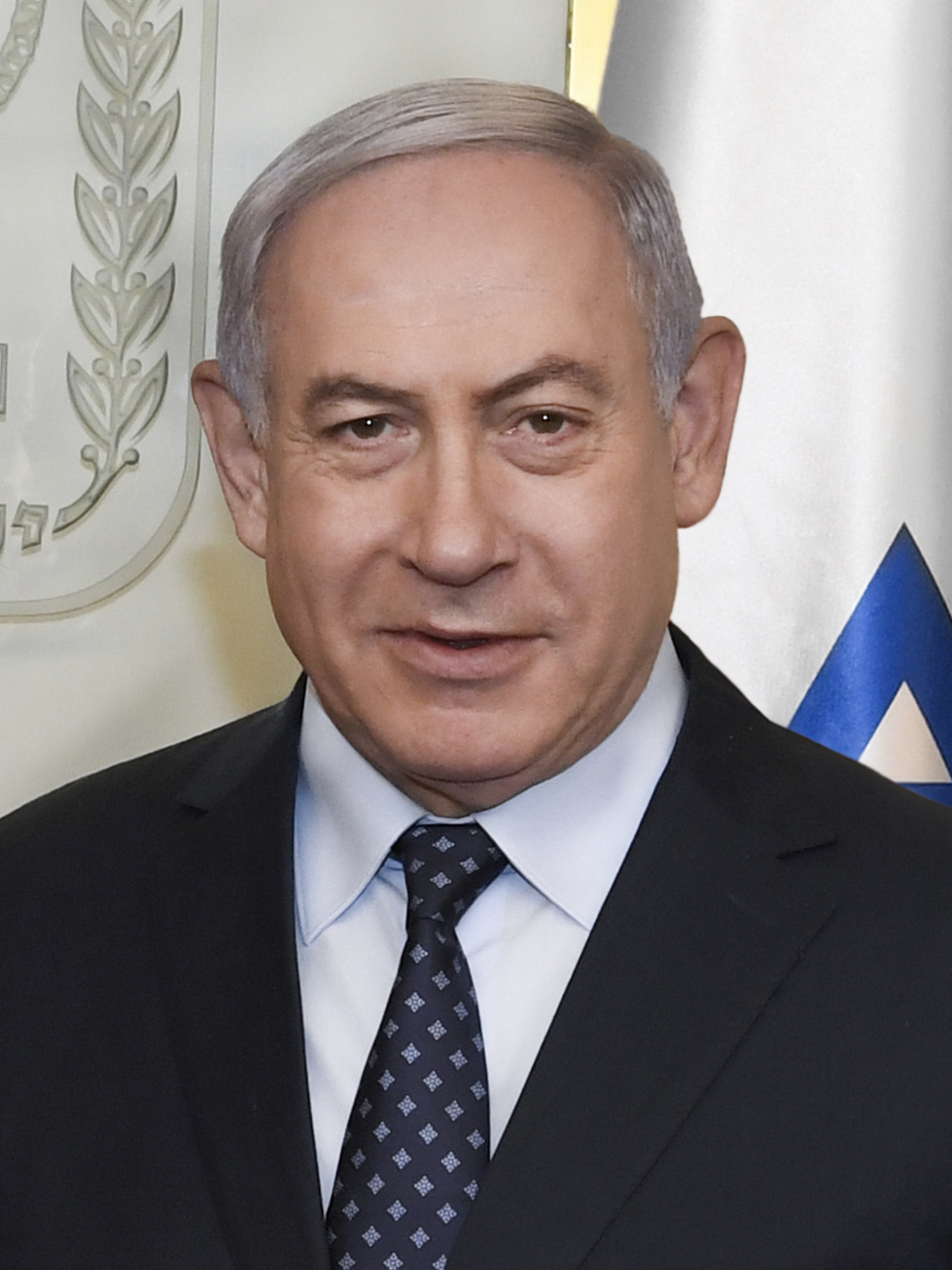
Benyamin Netanyahou, Premier ministre depuis 2022.
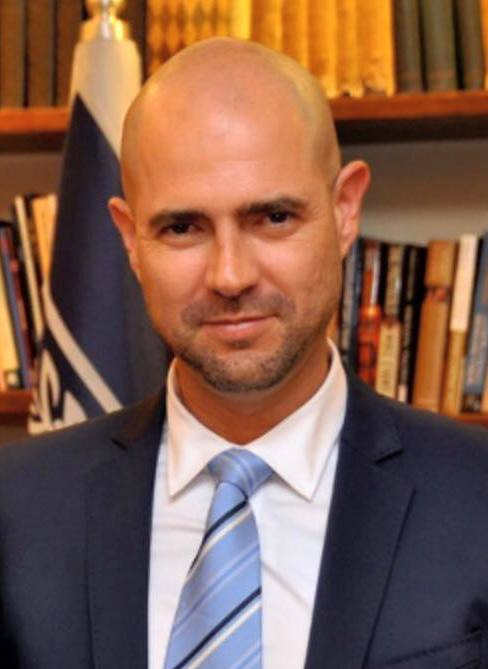
Amir Ohana, président de la Knesset depuis 2022.

### Politique étrangère

#### Reconnaissance internationale
À ce jour[Quand ?], la majeure partie des pays du monde, à l’exception de la plupart de ceux du monde arabo-musulman, ont reconnu Israël en tant qu’État. Cette reconnaissance se produisit dans les jours suivant la déclaration d’indépendance du pays, le 14 mai 1948, et lorsqu'Israël fut admis à l’ONU.

Pays ne reconnaissant pas l'État d'Israël (en rose les pays qui sont revenus sur leurs reconnaissances).

Tous les États du monde arabo-musulman votèrent contre le plan de partage de 1947. Depuis, seules l’Égypte (en 1982), l’Autorité palestinienne (en 1993),, la Jordanie (en 1994) et la Mauritanie (en 1999) ont reconnu l’État d’Israël. Certains États arabes entretiennent néanmoins des relations diplomatiques non officielles.
La Syrie, l’Iran depuis la révolution et des groupes politiques comme le Hamas ou le Hezbollah ne reconnaissent ni l’existence ni la légitimité d’Israël.
Le 15 septembre 2020, les Émirats arabes unis et Bahreïn signent avec Israël les accords d'Abraham établissant officiellement des relations diplomatiques entre Israël et ces deux pays arabes.

#### Relations diplomatiques

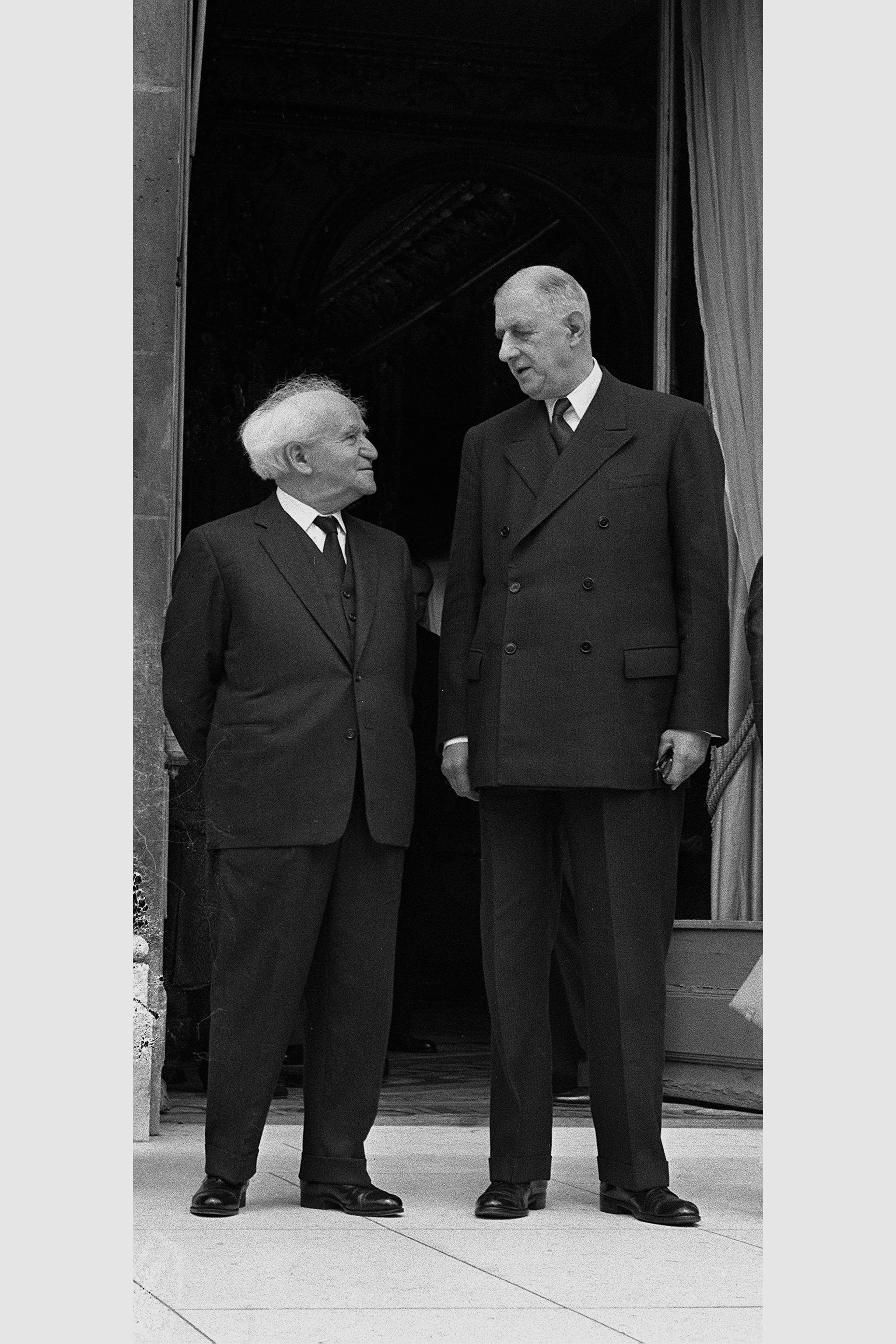
Ben Gourion et de Gaulle, Palais de l'Élysée, 1960.

Exemple de relations diplomatiques :
- Avec les États-Unis
- Avec l'Union européenne
- Avec la Russie
- Avec la France
- Avec le Maroc
- Avec l'Allemagne
- Avec la Chine
- Avec le Japon
- Avec l'Azerbaïdjan
- Avec la Turquie
- Avec la Grèce

Parmi les États voisins, Israël n'entretient pas de relations diplomatiques avec le Liban et la Syrie mais entretient des relations diplomatiques avec l'Égypte depuis 1978 et avec la Jordanie depuis 1994. Des relations avec de nombreux États arabes (dont l'Arabie saoudite) existent sans être officielles.
Israël entretenait également des bonnes relations diplomatiques avec l’Iran, avant la révolution islamique de 1979.
En janvier 2019, ce sont 160 pays qui entretiennent des relations diplomatiques officielles avec l'État hébreu,. En 2020, les accords d'Abraham permettent l'établissement de relations diplomatiques entre Israël et les Émirats arabes unis puis entre Israël et Bahreïn. En octobre 2020, le président américain Donald Trump annonce la normalisation des relations diplomatiques entre le Soudan et Israël puis en décembre 2020 entre le Maroc et Israël. En février 2021, le Kosovo normalise ses relations avec l'État juif.

### Capitale d’Israël

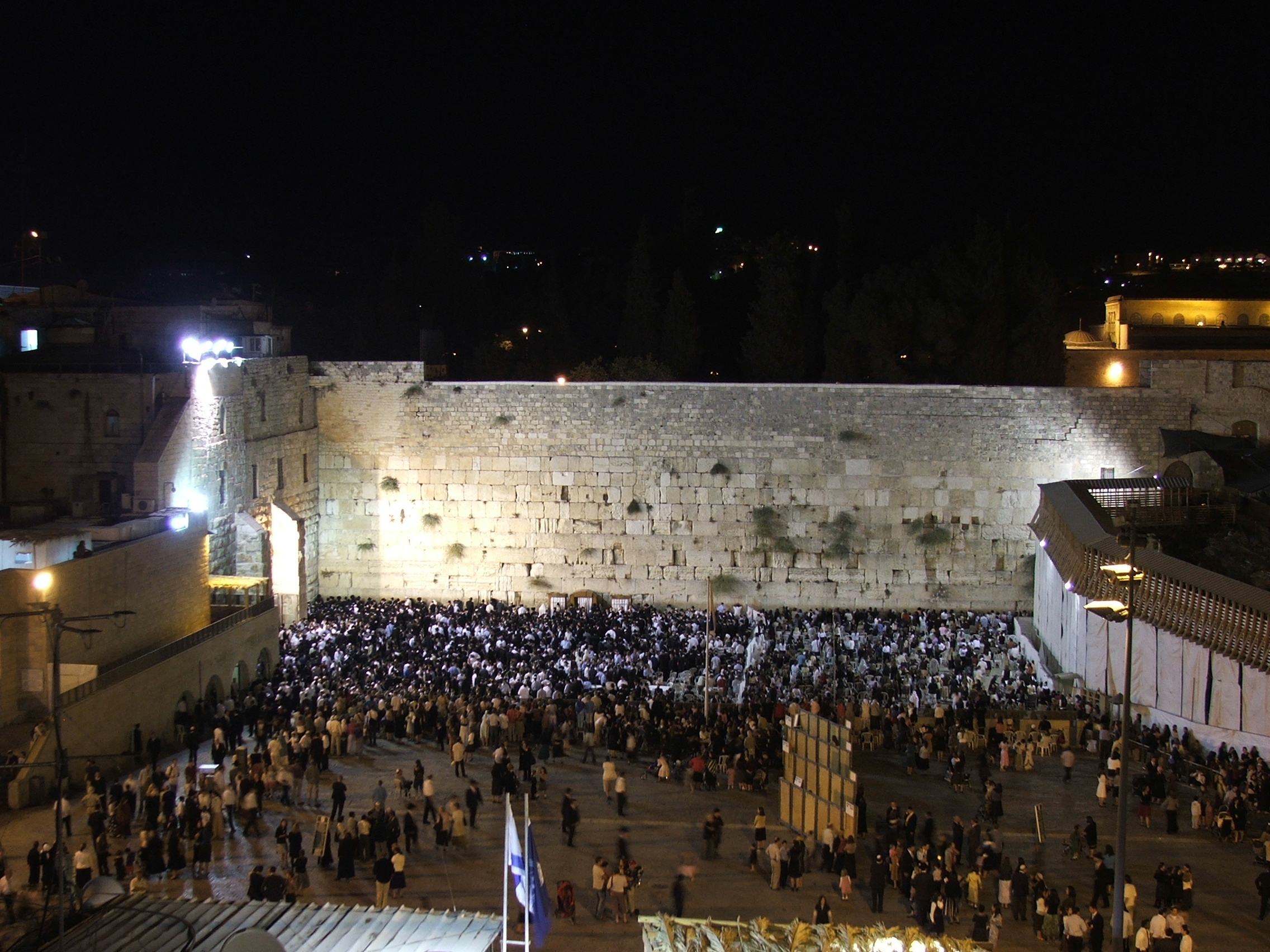
Le Kotel ou Mur des Lamentations, symbole du judaïsme à Jérusalem.

La désignation de Jérusalem comme capitale de l'État d'Israël, siège de ses pouvoirs, par la loi de Jérusalem de 1980, est contestée par la plupart des membres de la communauté internationale, à l'exception des États-Unis, du Guatemala, du Kosovo, de la Papouasie Nouvelle-Guinée et de la Micronésie. Cette position date des débuts de l’histoire d’Israël quand, en 1949, Israël décide que sa capitale est la partie ouest de Jérusalem et y installe le gouvernement et la Knesset.
La communauté internationale n’accepte pas cet état de fait qui ne tient pas compte des recommandations de l’ONU et les ambassades sont en conséquence à Tel-Aviv-Jaffa voire dans d’autres villes (jusqu’en 1973, il y avait toutefois à Jérusalem quelques ambassades africaines et jusqu’en 1980 y siégeaient aussi 13 ambassades de pays de l’Amérique latine et des Pays-Bas). La proclamation de Jérusalem réunifiée comme capitale, à la suite de la guerre des Six Jours (1967), n’est pas plus acceptée car l’annexion résultant de la victoire israélienne sur ses ennemis n’est pas reconnue par la communauté internationale ; elle considère ainsi Jérusalem-Est comme « occupée ».
En 1980, Jérusalem est proclamée « capitale éternelle » d'Israël par la Knesset. La désignation de Jérusalem ou de Tel Aviv comme capitale fait donc l’objet de controverses politiques et médiatiques.
Le 6 décembre 2017, le président américain Donald Trump annonce la reconnaissance de Jérusalem comme capitale d'Israël et son intention d'y déplacer l'ambassade américaine. Les États-Unis inaugurent officiellement leur ambassade à Jérusalem le 14 mai 2018, suivis par le Guatemala le 16 mai 2018 et le Paraguay le 21 mai 2018. Mais le nouveau président du Paraguay revient sur ce transfert le 5 septembre 2018. Le 14 mars 2021, le Kosovo devient le premier pays musulman à ouvrir son ambassade à Jérusalem. Le Honduras, à son tour, transfère son ambassade en Israël de Tel-Aviv à Jérusalem le 24 juin 2021, devenant ainsi le quatrième pays ayant son ambassade à Jérusalem. En décembre 2024, le président paraguayen Santiago Peña ouvre à nouveau l'ambassade de son pays à Jérusalem.

#### Position des institutions internationales
Les principaux organismes internationaux (notamment l’ONU) ne reconnaissent aucune capitale pour Israël. La résolution 478 du Conseil de sécurité des Nations unies déclare « nulle et non avenue » la loi fondamentale adoptée par l’État israélien définissant Jérusalem capitale éternelle et indivisible.

#### Position des différents États et organismes nationaux

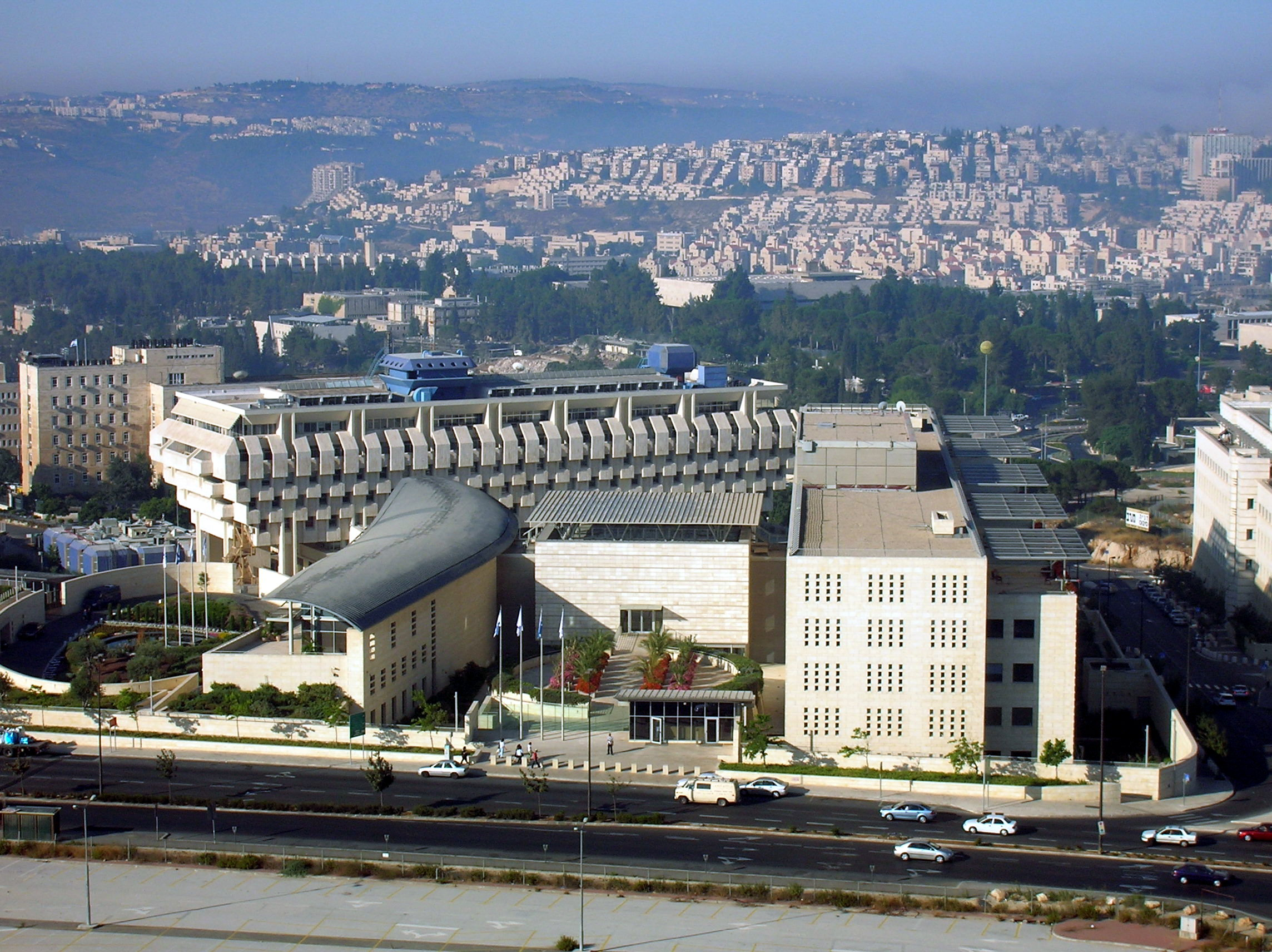
Le siège du ministère des Affaires étrangères israélien à Jérusalem.

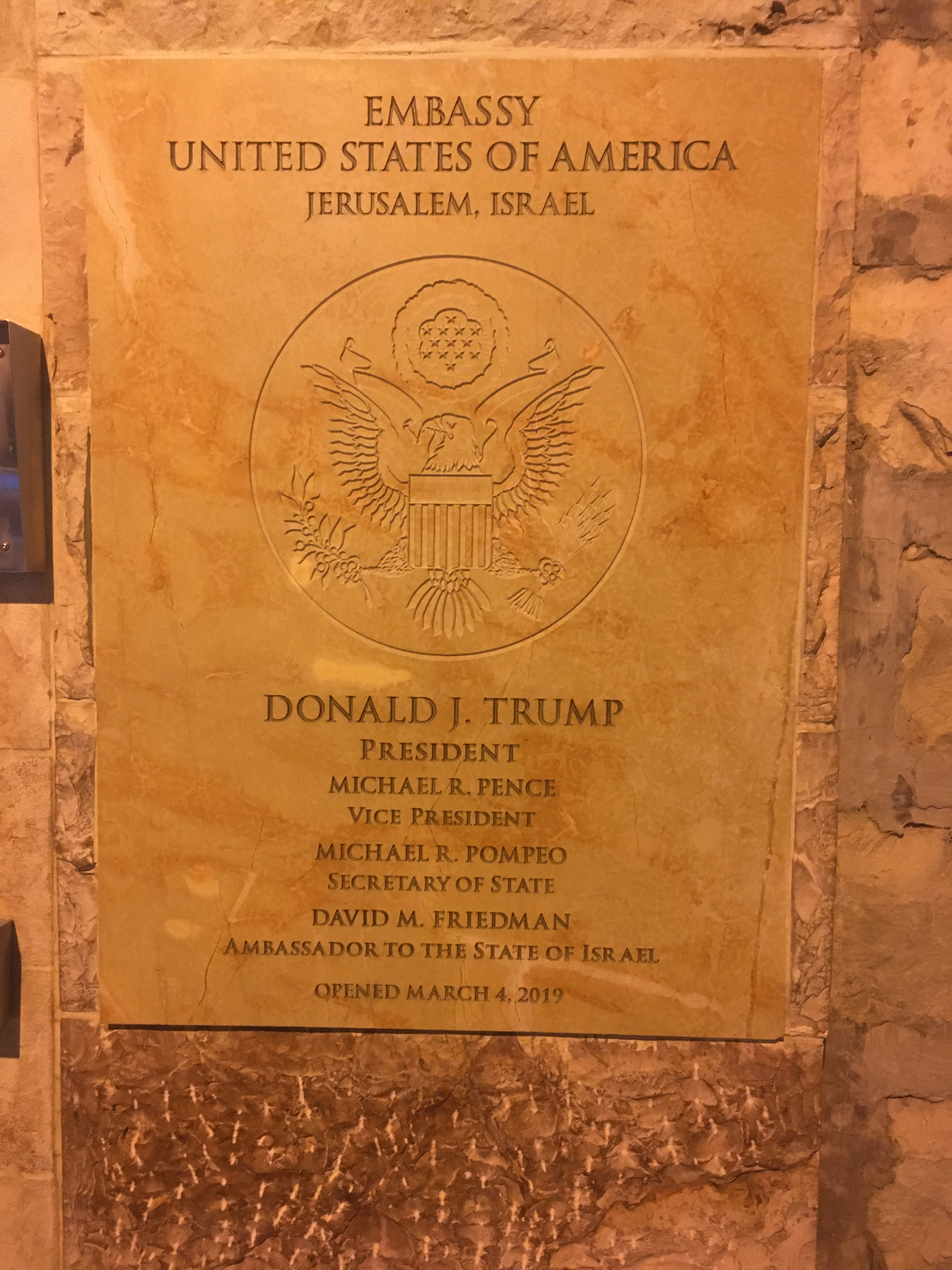
Plaque commémorant la transformation de l'ancien Consulat général en bâtiment de l'ambassade des États-Unis à Jérusalem, 18 rue Gershon Agron

Si, pour le politologue Bruno Tertrais, directeur adjoint de la Fondation pour la recherche stratégique, le terme reconnaissance « n'a pas de signification juridique [car] les États sont souverains dans le choix de leur capitale », les documents ou déclarations officiels de quelques pays précisent leur position quant à la capitale d'Israël :
- Allemagne : l’Allemagne constate qu’Israël considère Jérusalem comme sa capitale mais constate également une non-reconnaissance de ce fait par la communauté internationale[176].
- Australie : l'Australie reconnaît Jérusalem-Ouest comme capitale d'Israël sans donner de date de transfert de l'ambassade[177].
- Brésil : à peine élu comme président, Jair Bolsonaro a affirmé avoir l’intention de « transférer l’ambassade du Brésil de Tel-Aviv à Jérusalem »[178],[179].
- Canada : Le Canada estime que le statut définitif de la ville doit faire l’objet de négociations entre les Israéliens et les Palestiniens. Pour l’instant, il maintient son ambassade à Tel Aviv[180].
- Chine : « il est difficile de résoudre la question »[181].
- Danemark : pas de capitale définie[182].
- Espagne : pas de capitale définie[183].
- États-Unis : en 1995, les États-Unis ont reconnu Jérusalem comme capitale d'Israël[184]. Cependant le déplacement de l'ambassade des États-Unis a été repoussé de six mois en six mois jusqu'au 6 décembre 2017, quand le président Donald Trump a cessé de signer la dérogation (waiver) et donné instruction pour le déplacement de l'ambassade[185]. Le transfert est effectif le 14 mai 2018[186]. La veille, le ministère des Affaires étrangères israélien organise une réception pour la délégation américaine à laquelle sont représentés une vingtaine de pays dont des pays de l'Union européenne, l'Autriche, la Roumanie, la Hongrie et la République tchèque[186].
- Fidji : les Fidji sous le Premier ministre Sitiveni Rabuka considèrent Jérusalem comme la capitale d'Israël, et comptent y établir leur ambassade en 2024 si la situation sécuritaire le permet[187].
- France : le ministère des Affaires étrangères note que « l’État d’Israël a fixé sa capitale à Jérusalem en dépit de l’absence d’accord international sur le statut de cette ville »[188] et considère Jérusalem comme un « corpus separatum »[188]. De ce fait, l’ambassade de France en Israël est installée à Tel Aviv-Jaffa. Le 6 décembre 2017, le président Emmanuel Macron précise que « la France soutient la solution à deux États, Israël et la Palestine, vivant en paix et en sécurité, avec Jérusalem comme capitale des deux États »[189]. Le 24 juillet 2025, le président Emmanuel Macron a annoncé que la France reconnaîtra officiellement l’État de Palestine lors de l’Assemblée générale des Nations unies en septembre 2025, devenant ainsi la première grande puissance occidentale à franchir ce pas[190].
- Guatemala et  Paraguay : ces deux pays ont transféré leur ambassade à Jérusalem après le transfert de l'ambassade américaine en mai 2018[186]. Toutefois, le 5 septembre 2018, le nouveau président du Paraguay annonce revenir sur ce transfert[169]. Le Paraguay transfère à nouveau son ambassade à Jérusalem le 12 décembre 2024[172].
- Inde : la position indienne précise : « Jérusalem, proclamée comme capitale indivisible d’Israël mais cela n’a pas reçu une acceptation internationale »[191].
- Papouasie-Nouvelle-Guinée : la Papouasie-Nouvelle-Guinée considère Jérusalem comme la capitale d'Israël et y a établi son ambassade en 2023[192].
- République tchèque : la République tchèque reconnaît Jérusalem-Ouest comme la capitale d'Israël. Le ministre des Affaires étrangères de la République tchèque a cependant déclaré que le gouvernement tchèque ne déplacera son ambassade de Tel Aviv à Jérusalem que sur la base des résultats des négociations avec les partenaires clés dans la région et dans le monde[193],[194].
- Royaume-Uni : la position britannique précise : « Israël soutient que sa capitale est Jérusalem, une revendication non reconnue par la communauté internationale »[195].
- Russie : la Russie considère Jérusalem-Ouest comme la capitale d'Israël et Jérusalem-est comme celle du futur État palestinien[196]. Toutefois, l'ambassade de Russie se situe à Tel-Aviv.
- Vanuatu : le Vanuatu reconnaît Jérusalem comme capitale d'Israël[197].
- Suisse : la position suisse précise : « en l’absence d’un accord international sur le statut de Jérusalem, la Suisse, comme le reste de la communauté internationale, a son ambassade à Tel-Aviv. » De plus, elle cite également Jérusalem-Est comme future capitale d'un État palestinien[198].
- OLP[199] : l’Organisation de libération de la Palestine (OLP) affirme qu’Israël n’a aucun droit sur Jérusalem (« The Israeli claim to sovereignty over Jerusalem has no substance. ») dont elle demande qu’elle devienne la capitale de la Palestine.
- Union européenne : le 8 décembre 2009, l’Union européenne appelle Israël à partager Jérusalem comme capitale conjointe de deux États hébreu et palestinien. Les Vingt-Sept assurent qu’ils « ne reconnaîtront aucun changement autre que négocié » au statut d’avant 1967[200].

## Économie

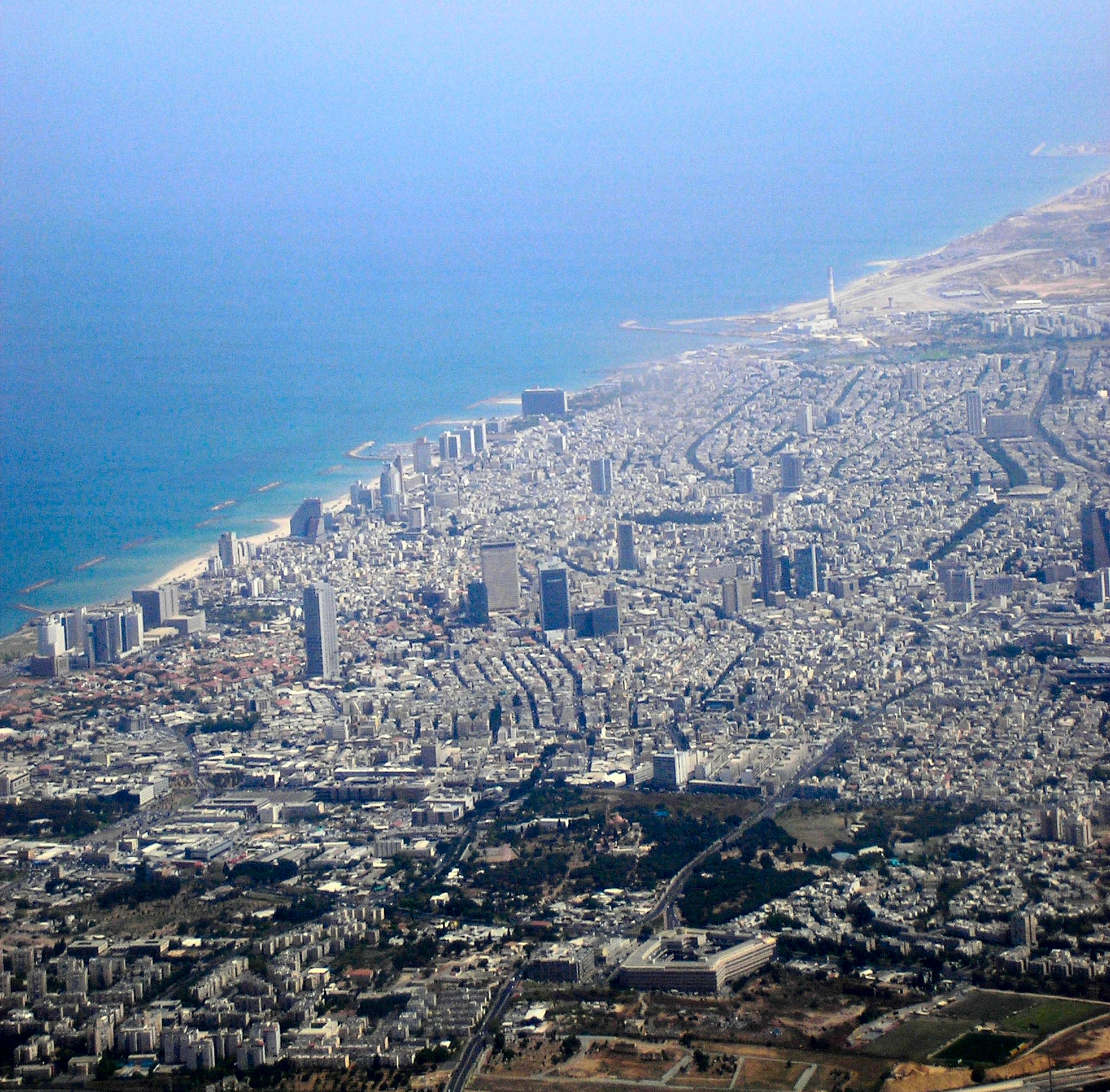
L’agglomération de Tel Aviv (plus de 3 millions d’habitants) est le centre économique du pays et le cœur de la « Silicon Wadi ».

Ce pays se distingue par sa vie culturelle riche, son économie avancée industriellement et technologiquement, et son niveau de développement qui le situe au 22e rang mondial selon l’indice de développement humain de l’ONU (valeur 2021), soit au premier rang des pays du Moyen-Orient et au cinquième rang en Asie. En 2022, le pays est classé en 16e position pour l'indice mondial de l'innovation.
Selon les chiffres du Fonds monétaire international datant d'avril 2022, la valeur du produit intérieur brut (PIB) israélien s’élevait en 2022 à 527,18 milliards de dollars ce qui classe Israël au 28e rang mondial. Le PIB/habitant en nominal s'élève à 55,365 dollars classant Israël au 14e rang mondial. En parité de pouvoir d'achat, le PIB/habitant s'élève quant à lui à 52 173 dollars, et positionne Israël au 28e rang mondial.
L’économie israélienne est un système capitaliste moderne d’un pays jeune et se caractérise par un secteur public relativement important et un secteur de la high-tech en croissance rapide depuis plus de dix ans. Les ressources naturelles limitées du pays et le haut niveau d’éducation des Israéliens ont joué en faveur du développement des techniques de pointe. Les entreprises israéliennes, principalement dans ce domaine, sont très appréciées sur les marchés financiers mondiaux. Israël est le troisième pays en nombre de sociétés cotées au NASDAQ (98 entreprises cotées) après les États-Unis et la Chine (116 entreprises cotées) et reçoit de gros investissements étrangers. Le pays possède le plus grand nombre de start-ups au monde et ses dépenses en Recherche et Développement sont considérables. Cependant, malgré le bon développement économique du pays, 11 % de la population vit des rations distribuées par des organisations non-gouvernementales, d’après les réseaux intégrés d’information régionale (IRIN) de l’ONU.

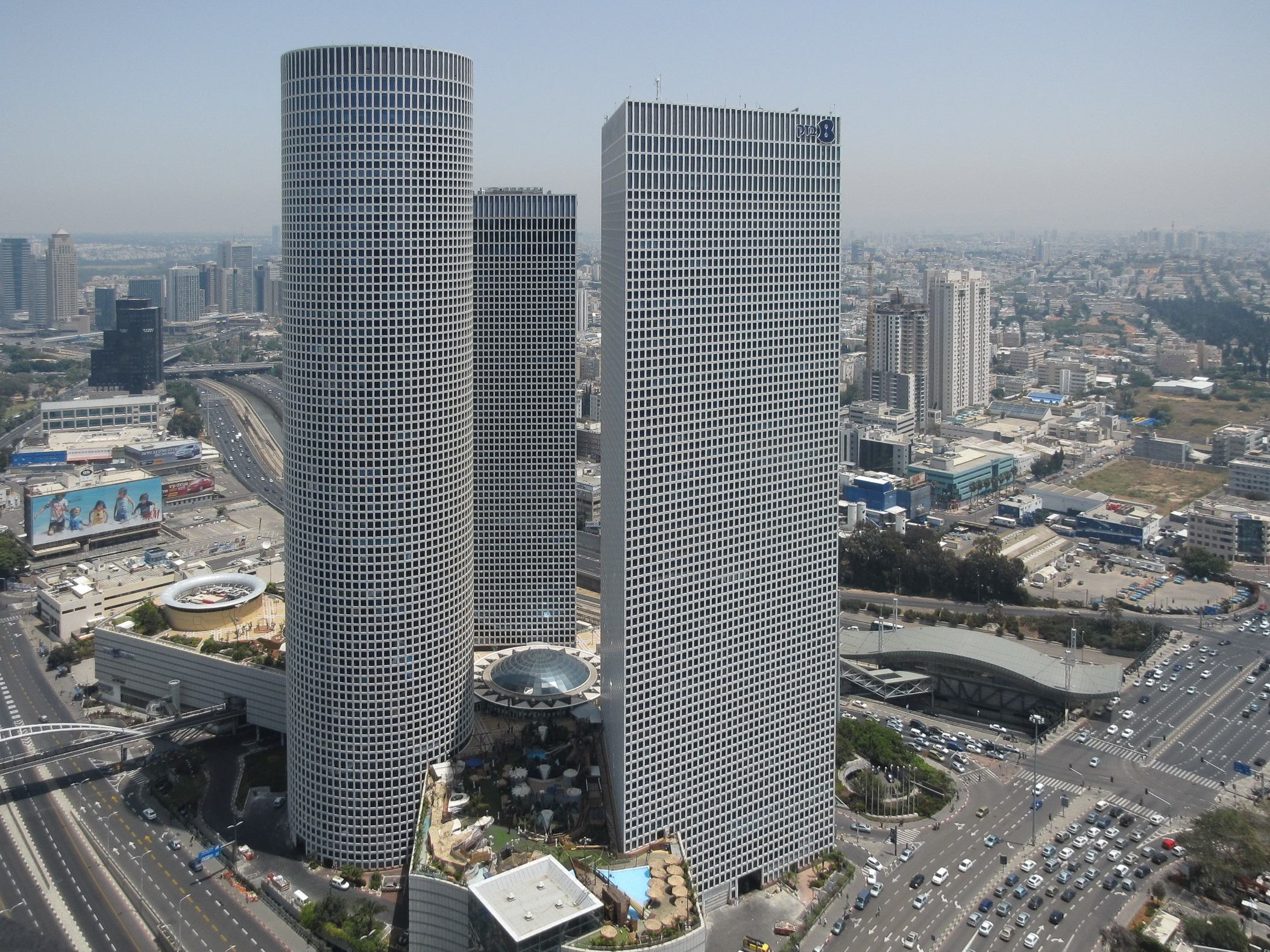
Les tours Azrieli au centre de Tel Aviv.

Les contributions israéliennes à la science sont significatives en médecine, physique et agriculture et plus particulièrement encore en génétique, informatique, électronique et optique. Des prix Nobel en science et en économie ont été décernés à quatre Israéliens depuis 2002. Le nombre de publications scientifiques par habitant (109 publications par 10 000 personnes) et de brevets déposés par habitant figure parmi les plus élevés au monde.
Israël arrive en tête au classement mondial en matière de dépenses annuelles pour la recherche et le développement avec un taux de 4,7 % de son PIB. Les financements de cette recherche proviennent principalement du privé contrairement aux autres pays développés.
Dans le secteur de l'agriculture, Israël est auto-suffisant à 95 % pour ses propres besoins alimentaires et il exporte son surplus de production agricole et horticole ainsi que sa technologie avancée en agroalimentaire,,.
En 2010, Israël a officiellement rejoint l’OCDE au vu des progrès économiques et réformes réalisés.
Israël dispose d’importantes ressources en hydrocarbures au large de ses côtes, aussi bien pétrole que gaz naturel. Ses réserves sont estimées à 950 milliards de m3 au 30 mars 2013 ce qui classe Israël au 26e rang mondial, dont la découverte date de 2009 et l’exploitation a commencé le 30 mars 2013,. Ces ressources sont de nature à transformer Israël en exportateur de gaz, ce qui aura probablement des conséquences très importantes sur son économie. D’ores et déjà, Jérusalem entend mettre en place un fonds souverain à l'exemple du Qatar, du Koweït ou de la Norvège, alimenté par les 100 à 140 milliards de dollars que compte engranger l'État hébreu d'ici 2040.
La pauvreté en Israël a augmenté de 1 % en 2018 et touche alors 20,4 % de la population selon une agence gouvernementale. Les enfants sont particulièrement touchés puisque 29,1 % d'entre eux vivent dans la pauvreté. Selon les chiffres de l'OCDE, le taux de pauvreté en Israël est le quatrième plus élevé parmi les pays membres de l'organisation derrière celui des États-Unis, de la Turquie et de la Corée du Sud.

### Tourisme
Au fil des millénaires, la Terre Sainte est l'une des terres les plus visitées au monde, particulièrement avec le pèlerinage à Jérusalem. Si ce pèlerinage s'accélère au XIXe siècle, le tourisme de masse ne débute qu'au XXe siècle, après la Déclaration d'indépendance d'Israël (1948).
De nos jours, le tourisme en Israël est un secteur économique majeur et une source importante du revenu national. Le pays offre pléthore de sites historiques et religieux, de stations balnéaires, de sites naturels, de tourisme archéologique, de tourisme patrimonial, de tourisme d'aventure et d'écotourisme. En outre, Israël possède le plus grand nombre de musées par habitant au monde, avec plus de 200 sur son étroit territoire,. Le tourisme en Cisjordanie et sur le plateau du Golan avec notamment Hébron, Bethléhem ou Qumrân est étroitement lié au tourisme de masse en Israël.
En 2017, le plus grand pourcentage de touristes vient des États-Unis, suivis de la Russie, de la France, de l'Allemagne, du Royaume-Uni, de la Chine, de l'Italie, de la Pologne et du Canada. En 2019, Israël enregistre un record de 4,55 millions d'arrivées de touristes. Ce secteur contribue à hauteur de 20 milliards de NIS à l'économie nationale, en 2017,.
Les villes les plus visitées en Israël sont notamment Jérusalem, Tel Aviv, Safed, Acre, Haïfa, Tibériade, Nazareth... et pour les sites, Massada, Césarée, Beït Shean, la route de l'encens dans le désert du Négev...

## Culture

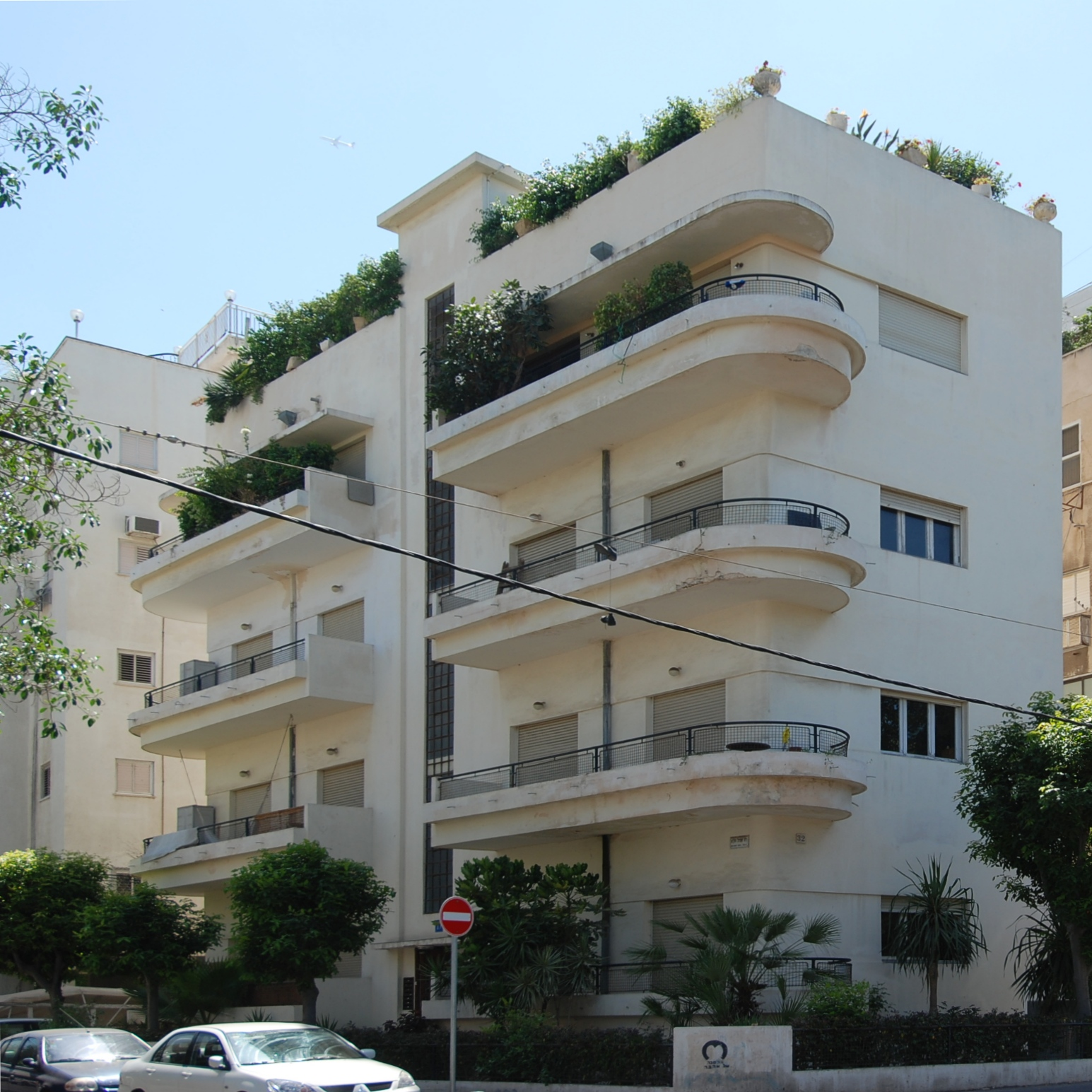
Bâtiment dans le style Bauhaus, dans la « ville blanche de Tel Aviv ».

Avec plus de 200 musées, Israël est le pays qui en compte la plus grande densité au monde.

### Littérature
Elle est principalement écrite en hébreu moderne, langue inspirée de l'hébreu liturgique ancien, devenu une langue vivante depuis la fin du XIXe siècle, promue par son principal et premier rénovateur, Éliézer Ben-Yehoudah. Son fils Ben-Zion devient le premier locuteur natif de l'hébreu contemporain.

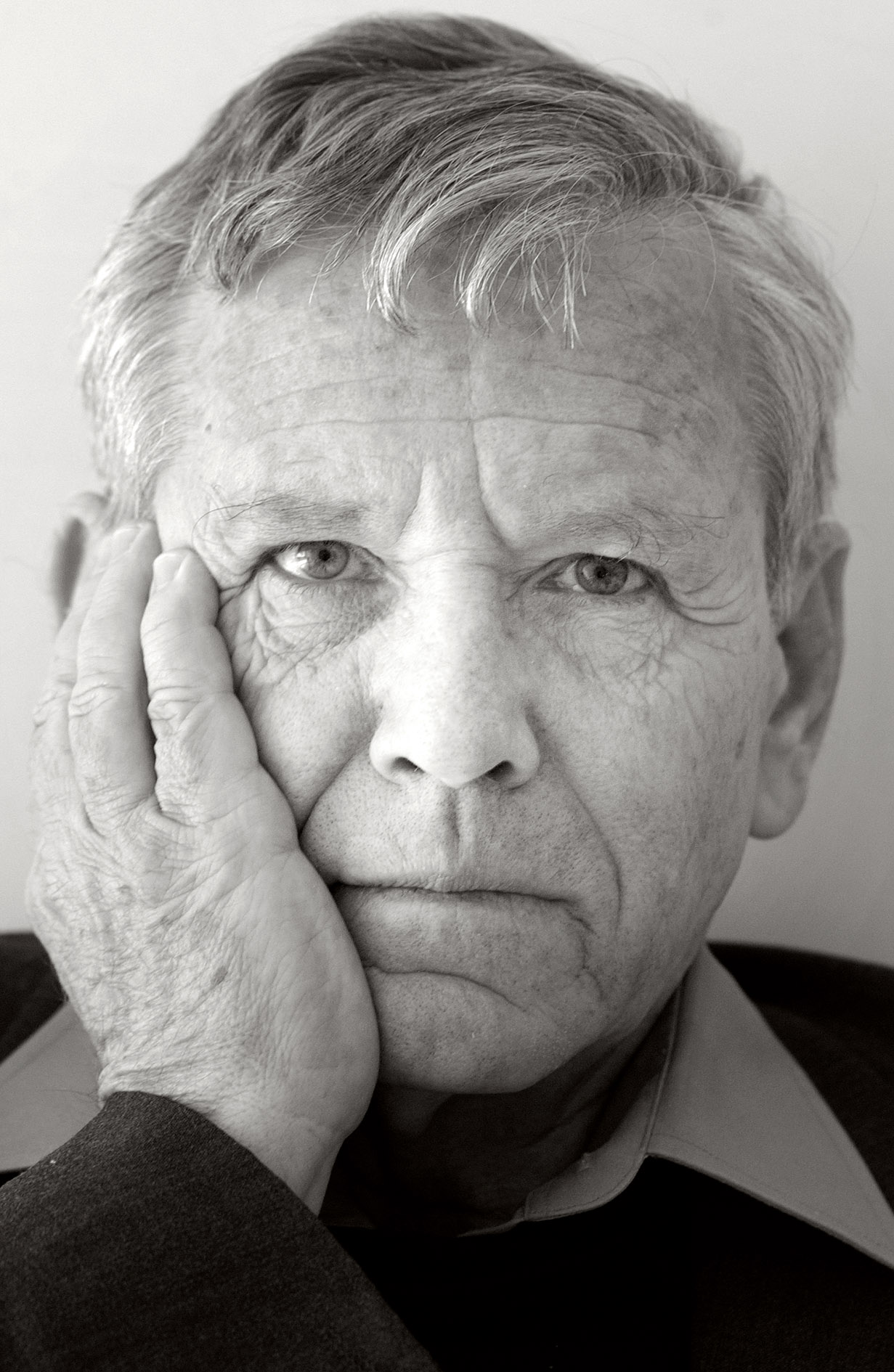
L'écrivain Amos Oz.

Depuis le milieu du XIXe siècle, la langue hébraïque a de plus en plus été utilisée aussi bien pour parler que pour écrire de la prose, de la poésie ou des pièces de théâtre.
Samuel Joseph Agnon est le premier écrivain israélien prix Nobel de littérature.
L'écrivain israélien vivant le plus célèbre est actuellement David Grossman.
Amos Oz fut de son vivant l'un des plus lus dans le monde.
A-B Yehoshua, Aharon Appelfeld et Meir Shalev comptent également parmi les meilleurs écrivains israéliens à l'étranger et traduits notamment en français.

### Musique
La musique israélienne est à l'image de l'histoire du peuplement en Israël : à un fond liturgique d'origine sémitique ancien s'est greffée une influence de la musique arabe environnante, mais aussi des musiques traditionnelles venant de toutes parts du monde où la diaspora juive s'était disséminée, notamment en Europe de l'Est. Ainsi, à la musique juive s'est rajoutée la musique hébraïque (composée de la musique séfarade judéo-arabe et de la musique arabo-andalouse ainsi que de la musique ashkénaze ou klezmer).

### Arts visuels
Bien que le rôle d'Israël sur la scène artistique mondiale reste relativement limité ; Israël possède plusieurs traditions et mouvements artistiques uniques. Dans l'art juif particulièrement mystique inspiré de la Kabbale, Talmud et du Zohar. Un autre mouvement artistique important en Israël était l’École de Paris. L'art israélien a été fortement influencé par l'art français depuis qu'Alexandre Frenel a apporté avec lui de Paris l'influence de l'art moderne dans les années 1920,. Les artistes juifs de l'école de Paris comme Soutine, Frenel, Chagall, Kikoïne ont eu une influence marquée sur l'art israélien. L'art israélien a traité de multiples sujets allant de l'aura mystique de Safed et de Jérusalem aux cafés bohèmes de Tel Aviv en passant par la Shoah et la guerre.

Aujourd’hui, l’art israélien s’est plongé dans l’art optique, l’art de l’IA, l’art numérique, les sculptures de sel et bien plus encore.

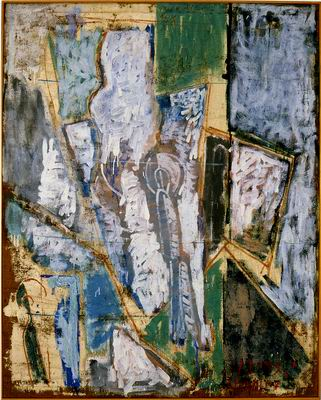
Peinture de Joseph Zaritsky, Le peintre et le modèle, au musée d'Israël

### Cinéma
La plupart des productions israéliennes sont tournées en hébreu et intègre des comédiens de toute origine. Les producteurs et cinéastes israéliens sont parmi les plus récompensés de la région du Proche et Moyen-Orient.

### Télévision
Après lui avoir accordé le Grand prix de la 9e édition en 2018 pour la série On the spectrum, en mars 2019, le jury de la dixième édition du festival international Séries Mania tenu à Lille, attribue le Prix spécial du jury pour Just for today, série israélienne créée par Nir Bergman et Rai Nehari, et réalisée par Nir Bergman, pour couronner l’originalité et la qualité de cette fiction. La sélection pour la compétition officielle comptait dix séries venues du Royaume-Uni, de France (Arte), d’Australie, des États-Unis, d'Israël, de la Norvège et de la Russie.

### Médias
Dans le classement de Reporters sans frontières de 2025, Israël pointe à la 112e place sur 180 pays.
Les hommes politiques ont une influence importante sur les nominations dans les organismes de réglementation de radiodiffusion. Une censure militaire se pratique en Israël pour diverses questions liées à la sécurité. Enfin, dans la presse arabe, des gangs restreignent la couverture des activités criminelles et au sein de la presse ultra-orthodoxe, les femmes sont presque complètement exclues.
Les organes de presse israéliens sont contraints de soumettre au censeur militaire pour examen tout article en rapport avec les « questions de sécurité ». En 2024, 1 635 articles ont été totalement interdits à la publication et 6 265 l'ont été partiellement, soit 21 reportages censurés chaque jour en moyenne.
La censure s'exerce également dans le cinéma et les milieux artistiques. Le gouvernement tend à censurer ce qui a trait aux crimes commis par l’État au moment de sa création, à l'occupation de la Cisjordanie et, plus largement, au peuple palestinien.

### Gastronomie

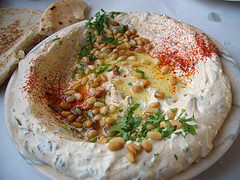
Le houmous est l'un des mets les plus consommés en Israël.

La cuisine israélienne s'inspire des influences régionales de la cuisine levantine et de la cuisine juive traditionnelle apportée en Israël par les Juifs de la diaspora.

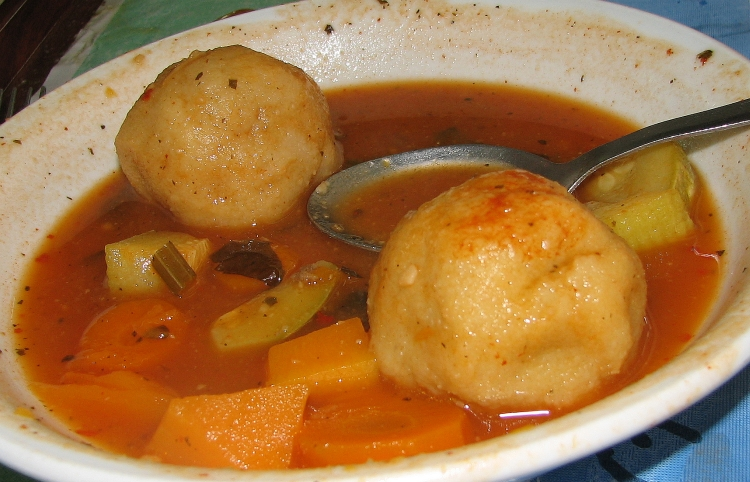
Kubbeh Matfuniyah, spécialité irakienne dans un restaurant du marché de Jérusalem.

La cuisine israélienne a adopté, et continue d'adopter, des éléments de différents genres de cuisine juive, en particulier des styles de cuisines mizrahi, séfarade et ashkénaze. Les spécialités israéliennes locales intègrent des plats et ingrédients que l'on retrouve typiquement dans la plupart des pays du pourtour méditerranéen et des pays du Moyen-Orient : falafel, houmous, chakchouka, salade cuite, couscous, zaatar, etc. Il existe de nombreux plats traditionnels préparés lors des différentes fêtes juives ou bien le jour du Shabbat dans diverses communautés. À noter également, la spécificité de la cuisine casher ainsi que l'influence exercée par les autres plats gastronomiques mondiaux.
La cuisine palestinienne des Arabes israéliens est elle aussi semblable aux autres cuisines du Levant, notamment les cuisines libanaise, syrienne et jordanienne. Elle s'enrichit notablement de mets en abondance durant les fêtes musulmanes. Dans les grandes villes d'Israël, des restaurants offrent une cuisine palestinienne à leurs clients.
Après l'Inde, Israël est le pays où il y a, en pourcentage, le plus de végétariens – 12 % –, le véganisme étant en passe d'être normalisé dans les habitudes gastronomiques israéliennes.

## Forces armées

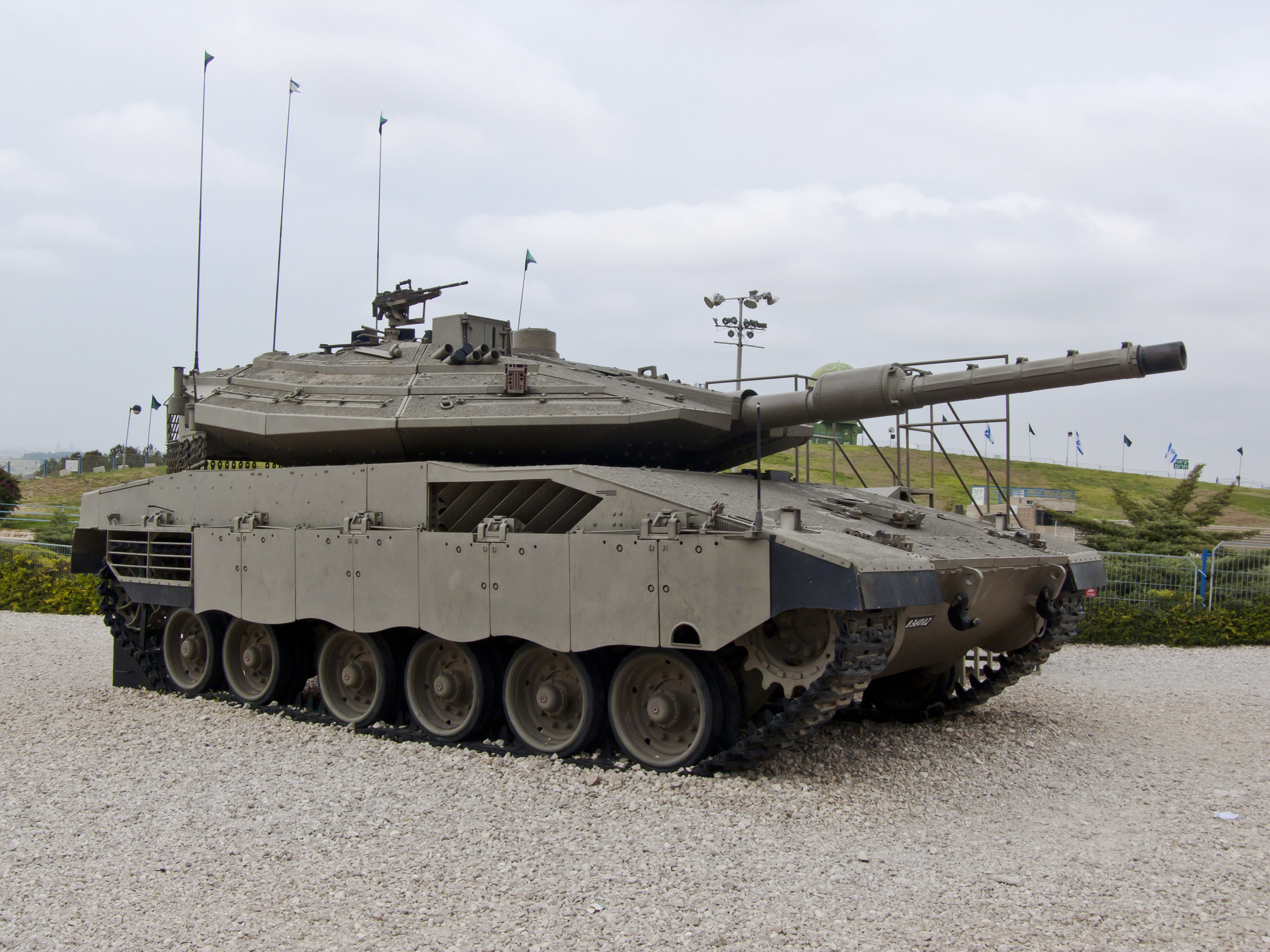
Merkava Mark 4 tank.

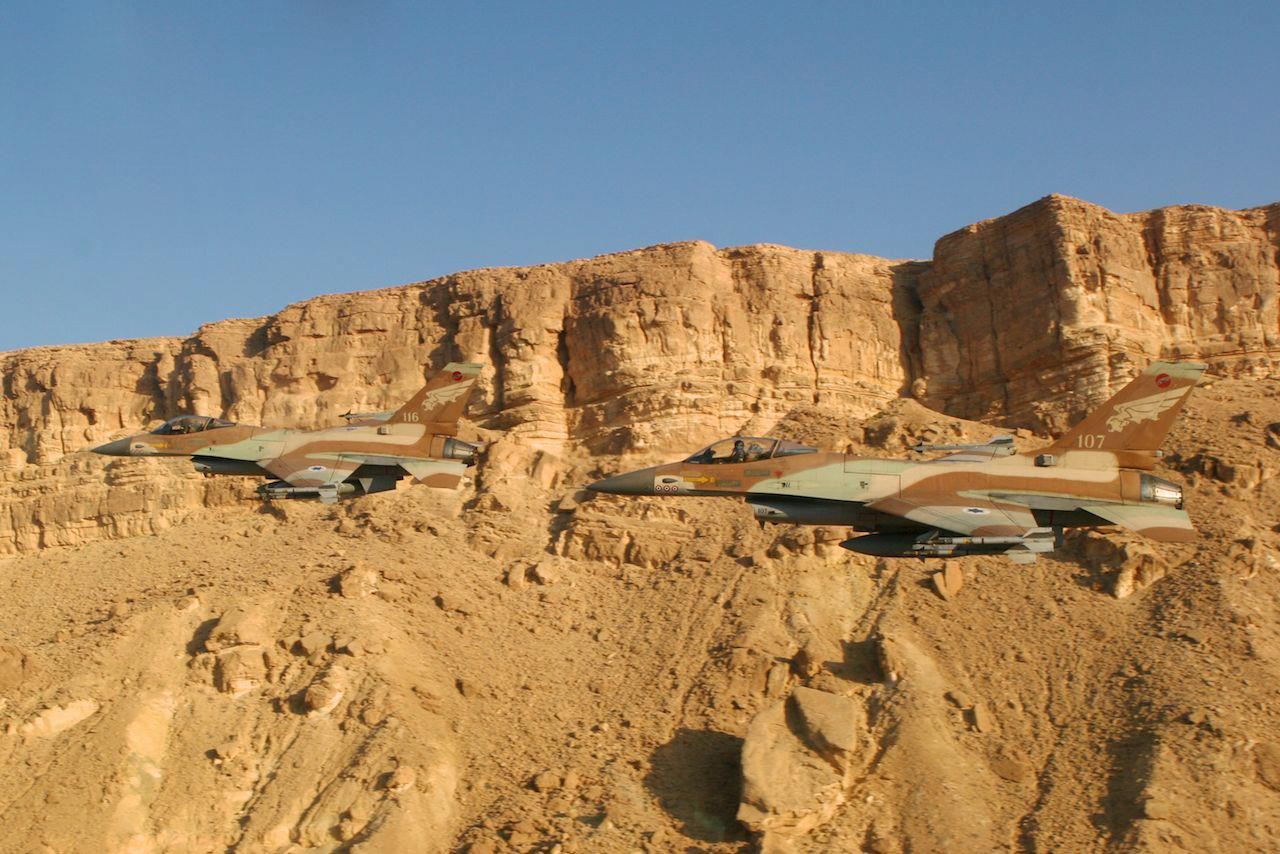
F-16I Sufa de la Force aérienne et spatiale israélienne, en patrouille.

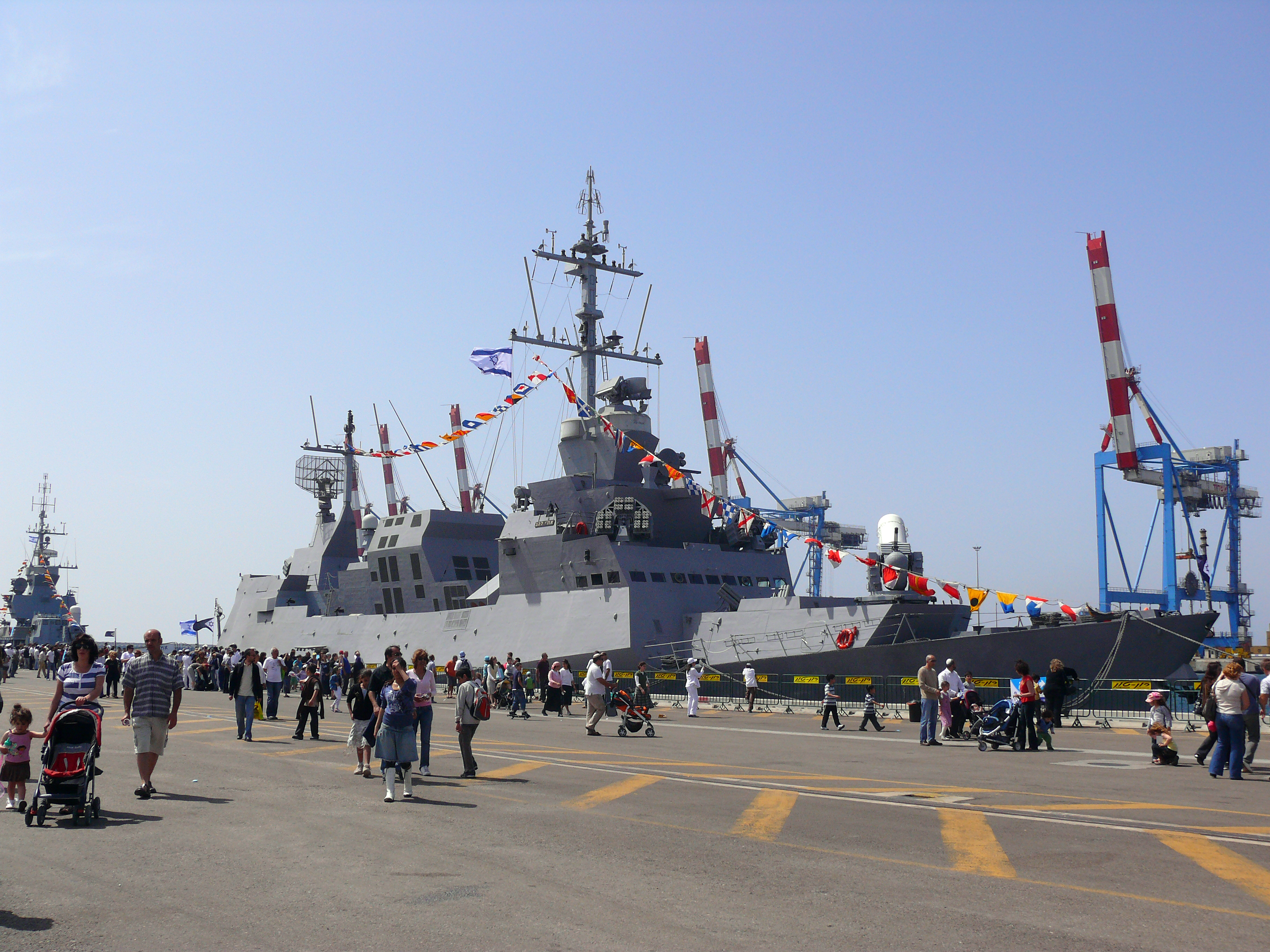
Classe Sa'ar, Marine israélienne.

L’armée israélienne, connue sous son acronyme hébreu Tsahal (pour Tsva Hagannah LeIsrael, Force de défense d’Israël), s’est constituée en mai 1948, en intégrant plusieurs groupes armés sionistes (Irgoun, Haganah...) ; le principal était la Haganah.
Elle comprend aujourd’hui tous les corps d’armée dont l’armée de terre, l’armée de l’air, la marine et les services secrets (Mossad et Shabak). L’armement d’Israël est hautement sophistiqué et développé en grande partie en Israël par des sociétés privées comme Elbit Systems ou Israeli Military Industries (IMI) ou bien publics comme Israel Aerospace Industries. La série de chars Merkava, dont la dernière en date est le Merkava MK-4, a été développée et produite en Israël. La plupart des transports blindés sont également développés en Israël (Namer) ou bien importés des États-Unis notamment.
L'armée de l’air possède environ 750 avions de chasse dont la plupart sont des F-15 et F-16 ainsi que le nouveau chasseur F-35 depuis fin 2016. L’armée de l'air israélienne est également l'un des précurseurs dans le domaine des UAV. Leur utilisation, dans des domaines variés, s'est largement accélérée ces dernières années et les drones israéliens, dont les plus connus sont le Hermes 450 ou le 900, le Héron TP, le Skylark II, l'Eitan, sont désormais utilisés dans le monde entier, y compris en France ou aux États-Unis. D'autres drones terrestres et maritimes sont utilisés et en cours de développement. L'armée de l'air possède également des missiles anti-missiles de diverses portées comme l'Arrow II et III, le Dôme de fer et le Magic Wand.
Tsahal développe également un centre de cyberdéfense visant à le protéger d'attaques extérieures contre son réseau informatique. Bien que cette information ne soit pas complètement avérée, les États-Unis et Israël auraient développé et lancé conjointement une attaque contre les centrifugeuses iraniennes via le virus Stuxnet en 2007 et découvert en 2010.
En 2011-2012, Israël se situait au 17e rang quant aux dépenses militaires, ce qui correspond à un budget estimé à environ 15 milliards de dollars selon l'Institut international de recherche sur la paix de Stockholm devant l'Espagne et juste derrière les Émirats arabes unis et la Turquie. Le budget de l’armée israélienne se situait ainsi au 4e rang dans la région du Proche-Orient (derrière l’Arabie saoudite, la Turquie et les Émirats arabes unis). Les dépenses militaires rapportées au PIB représentaient 6,5 % loin devant les États-Unis (4,7 %) ou la France (2,3 %).
En 2008, Israël s'est classé 4e exportateur d’armes au monde derrière les États-Unis, la Chine et la France. Israël s'est spécialisé dans les équipements militaires de haute technologie, principalement les systèmes électroniques, satellites, radars et drones dont ses industries se sont fait une spécialité. Fin 2008, les exportations ont atteint 6,3 milliards de dollars, en constante progression. Les relations entre l’OTAN et l’armée israélienne sont étroites. Ces relations se matérialisent principalement en matière d'exercices militaires et de manœuvres conjointes afin d'adopter à terme les standards de l’OTAN et tester son intégration.
Israël n’a pas signé le traité sur la non-prolifération des armes nucléaires. La position officielle israélienne a toujours été de ne pas confirmer ni infirmer les spéculations relatives à sa possession de l’arme atomique. Toutefois, selon certains experts, l'arsenal nucléaire israélien serait composé de 80-400 ogives pouvant être lancées à travers différentes plateformes de combat comme les missiles ICBM de type Jericho, les sous-marins de la Classe Dolphin et certains avions spécialement adaptés. Cependant, le lundi 11 décembre 2006, lors d’une interview de la chaîne de télévision allemande N24 à propos des ambitions nucléaires iraniennes, Ehud Olmert déclarait : « Pourriez-vous dire que c’est la même chose que pour l’Amérique, la France, Israël et la Russie »,.

### Service militaire

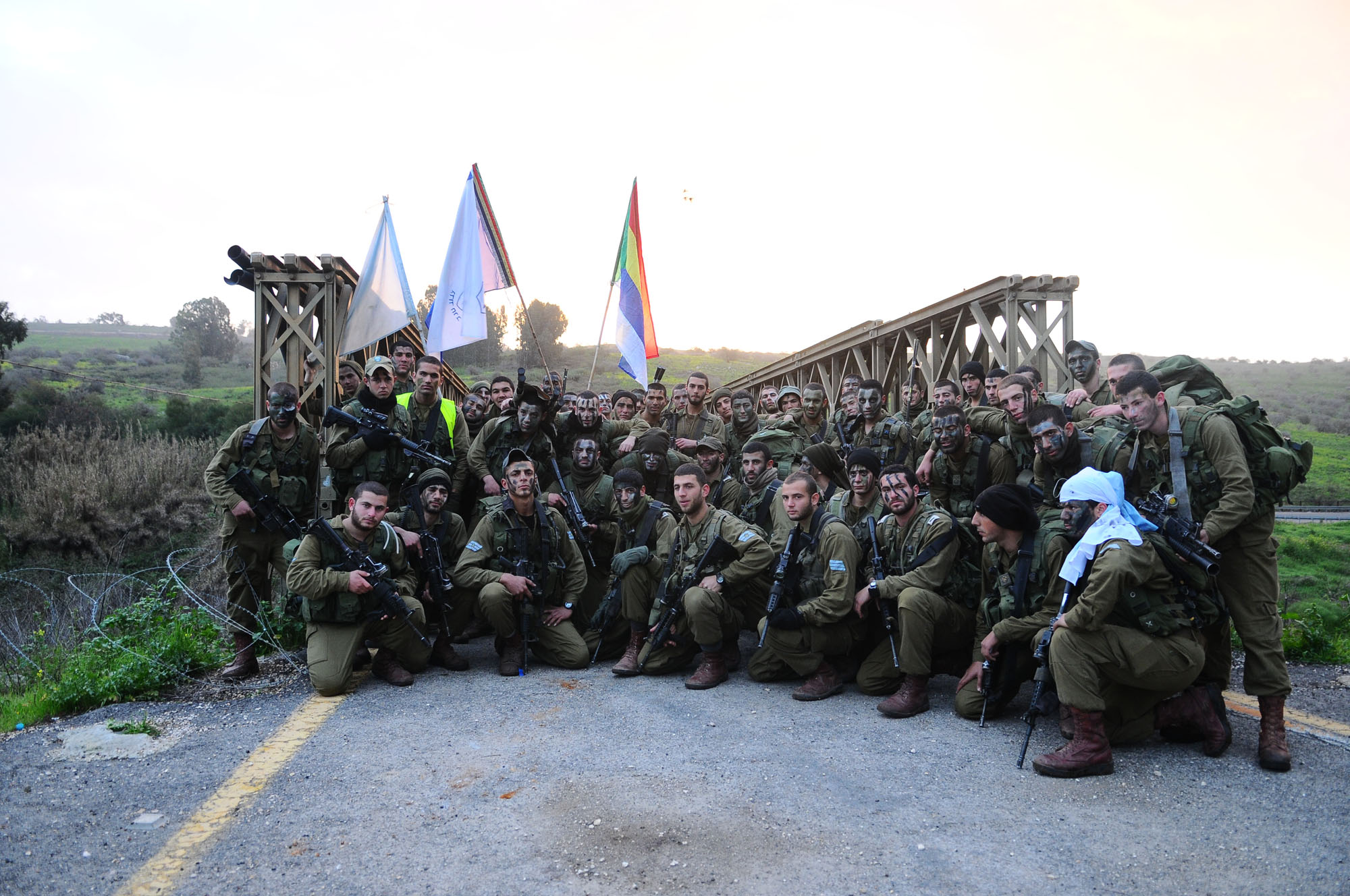
Le bataillon d'élite Herev (Épée) comprenant des soldats druzes, juifs et chrétiens (occidentaux uniquement), 2012.

La plupart des Israéliens sont appelés à l’âge de 18 ans pour servir dans l’armée (3 ans pour les hommes, 2 ans pour les femmes).

#### Arabes israéliens
La grande majorité des Arabes israéliens (musulmans et chrétiens) sont exemptés pour éviter de possibles conflits d’intérêts. Seuls les Druzes ont la possibilité de participer au service militaire.

#### Juifs ultra-orthodoxes
Les Juifs ultra-orthodoxes, les haredim, bénéficiaient d'une exemption depuis la création de l'État sous forme d’un sursis militaire renouvelable tous les six mois, s’ils prouvaient qu’ils étudient la Torah à plein temps, avec la double contrainte de ne pas pouvoir sortir du pays plus d’une fois par an pour une durée de 30 jours, et d'avoir un emploi ne serait-ce qu’à temps partiel. Ce statu quo religieux, concédé par David Ben Gourion alors que les haredim étaient moins nombreux, a tenu jusqu’aux années 1980 mais a été remis en cause en 2013 en raison de leur nombre croissant et de l'injustice ressentie face à une mesure d'exception en démocratie. La loi du 12 mars 2014 l'abroge, ce qui provoque alors un tollé dans cette communauté et des manifestations parfois violentes, mais un amendement repousse la date de mise en œuvre de cette loi à 2023. D'autre part, la Cour suprême donne jusqu'au 15 janvier 2019 au gouvernement pour adopter une législation régulant leur service militaire.

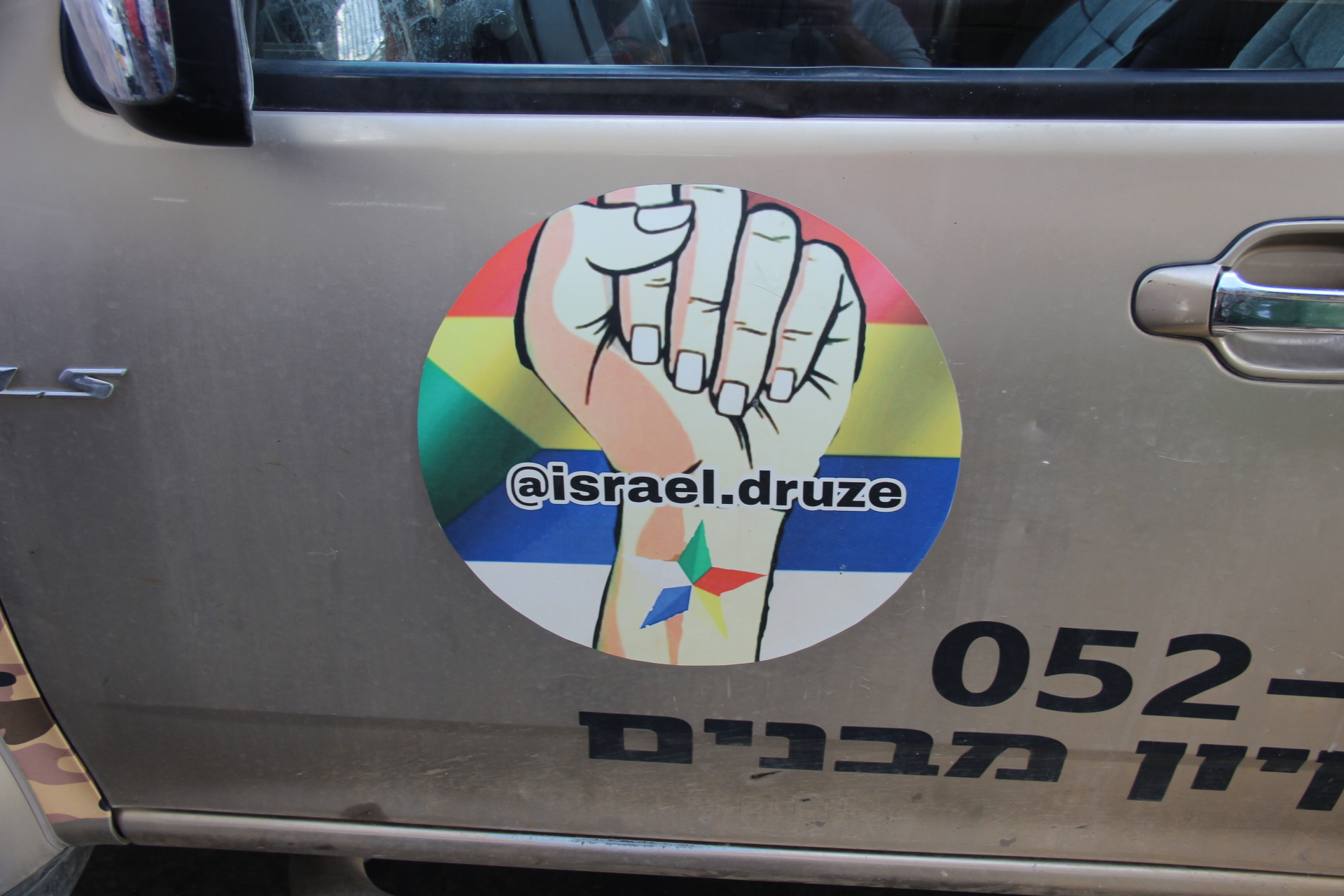
Symbole du partenariat druzo-israélien sur fond des couleurs du drapeau druze sur une voiture en Israël (2024)

#### Autres communautés
Les Druzes et les Circassiens - populations musulmanes - sont appelés dans la conscription comme la majorité des Juifs israéliens,. Bien que le service ne soit pas obligatoire pour les Arabes israéliens, de nombreux Bédouins et chrétiens arabes israéliens et certains musulmans, font le choix de servir en tant que volontaires dans l’armée régulière ou dans le service civil.

## Sport
Les deux sports les plus populaires sont le football et le basket-ball. Le club omnisports du Maccabi Tel-Aviv est le plus titré en Israël.
Dans les années 1960 et 1970, Israël est boycotté sportivement par les pays musulmans, rendant complexe la participation aux compétitions asiatiques. Israël est ainsi jusqu'au années 1990 progressivement affiliés aux fédérations internationales européennes.
Le marathon de Jérusalem a été créé en 2011 malgré quelques protestations.
Le Tour d'Italie 2018 a commencé à Jérusalem le 4 mai, avec un contre-la-montre individuel de 9,7 kilomètres, suivi de deux étapes supplémentaires en Israël. C'est le premier grand tour de cyclisme à se dérouler hors d'Europe.
Le prix du « Bouclier d'Honneur » récompense les équipes de football œuvrant pour le développement de projets communautaires et sociaux, luttant contre le racisme et promouvant la coopération entre les clubs.

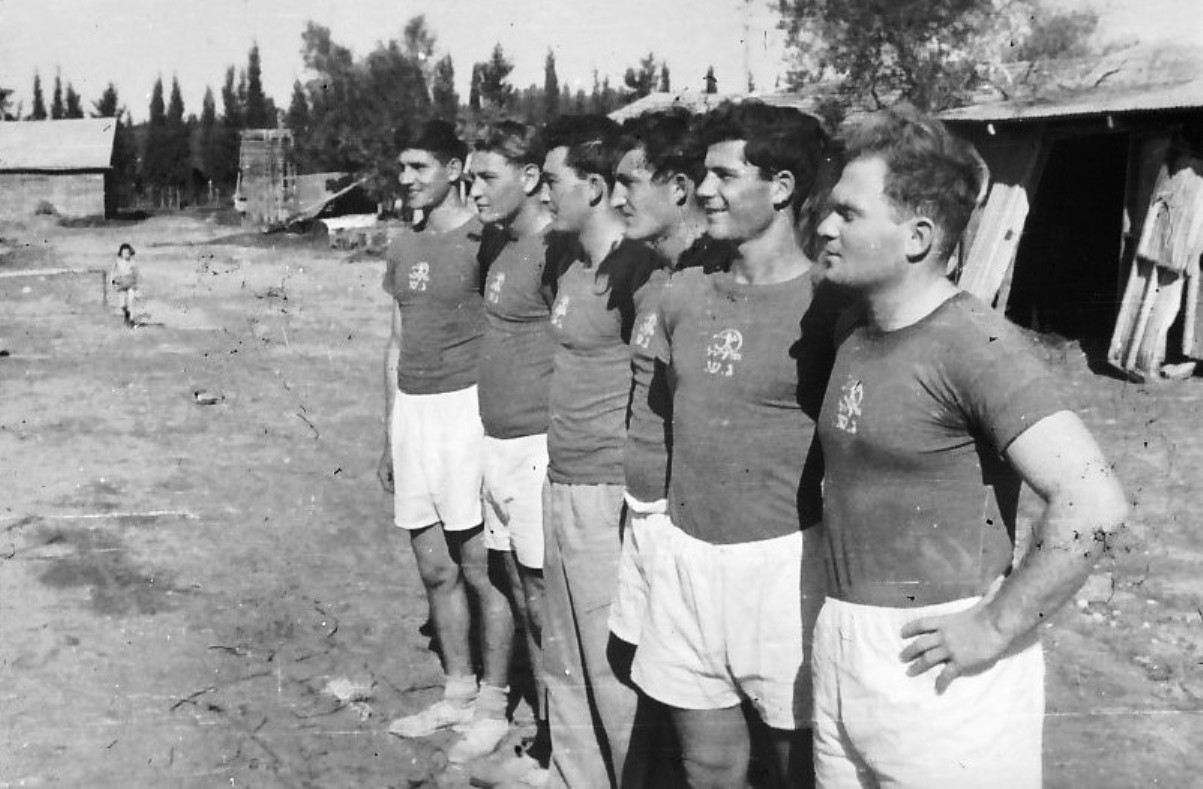
Équipe israélienne de volleyball en 1953
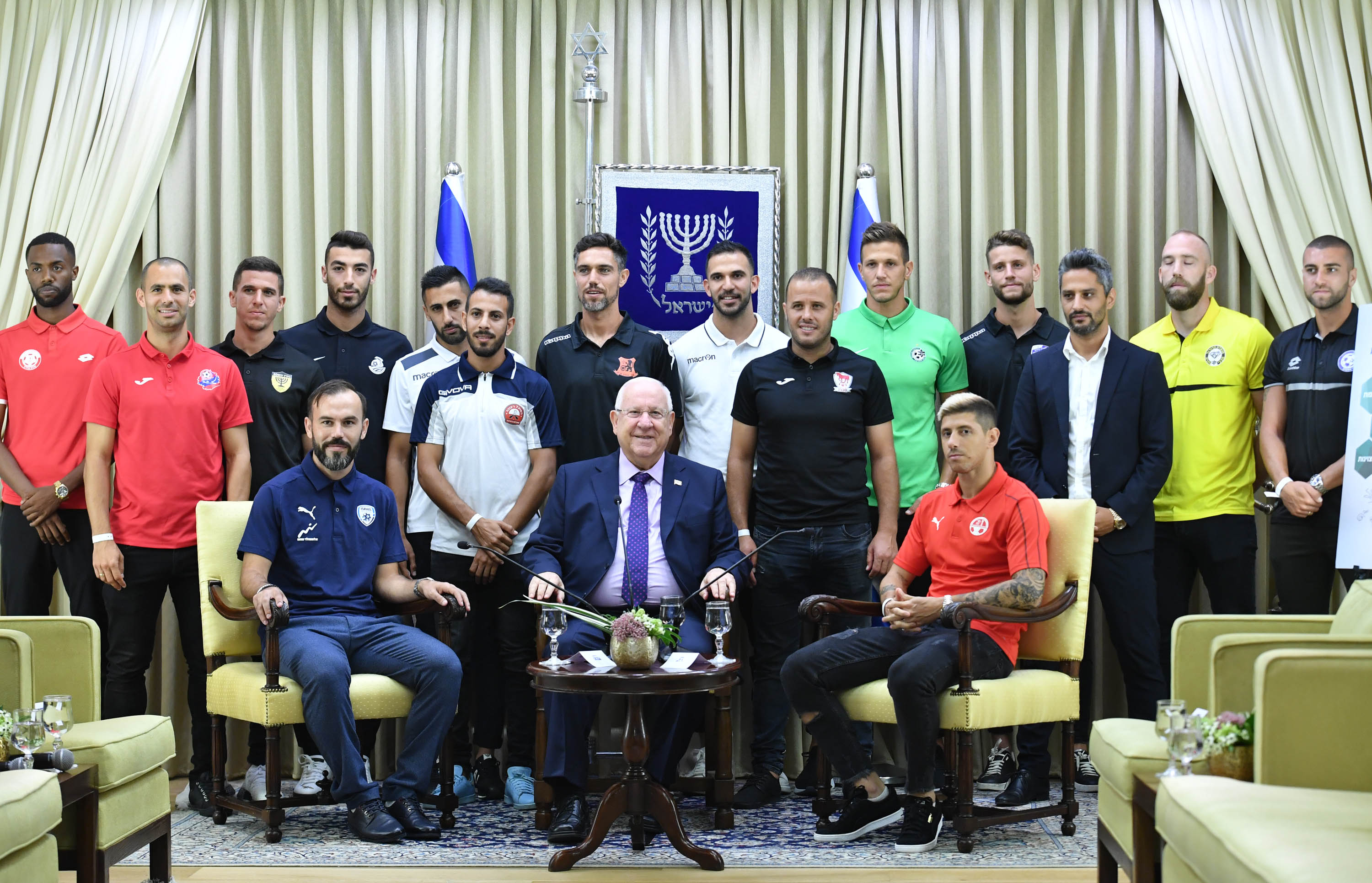
Cérémonie de remise du « Bouclier d'Honneur » en 2018 avec assis au centre le Président Reuven Rivlin
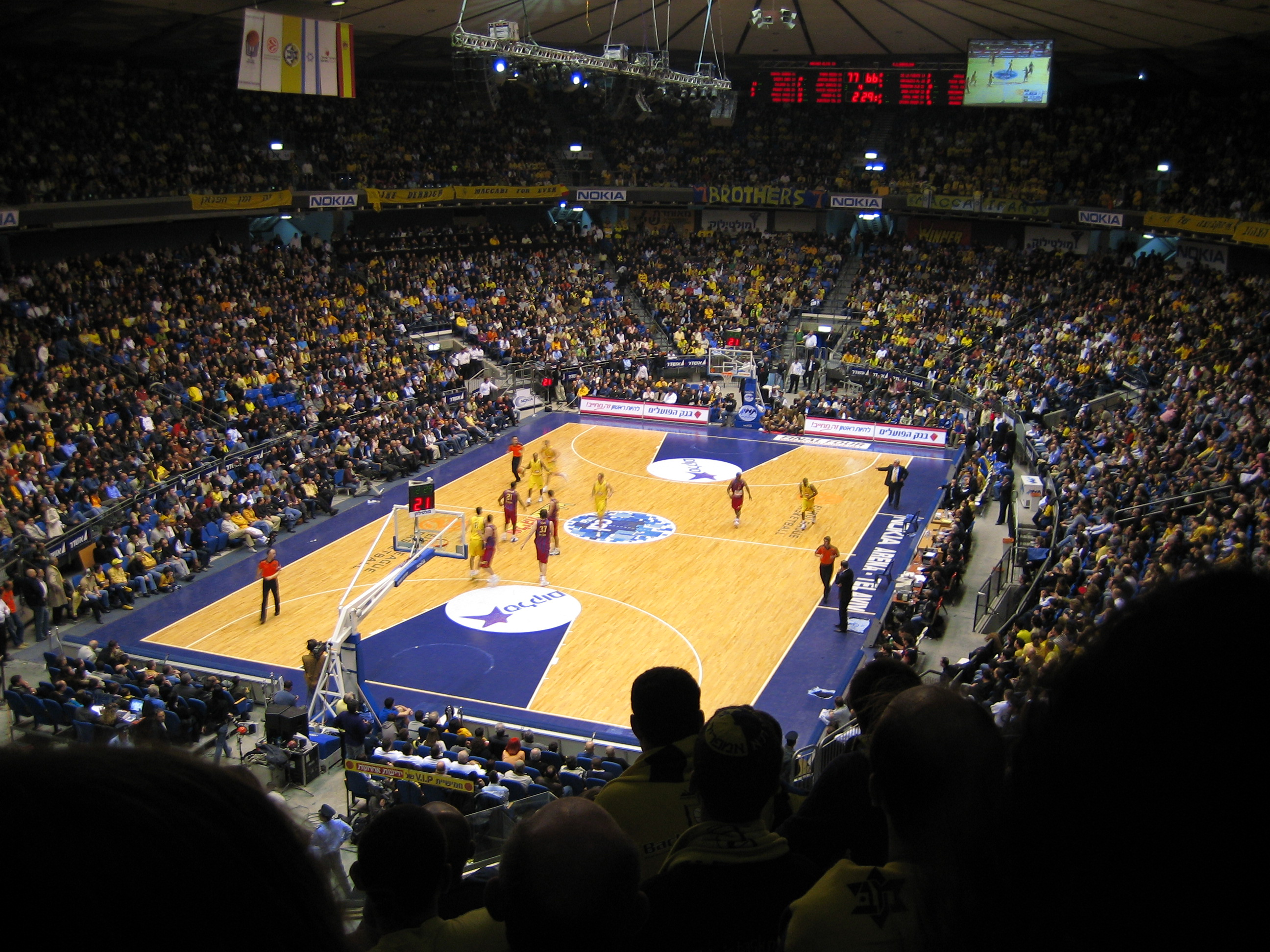
Un match du Maccabi Tel-Aviv à la Menora Mivtachim Arena.
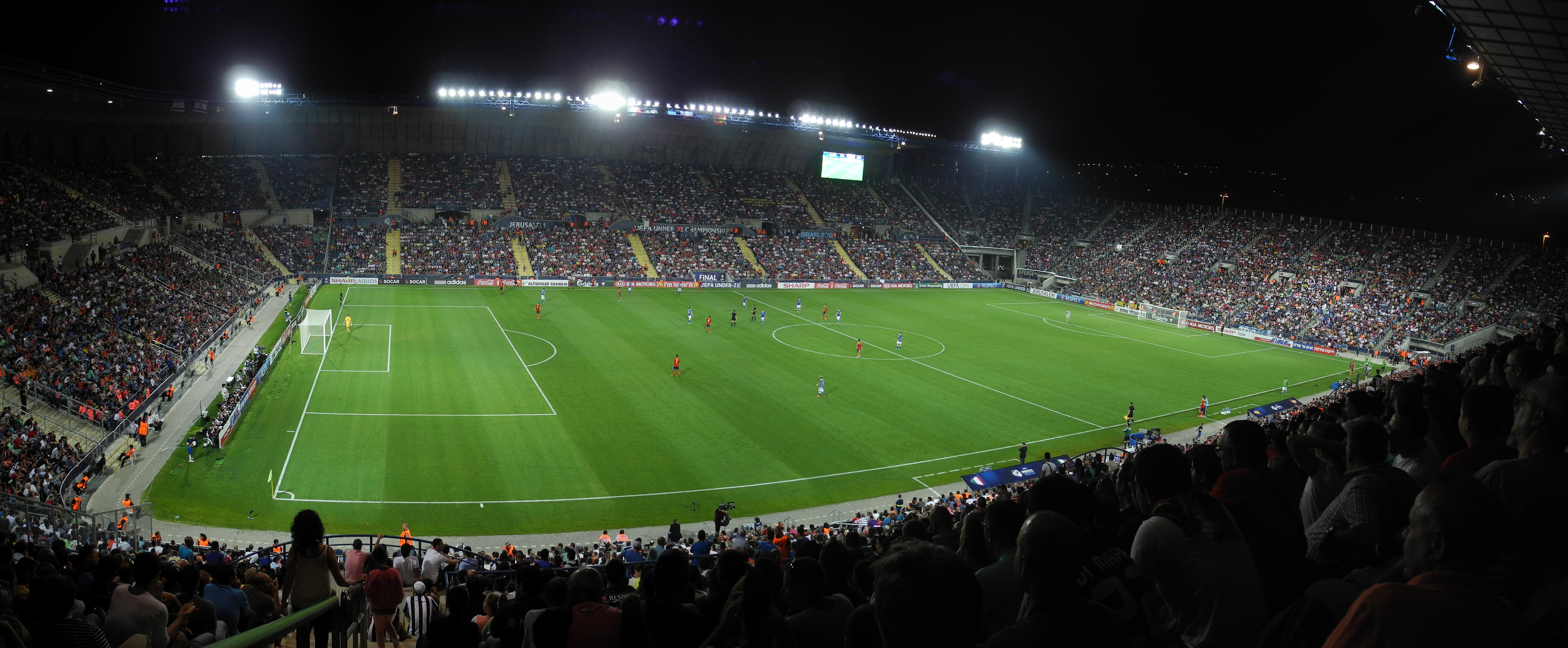
Match de football au stade Teddy de Jérusalem.
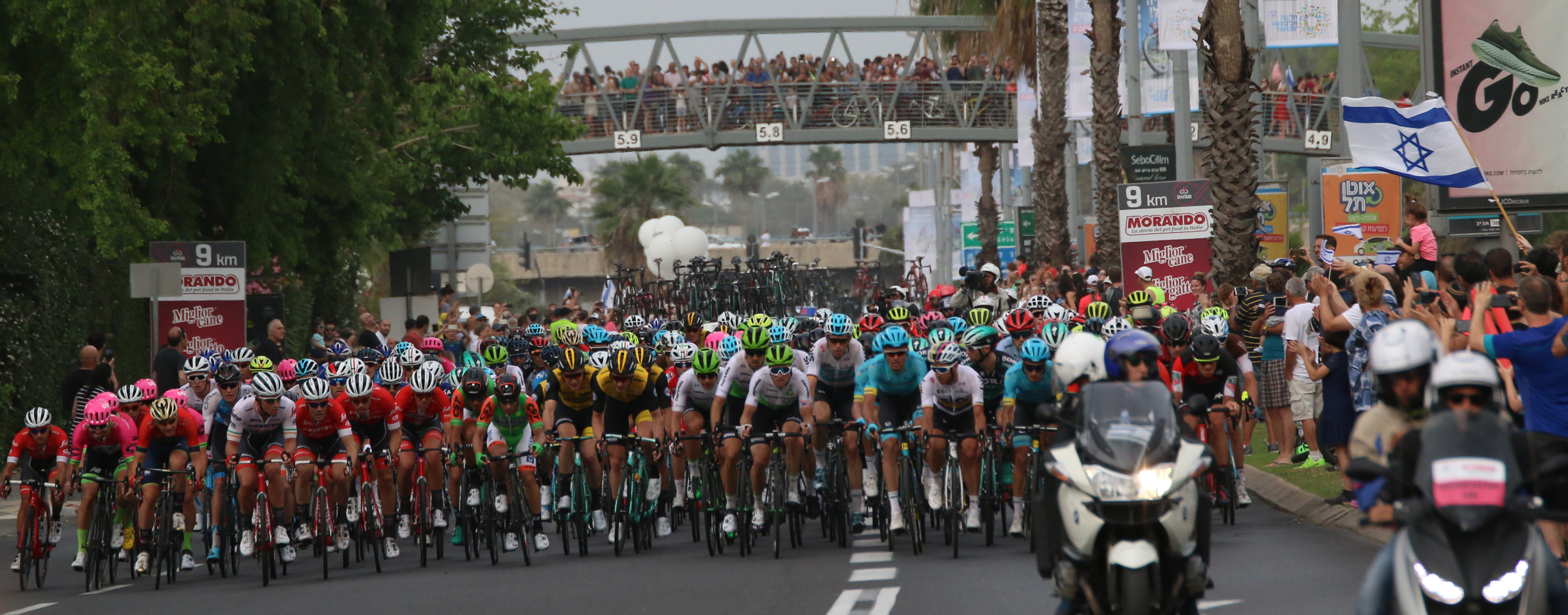
La deuxième étape du Giro 2018 à Tel Aviv.
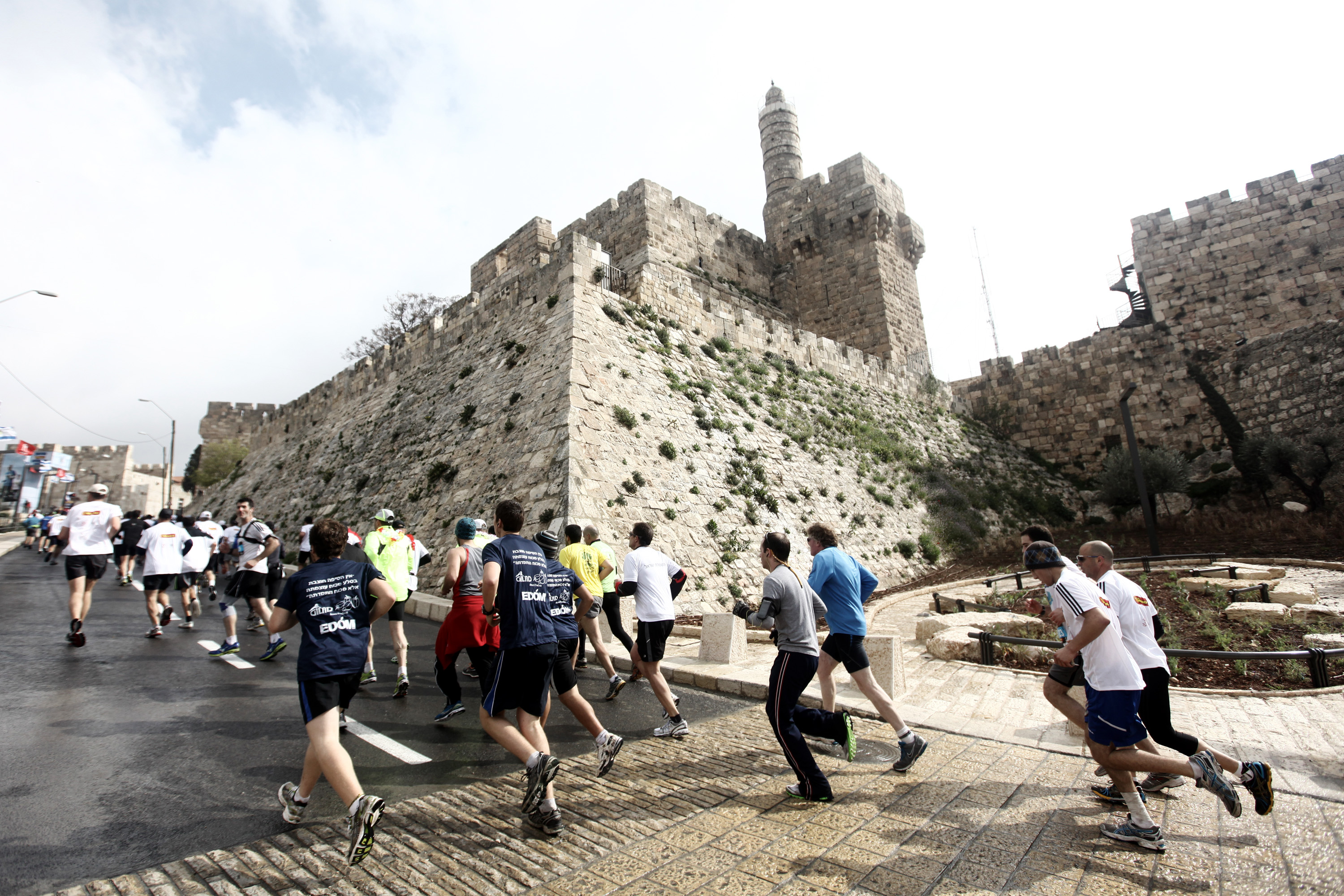
Le marathon de Jérusalem 2012.